# Begônia
Begónias (ou begônias) são plantas essencialmente do género Begonia, família Begoniaceae, existindo apenas uma outra espécie de origem havaiana, única representante do género Hillebrandia, que não pertence a este género. São, de maneira geral, plantas ornamentais de folhagem característica, e ocasionalmente flores atraentes. Estimativas apontam para cerca de 1000 espécies de begónias. O Angiosperm Phylogeny Group aponta para a cifra de 1400 espécies, o que faz do género Begonia um dos 10 maiores do grupo das angiospermas.
O nome Begonia foi uma homenagem a Michel Begon (1638 - 1710)  do naturalista Charles Plumier.
As begónias provêm principalmente da América tropical, de florestas úmidas ou nichos de umidade das savanas, com muitas espécies epífitas ou rupícolas, embora a maioria seja terrestre. Algumas espécies apresentam tubérculos subterrâneos que as mantêm vivas por muitos anos, embora a parte aérea normalmente pereça no fim de cada ciclo anual. As assim chamadas "begônias tuberosas" são apreciadas por serem plantas duradouras, que podem ser armazenadas em forma de tubérculos fora da terra durante algum tempo para rebrotar na época apropriada. Outras begônias, mesmo sem tubérculos, podem se tornar espécies bastante longevas, sobrevivendo por décadas mantendo seu viço. Quase todas as espécies se propagam por meio de rizomas.

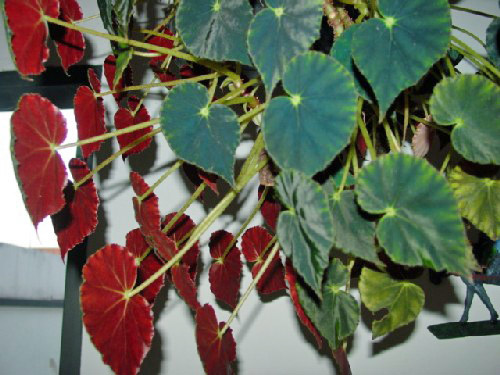
Folhagem colorida de Begonia boverii

A maioria das begónias possuem caules aéreos herbáceos, e são cultivadas como ervas. Porém, outras espécies, como as bambusiformes, ou do tipo "cana" (Begonia dichroa, Begonia aconitifolia, Begonia maculata, entre outras), desenvolvem caules eretos e consistentes, alcançando até mais que 1,5 metros de altura.
As folhas das begónias são, sem dúvida, o seu maior atrativo. De forma reniforme, incomum, e usualmente extremamente coloridas, são muito visadas para canteiros sombreados (onde normalmente as espécies mais apropriadas têm folhagem verde-escura). De todas as espécies, a que mais se destaca neste aspecto é a Begonia rex e as híbridas a partir desta espécie, com folhas enormes, com cores que variam do bronze ao rosado, ou vermelho, algumas prateadas ou brancas, com pintas, estrias e manchas de cores alternadas. Outras espécies, como a "begônia-cruz-de-ferro" (Begonia massoniana) e a "begônia-preta" (Begonia boverii) também se destacam por sua folhagem ornamental.
As flores das begónias são pequenas, ornamentadas por brácteas brancas ou coloridas, que se tornam seu principal atractivo. A maioria das espécies possuem brácteas pequenas, ou de colorido pálido que, em contraste com a folhagem, perdem seu valor. Entretanto, certas espécies, como Begonia elatior, Begonia cucullata e Begonia tuberosa são avidamente procuradas por suas flores coloridas, que variam do branco ao vermelho. Em B. elatior e B tuberosa, as flores são especialmente grandes, e, como resultado de repetidos cruzamentos, apresentam-se como algo semelhante a rosas. As espécies cultivadas por suas flores usualmente apreciam a luz do sol.
Os métodos de cultivo variam de espécie para espécie. Uma identificação precisa auxilia neste conhecimento, pois ajuda a determinar se a planta pertence a uma espécie terrestre, epífita ou rupícola. De maneira geral, são cultivadas em solos orgânicos, bem drenados, protegidas da luz solar directa e de correntes de ar, irrigadas com frequência.

## ×
- Begonia × albopicta  W.Bull
- Begonia × amabilis  Linden
- Begonia × antonietae  Brade
- Begonia × breviscapa   C.I Peng, Yan Liu & S.M.Ku
- Begonia × chungii   C.I Peng & S.M.Ku
- Begonia × reichenheimii   G. Bartsch
- Begonia × taipeiensis   C.I.Peng

## A
- Begonia abbottii   Urb.
- Begonia abdullahpieei   Kiew
- Begonia aberrans Irmsch.
- Begonia aborensis  Dunn
- Begonia acaulis  Merr. & L.M.Perry
- Begonia acclivis  Coyle
- Begonia acerifolia  Kunth
- Begonia aceroides   Irmsch.
- Begonia acetosa  Vell.
- Begonia acetosella   Craib
- Begonia acida   Vell.
- Begonia aconitifolia   A.DC.
- Begonia acuminatissima   Merr.
- Begonia acutifolia   Jacq.
- Begonia acutiloba   Liebm.

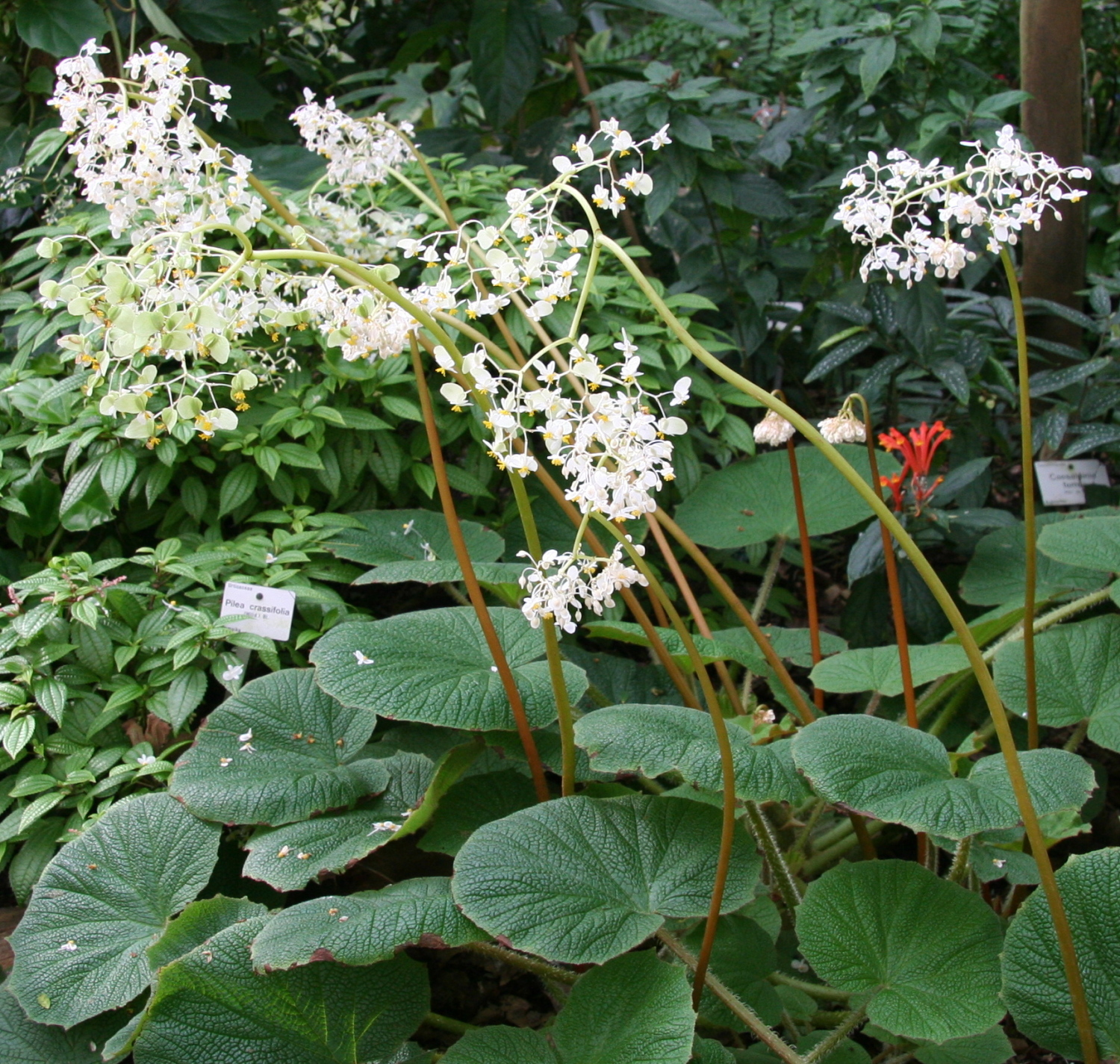
Begonia acida

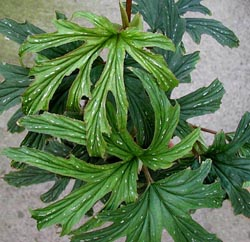
Begonia aconitifolia

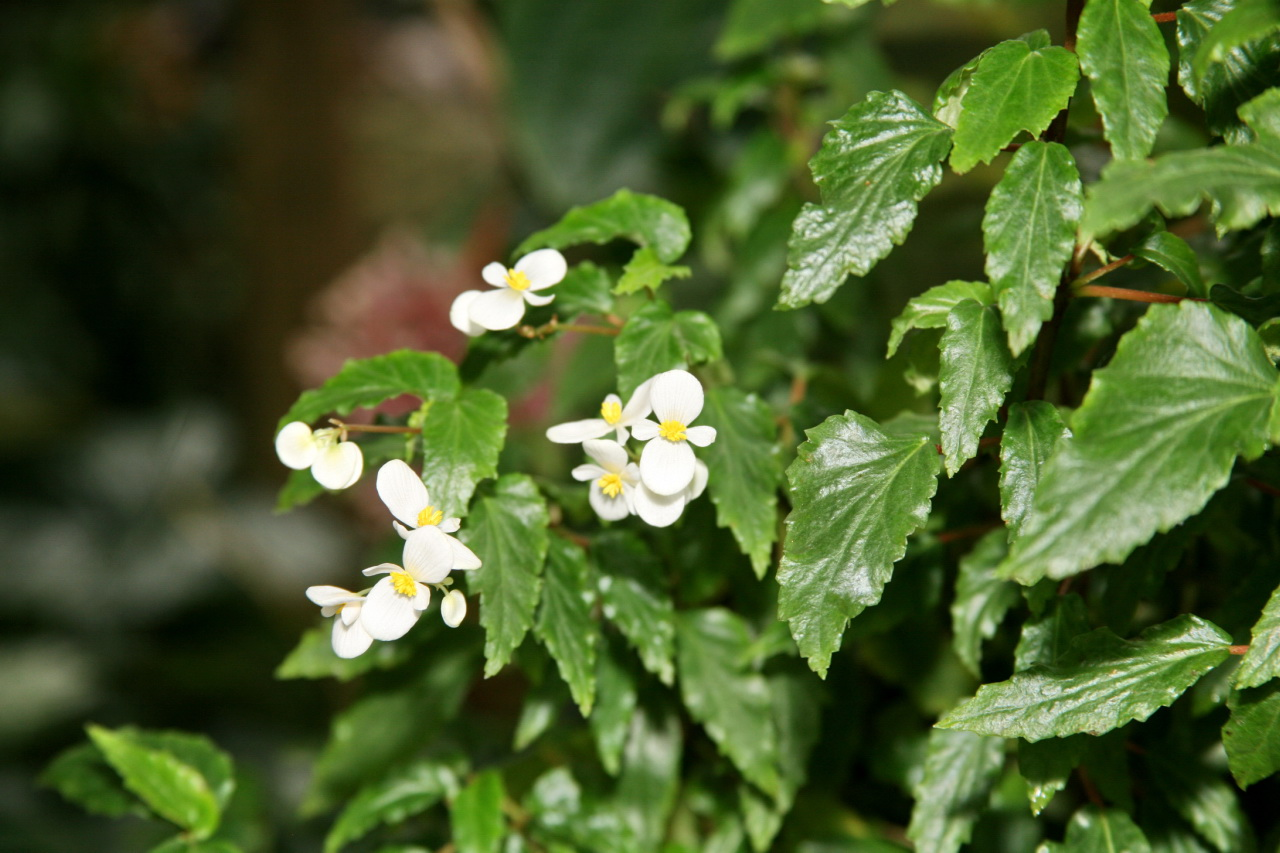
Begonia acutifolia

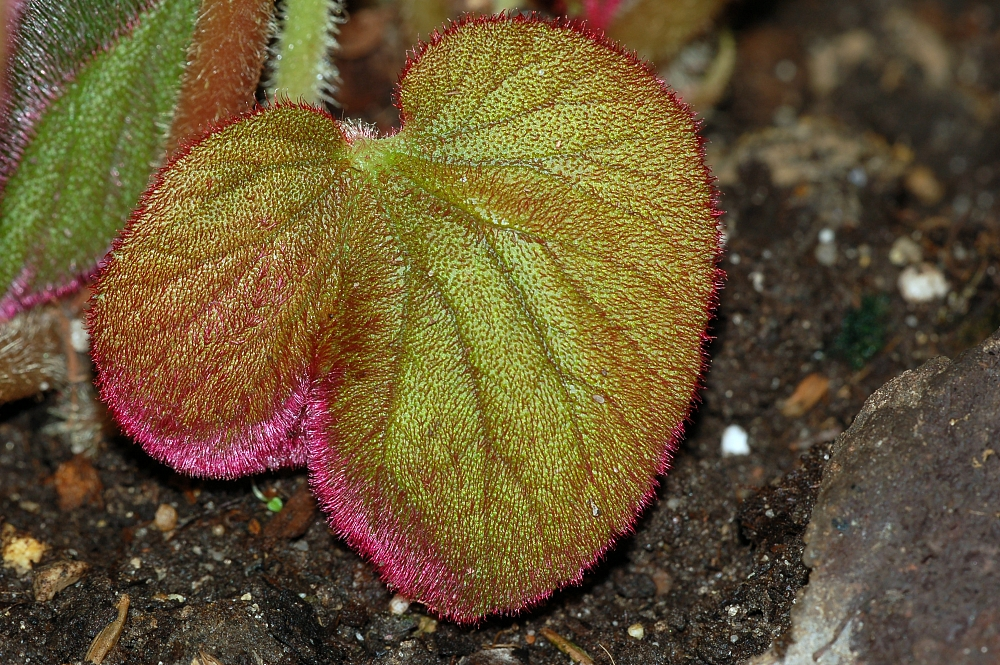
Begonia annulata

- Begonia acutitepala   K.Y.Guan & D.K.Tian
- Begonia adenodes   Irmsch.
- Begonia adenopoda   Lem.
- Begonia adenostegia   Stapf
- Begonia admirabilis   Brade
- Begonia adpressa   Sosef
- Begonia adscendens   C.B.Clarke
- Begonia aenea   Linden & André
- Begonia aequata  A.Gray
- Begonia aequatoguineensis   Sosef & Nguema
- Begonia aequatorialis   L.B.Sm. & B.G.Schub.
- Begonia aequilateralis   Irmsch.
- Begonia aeranthos   L.B.Sm. & B.G.Schub.
- Begonia affinis   Merr.
- Begonia aggeloptera   N.Hallé
- Begonia aguiabrancensis   L.Kollmann
- Begonia agusanensis   Merr.
- Begonia alba   Merr.
- Begonia albidula   Brade
- Begonia albobracteata   Ridl.
- Begonia albococcinea   Hook.
- Begonia albomaculata   C.DC. ex Huber
- Begonia alcarrasica   J.Sierra
- Begonia alchemilloides   A.DC.
- Begonia algaia   L.B.Sm. & Wassh.
- Begonia alice-clarkae   Ziesenh.
- Begonia aliciae   C.E.C.Fisch.
- Begonia alicida   C.B.Clarke
- Begonia almedana   Burt-Utley & Utley
- Begonia alnifolia   A.DC.
- Begonia alpina   L.B.Sm. & Wassh.
- Begonia altamiroi   Brade
- Begonia altissima   Ridl.
- Begonia altoperuviana   A.DC.
- Begonia alvarezii   Merr.
- Begonia alveolata   T.T.Yu
- Begonia amphioxus   Sands
- Begonia ampla   Hook.f.
- Begonia anaimalaiensis   Bedd.
- Begonia andamensis   Parish ex C.B.Clarke
- Begonia andersonii   Kiew & S.Julia
- Begonia andina   Rusby
- Begonia androrangensis  Humbert
- Begonia androturba   Coyle
- Begonia anemoniflora   Irmsch.
- Begonia angilogensis   Merr.
- Begonia angolensis   Irmsch.
- Begonia angraensis   Brade
- Begonia angularis  Raddi
- Begonia angulata   Vell.
- Begonia angustilimba   Merr.
- Begonia angustiloba   A.DC.
- Begonia anisoptera   Merr.
- Begonia anisosepala   Hook.f.
- Begonia anjuanensis  Humbert ex Aymonin & Bosser
- Begonia ankaranensis   Humbert ex Aymonin & Bosser
- Begonia annobonensis   A.DC.
- Begonia annulata   K.Koch
- Begonia anodifolia   A.DC.
- Begonia antaisaka   Humbert
- Begonia anthonyi   Kiew
- Begonia antongilensis   Humbert
- Begonia antsingyensis   Humbert ex Aymonin & Bosser
- Begonia antsiranensis   Aymonin & Bosser
- Begonia apayaoensis   Merr.
- Begonia apparicioi   Brade
- Begonia aptera   Blume
- Begonia arachnoidea   C.I Peng, Yan Liu & S.M.Ku
- Begonia arborescens   Raddi
- Begonia arboreta   Y.M.Shui
- Begonia archboldiana   Merr. & L.M.Perry
- Begonia areolata   Miq.
- Begonia arfakensis   (Gibbs) L.L.Forrest & Hollingsw.
- Begonia argentea   Linden
- Begonia argenteomarginata   Tebbitt
- Begonia aridicaulis   Ziesenh.
- Begonia arnottiana   (Wight) A.DC.
- Begonia arrogans   Irmsch.
- Begonia articulata   Irmsch.
- Begonia artior   Irmsch.
- Begonia asperifolia   Irmsch.
- Begonia aspleniifolia   Hook.f. ex A.DC.
- Begonia assurgens   Irmsch. ex Weberling
- Begonia asteropyrifolia   Y.M.Shui & W.H.Chen
- Begonia asympeltata   L.B.Sm. & Wassh.
- Begonia atricha   (Miq.) Miq. ex A.DC.
- Begonia atroglandulosa   Sosef
- Begonia augustae   Irmsch.
- Begonia augustinei   Hemsl.
- Begonia aurantiflora   C.I Peng, Yan Liu & S.M.Ku
- Begonia auriculata   Hook.f.
- Begonia auritistipula   Y.M.Shui & W.H.Chen
- Begonia austroguangxiensis   Y.M.Shui & W.H.Chen
- Begonia austrotaiwanensis   Y.K.Chen & C.I.Peng
- Begonia awongii   Sands
- Begonia axillaris   Ridl.
- Begonia axillipara  Ridl.
- Begonia azuensis   Urb. & Ekman

## B
- Begonia baccata   Hook.f.

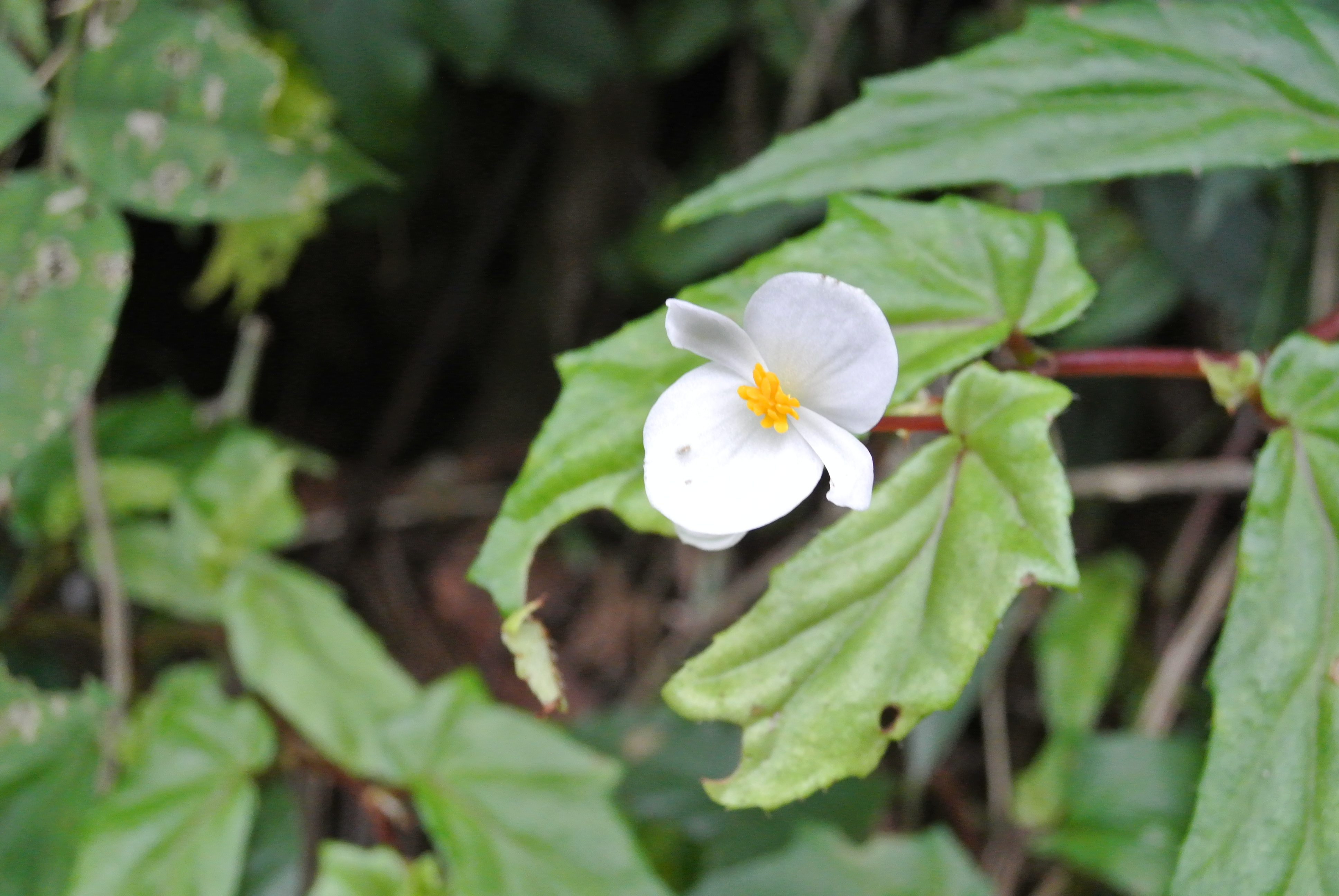
Begonia annulata

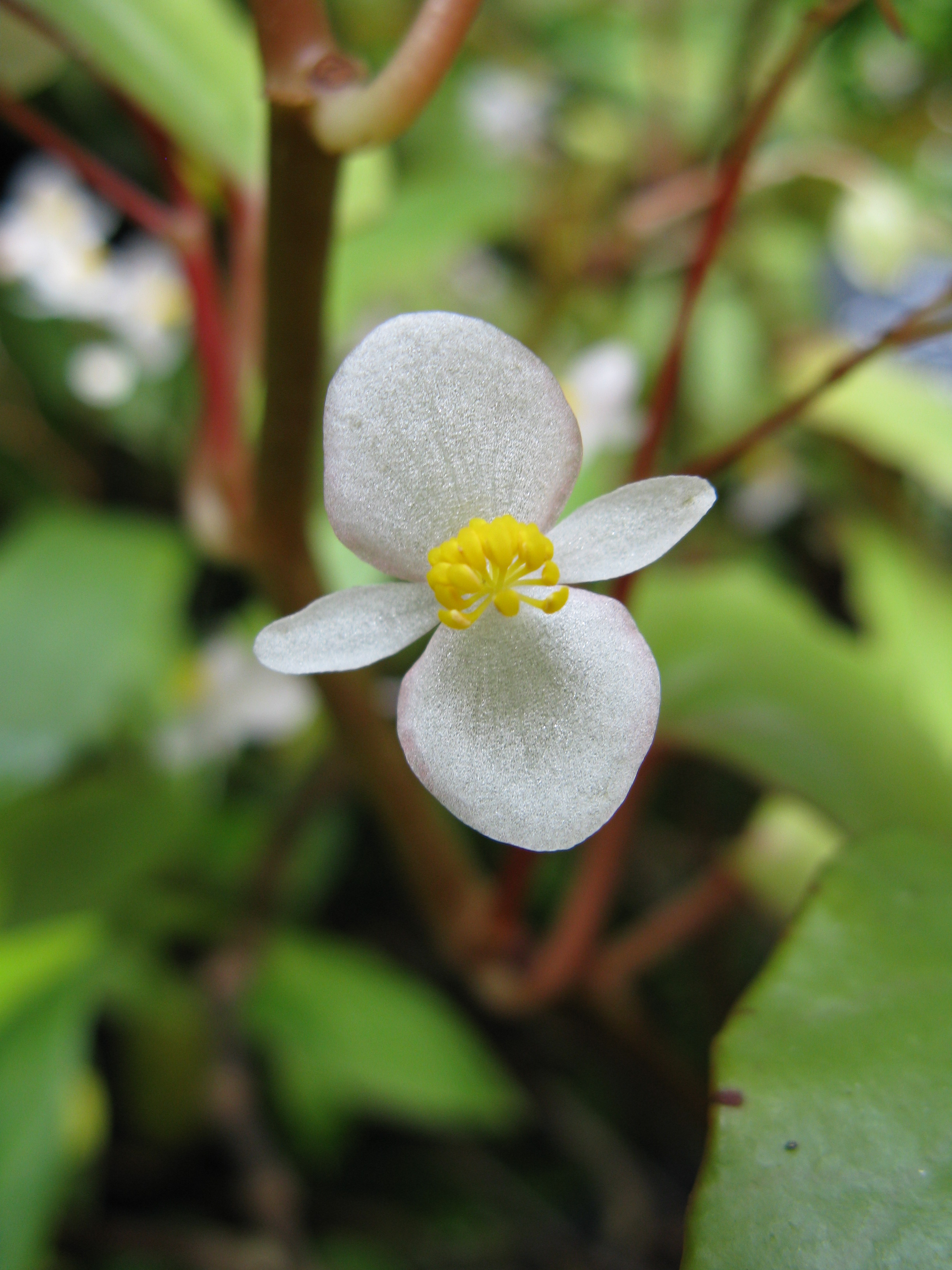
Begonia boisiana

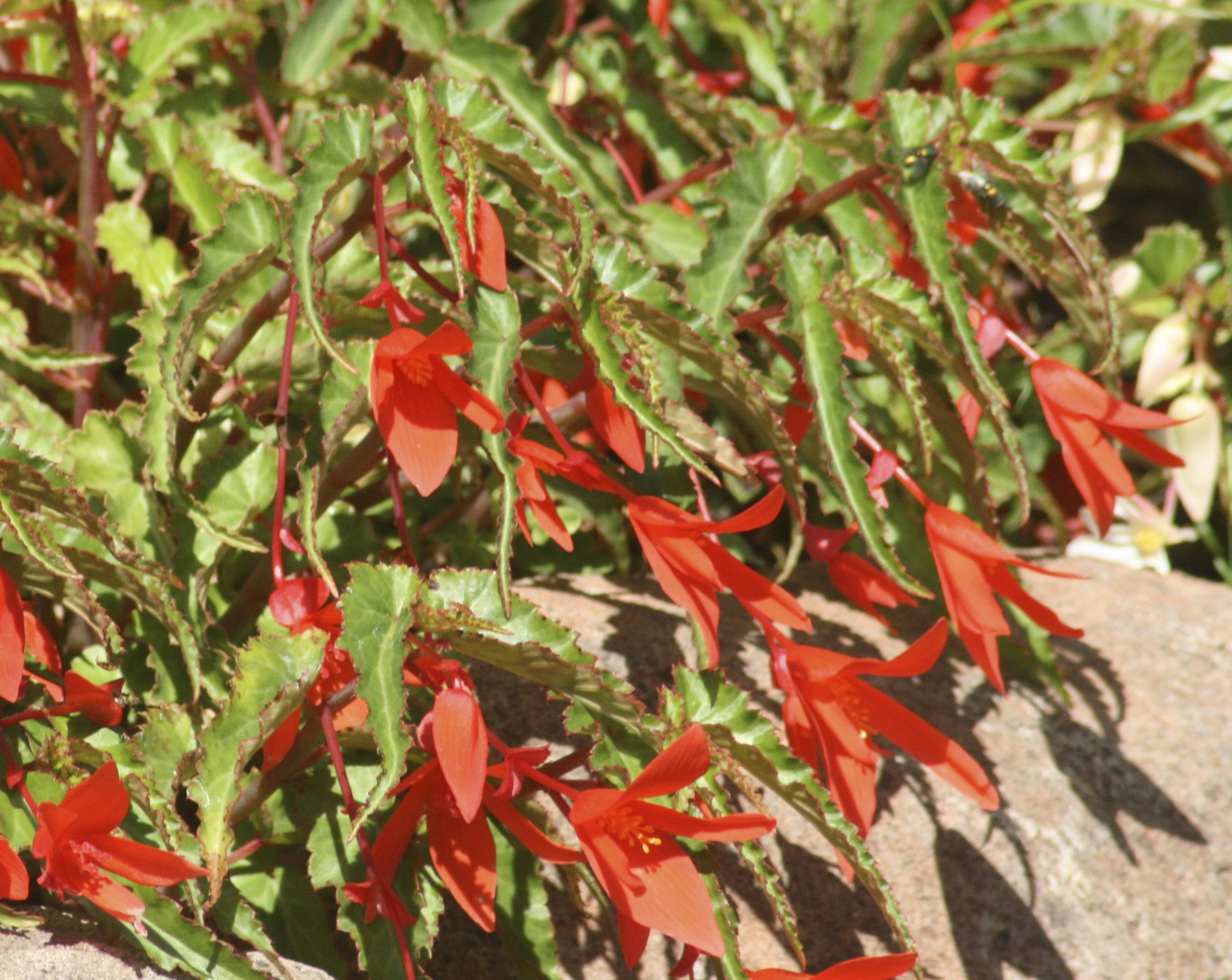
Begonia boliviensis

- Begonia bagotiana  Humbert ex Aymonin & Bosser
- Begonia bahakensis   Sands
- Begonia bahiensis   A.DC.
- Begonia balansae   C.DC.
- Begonia balansana  Gagnep.
- Begonia baliensis   Girm.
- Begonia balmisiana   Balmis
- Begonia bamaensis   Yan Liu & C.I Peng
- Begonia banaoensis   J.Sierra
- Begonia bangii   Kuntze
- Begonia baramensis Merr.
- Begonia barbellat   Ridl.
- Begonia barborkae   Halda
- Begonia barkeri   Knowles & Westc.
- Begonia barkleyana   L.B.Sm.
- Begonia baronii   Baker
- Begonia barrigae   L.B.Sm. & B.G.Schub.
- Begonia bartlettiana   Merr. & L.M.Perry
- Begonia bataiensis   Kiew
- Begonia baturongensis   Kiew
- Begonia baumannii   Lemoine ex Wittm.
- Begonia baviensis   Gagnep.
- Begonia beccariana   Ridl.
- Begonia beccarii  Warb.
- Begonia beddomei   Hook.f.
- Begonia bekopakensis   Aymonin & Bosser
- Begonia bequaertii   Robyns & Lawalrée
- Begonia berhamanii  Kiew
- Begonia bernicei   Aymard & G.A.Romero
- Begonia bernieri   A.DC.
- Begonia beryllae   Ridl.
- Begonia besleriifolia  Schott
- Begonia betsimisaraka  Humbert
- Begonia bettinae  Ziesenh.
- Begonia bidentataRaddi
- Begonia biflora  T.C.Ku
- Begonia bifolia Ridl.
- Begonia bifurcata L.B.Sm. & B.G.Schub.
- Begonia biguassuensis Brade
- Begonia biliranensis Merr.
- Begonia binuangensis Merr.
- Begonia bipinnatifida  J.J.Sm.
- Begonia biserrata Lindl.
- Begonia bissei  J.Sierra
- Begonia blancii  M.Hughes & C.I Peng
- Begonia bogneri Ziesenh.
- Begonia boisiana  Gagnep.
- Begonia boissieri A.DC.
- Begonia boiviniana A.DC.
- Begonia boliviensis A.DC.
- Begonia bolleana Urb. & Ekman
- Begonia bolsteri Merr.
- Begonia bonii Gagnep.
- Begonia bonitoensis Brade
- Begonia bonthainensis Hemsl.
- Begonia bonus-henricus J.J.de Wilde
- Begonia boraceiensis Handro
- Begonia borneensis A.DC.
- Begonia bosseri Keraudren
- Begonia boucheana (Klotzsch) A.DC.
- Begonia bouffordii C.I Peng
- Begonia bowerae Ziesenh.
- Begonia brachybotrys Merr. & L.M.Perry
- Begonia brachyclada Urb. & Ekman
- Begonia brachypoda O.E.Schulz
- Begonia bracteata Jack
- Begonia bracteosa A.DC.
- Begonia bradei Irmsch.
- Begonia brandbygeana L.B.Sm. & Wassh.
- Begonia brandisiana Kurz
- Begonia brassii Merr. & L.M.Perry
- Begonia breedlovei Burt-Utley
- Begonia brevibracteata Kupicha
- Begonia brevicaulis A.DC.
- Begonia brevicordata L.B.Sm. & B.G.Schub.
- Begonia brevilobata Irmsch.
- Begonia brevipedunculata Y.M.Shui
- Begonia brevipes  Merr.
- Begonia brevipetala (A.DC.) Warb.
- Begonia brevirimosa Irmsch.
- Begonia brevisetulosa  C.Y.Wu
- Begonia bridgesii  A.DC.
- Begonia bruneiana  Sands
- Begonia buchtienii  Irmsch.
- Begonia buddleiifolia A.DC.
- Begonia bufoderma  L.B.Sm. & Wassh.
- Begonia buimontana Yamam.
- Begonia bulbillifera Link & Otto
- Begonia bullata Urb. & Ekman
- Begonia bullatifolia L.Kollmann
- Begonia burbidgei  Stapf
- Begonia burkillii Dunn
- Begonia burmensis L.B.Sm. & Wassh.
- Begonia burttii Kiew & S.Julia
- Begonia buseyi Burt-Utley

## C

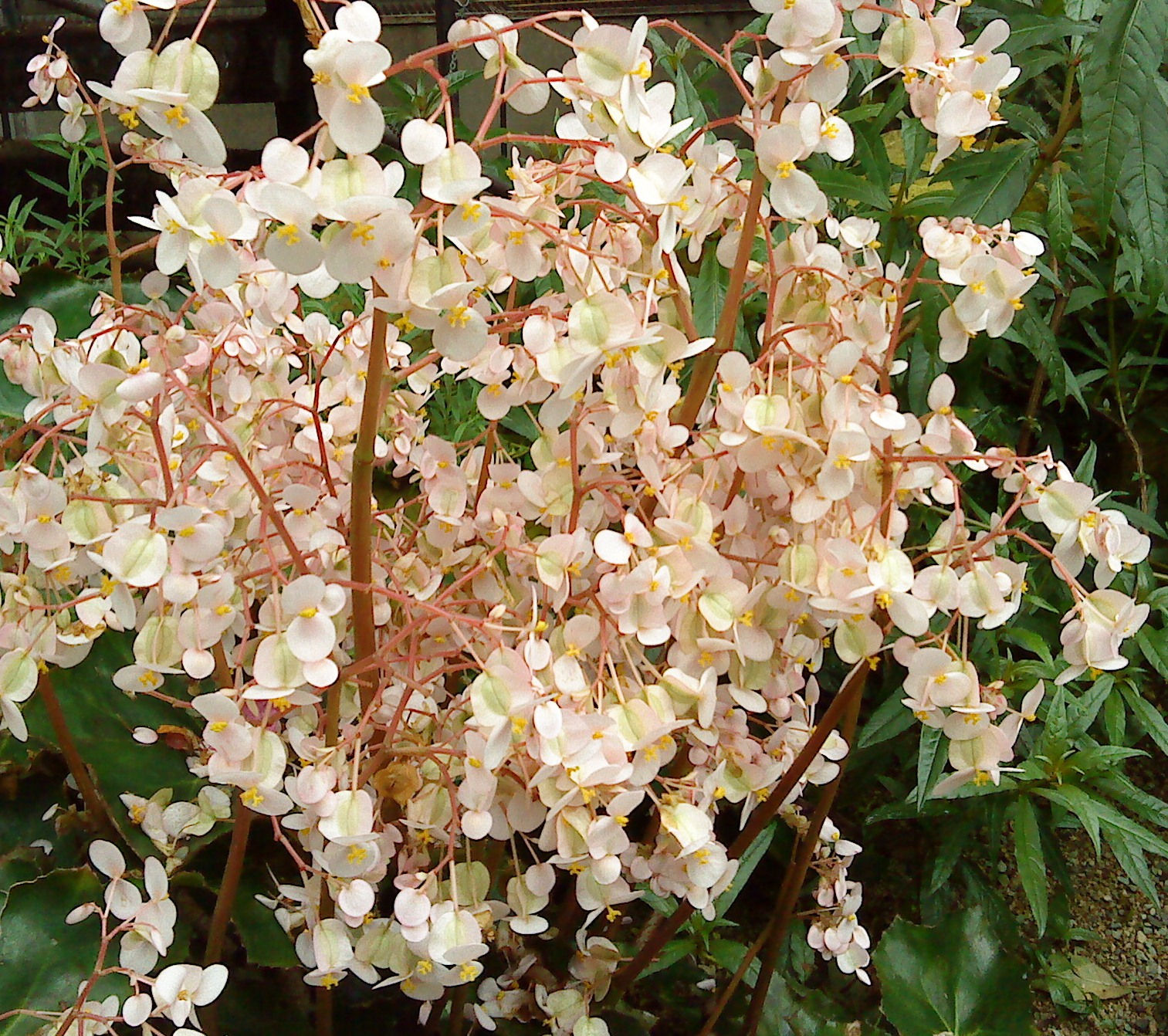
Begonia cardiocarpa

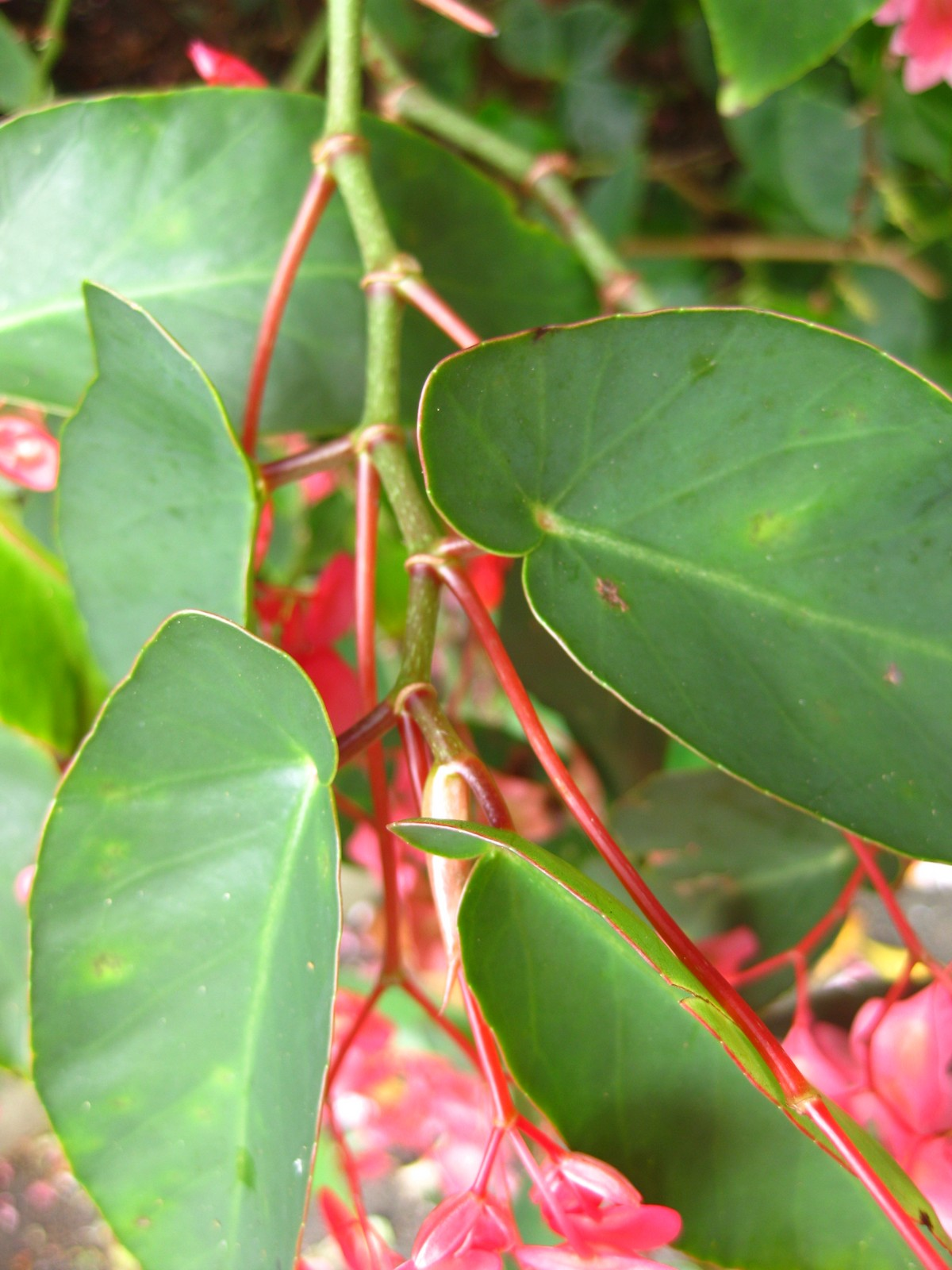
Begonia coccinea

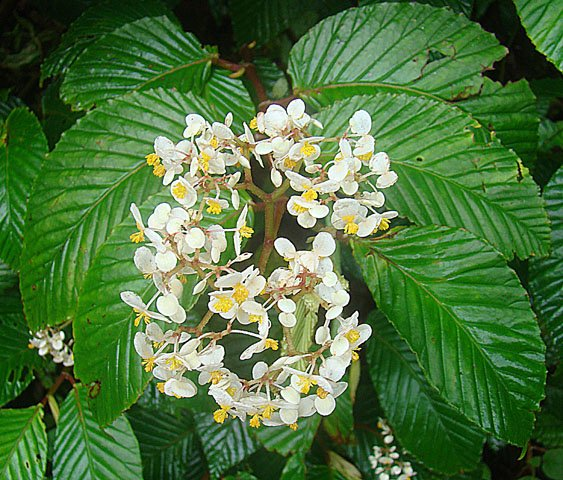
Begonia convallariodora

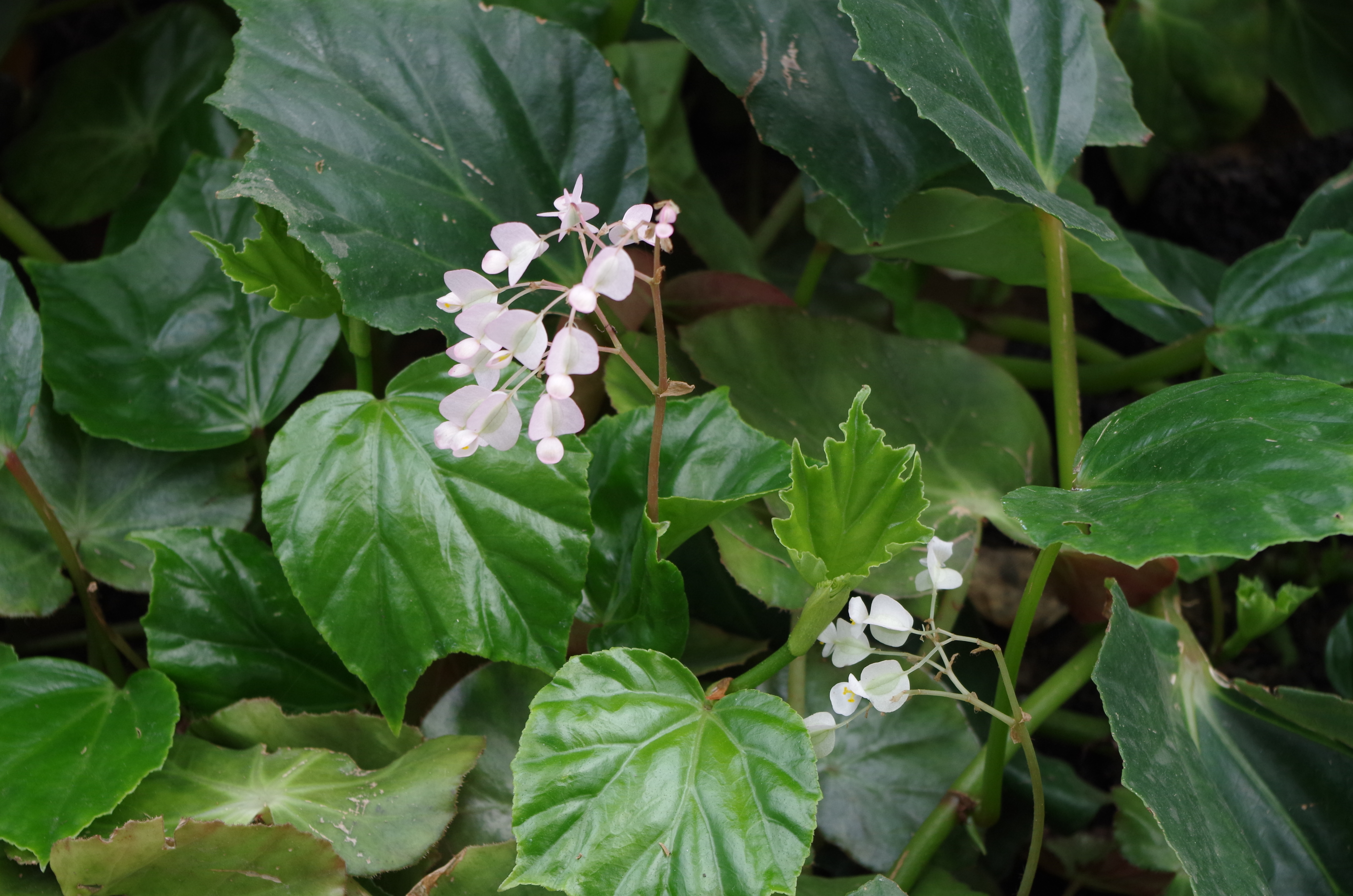
Begonia convolvulacea

- Begonia cacauicola  L.B.Sm. ex S.F.Sm. & Wassh.
- Begonia caespitosa  Jack
- Begonia calcarea  Ridl.
- Begonia calcicola Merr.
- Begonia calderonii  Standl.
- Begonia calliantha  Merr. & L.M.Perry
- Begonia callosa  L.Kollmann
- Begonia calvescens  (Brade ex L.B.Sm. & R.C.Sm.) E.L.Jacques & Mamede
- Begonia campanensis  Burt-Utley & Utley
- Begonia camposportoana  Brade
- Begonia canarana  Miq.
- Begonia candollei  Ziesenh.
- Begonia capanemae  Brade
- Begonia caparaoensis  E.L.Jacques & L.Kollmann
- Begonia capensis  L.f.
- Begonia capillipes  Gilg
- Begonia capituliformis  Irmsch.
- Begonia caraguatatubensis  Brade
- Begonia cardiocarpa  Liebm.
- Begonia cardiophora  Irmsch.
- Begonia cariocana   Brade ex L.B.Sm. & Wassh.
- Begonia carletonii   Standl.
- Begonia carnosa  Teijsm. & Binn.
- Begonia carnosula  Ridl.
- Begonia caroliniifolia  Regel
- Begonia carpinifolia  Liebm.
- Begonia carrieae  Ziesenh.
- Begonia casiguranensis  Quisumb. & Merr.
- Begonia castaneifolia  Otto & Dietr.
- Begonia castilloi   Merr.
- Begonia catharinensis  Brade
- Begonia cathayana   Hemsl.
- Begonia cathcartii  Hook.f. & Thomson
- Begonia caudata  Merr.
- Begonia cauliflora   Sands
- Begonia cavaleriei   H.Lév.
- Begonia cavallyensis   A.Chev.
- Begonia cavum  Ziesenh.
- Begonia cebadillensis  Houghton ex L.B.Sm. & Schub.
- Begonia cehengensis  T.C.Ku
- Begonia celebica  Irmsch.
- Begonia cerasiphylla  L.B.Sm. & Wassh.
- Begonia ceratocarpa  S.H.Huang & Y.M.Shui
- Begonia chaetocarpa   Kuntze
- Begonia chaiana  Kiew & S.Julia
- Begonia chiapensis   Burt-Utley
- Begonia chiasmogyna   M.Hughes
- Begonia chingii   Irmsch.
- Begonia chishuiensis   T.C.Ku
- Begonia chitoensis   Tang S.Liu & M.J.Lai
- Begonia chivatoa   Ziesenh.
- Begonia chlorandra   Sands
- Begonia chlorocarpa   Irmsch. ex Sands
- Begonia chlorolepis  L.B.Sm. & B.G.Schub.
- Begonia chloroneura  P.Wilkie & Sands
- Begonia chlorosticta   Sands
- Begonia chongii  Sands
- Begonia chuniana  C.Y.Wu
- Begonia chuyunshanensis  C.I Peng & Y.K.Chen
- Begonia ciliifera  Merr.
- Begonia ciliobracteata Warb.
- Begonia cincinnifera   Irmsch.
- Begonia cinnabarina  Hook.
- Begonia circumlobata  Hance
- Begonia cirrosa  L.B.Sm. & Wassh.
- Begonia cladocarpoides   Humbert ex Aymonin & Bosser
- Begonia cladotricha  M.Hughes
- Begonia clarkei   Hook.f.
- Begonia clavicaulis  Irmsch.
- Begonia clemensiae  Merr. & L.M.Perry
- Begonia cleopatrae  Coyle
- Begonia clypeifolia  Hook.f.
- Begonia coccinea  Hook.
- Begonia coelocentroides  Y.M.Shui & Z.D.Wei
- Begonia cognata  Irmsch.
- Begonia collaris  Brade
- Begonia collina  Irmsch.
- Begonia collisiae  Merr.
- Begonia colombiana  L.B.Sm. & B.G.Schub.
- Begonia colorata  Warb.
- Begonia comata  Kuntze
- Begonia comestibilis  D.C.Thomas & Ardi
- Begonia comorensis  Warb.
- Begonia compacticaulis  Irmsch.
- Begonia concanensis  A.DC.
- Begonia conchifolia  A.Dietr.
- Begonia concinna  Schott
- Begonia confinis  L.B.Sm. & Wassh.
- Begonia confusa  L.B.Sm. & B.G.Schub.
- Begonia congesta  Ridl.
- Begonia conipila  Irmsch. ex Kiew
- Begonia consanguinea  Merr.
- Begonia consobrina  Irmsch.
- Begonia contracta  Warb.
- Begonia convallariodora  C.DC.
- Begonia convolvulacea  (Klotzsch) A.DC.
- Begonia cooperi  C.DC.
- Begonia copelandii  Merr.
- Begonia copeyana  C.DC.
- Begonia coptidifolia  H.G.Ye, F.G.Wang, Y.S.Ye & C.I Peng
- Begonia coptidimontana  C.Y.Wu
- Begonia cordata  Vell.
- Begonia cordifolia  (Wight) Thwaites
- Begonia coriacea  Hassk.
- Begonia corneri  Kiew
- Begonia cornitepala  Irmsch.
- Begonia cornuta  L.B.Sm. & B.G.Schub.
- Begonia coronensis  Merr.
- Begonia corredorana  C.DC.
- Begonia corrugata  Kiew & S.Julia
- Begonia corzoensis  Ziesenh.
- Begonia coursii Humbert ex Aymonin
- Begonia cowellii  Nash
- Begonia crassicaulis  Lindl.
- Begonia crateris  Exell
- Begonia crenata  Dryand.
- Begonia crinita  Oliv. ex Hook.f.
- Begonia crispipila  Elmer
- Begonia crispula  Brade
- Begonia cristata  Warb. ex L.B.Sm. & Wassh.
- Begonia cristobalensis  Ziesenh.
- Begonia croatii  Burt-Utley
- Begonia crocea  C.I Peng
- Begonia cryptocarpa  L.B.Sm. & B.G.Schub.
- Begonia crystallina  Y.M.Shui & W.H.Chen
- Begonia cuatrecasana  L.B.Sm. & B.G.Schub.
- Begonia cubensis  Hassk.
- Begonia cucphuongensis  H.Q.Nguyen & Tebbitt
- Begonia cucullata  Willd.
- Begonia cucurbitifolia  C.Y.Wu
- Begonia cuernavacensis  Ziesenh.
- Begonia cumingiana  (Klotzsch) A.DC.
- Begonia cumingii A.Gray
- Begonia cuneatifolia  Irmsch.
- Begonia cupreata  Henriq.
- Begonia curtii  L.B.Sm. & B.G.Schub.
- Begonia curtisii  Ridl.
- Begonia curvicarpa  S.M.Ku, C.I Peng & Yan Liu
- Begonia cyanescens  Sands
- Begonia cyathophora  Poepp. & Endl.
- Begonia cylindrata  L.B.Sm. & B.G.Schub.
- Begonia cylindrica  D.R.Liang & X.X.Chen
- Begonia cymbalifera  L.B.Sm. & B.G.Schub.

## D
- Begonia davisii  Burbridge

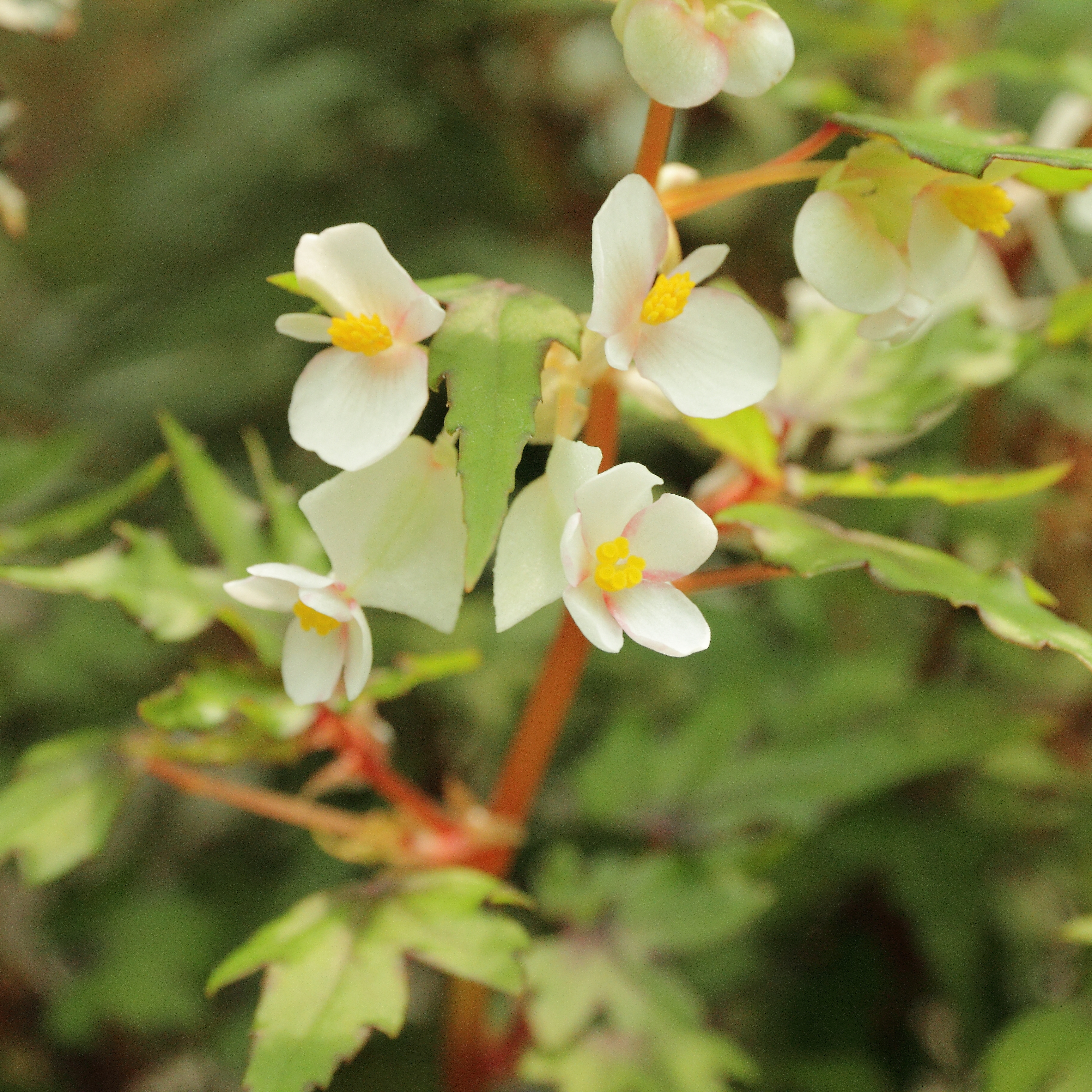
Begonia dregei

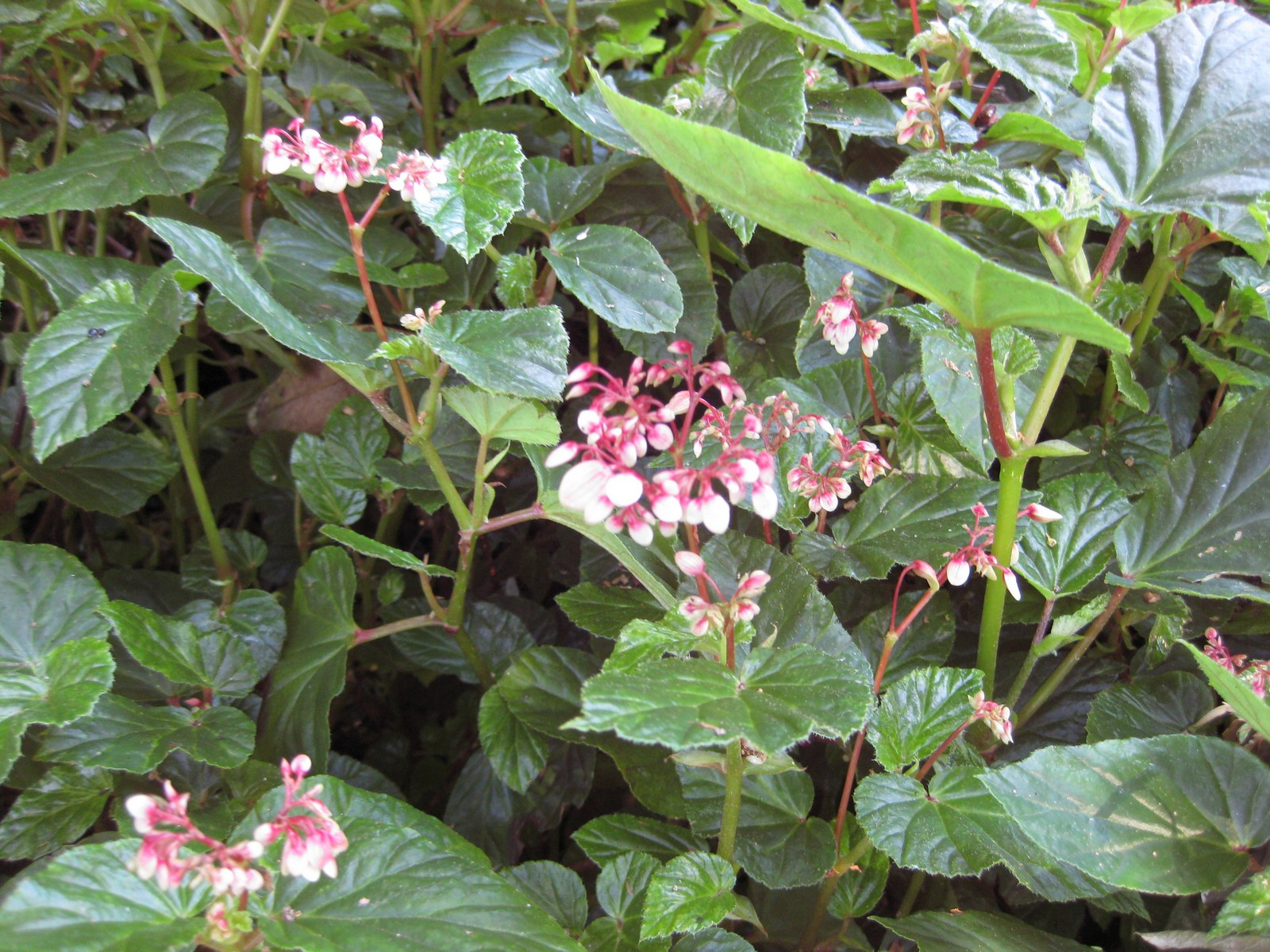
domingensis

- Begonia daweishanensis  S.H.Huang & Y.M.Shui
- Begonia daxinensis  T.C.Ku
- Begonia dealbata  Liebm.
- Begonia debaoensis  C.I Peng, Yan Liu & S.M.Ku
- Begonia debilis  King
- Begonia decandra  Pav. ex A.DC.
- Begonia decaryana Humbert ex Aymonin & Bosser
- Begonia declinata Vell.
- Begonia decora  Stapf
- Begonia delicatula  Parish ex C.B.Clarke
- Begonia demissa  Craib
- Begonia densifolia  Irmsch.
- Begonia densiretis  Irmsch.
- Begonia dentatiloba  A.DC.
- Begonia dentatobracteata  C.Y.Wu
- Begonia denticulata  Kunth
- Begonia depauperata  Schott
- Begonia descoleana  L.B.Sm. & B.G.Schub.
- Begonia dewildei  Sosef
- Begonia dichotoma  Jacq.
- Begonia didyma  D.C.Thomas & Ardi
- Begonia dielsiana  E.Pritz. ex Diels
- Begonia dietrichiana  Irmsch.
- Begonia diffusa  L.B.Sm. & B.G.Schub.
- Begonia diffusiflora Merr. & L.M.Perry
- Begonia digitata Raddi
- Begonia digyna  Irmsch.
- Begonia dioica  Buch.-Ham. ex D.Don
- Begonia dipetala  Graham
- Begonia discrepans  Irmsch.
- Begonia discreta  Craib
- Begonia divaricata  Irmsch.
- Begonia diversistipulata  Irmsch.
- Begonia diwolii  Kiew
- Begonia djamuensis  Irmsch.
- Begonia dodsonii  L.B.Sm. & Wassh.
- Begonia dolichotricha  Merr.
- Begonia domingensis  A.DC.
- Begonia donkelaariana  Lem.
- Begonia dosedlae  Gilli
- Begonia dregei  Otto & Dietr.
- Begonia dressleri  Burt-Utley
- Begonia droopiae  Ardi
- Begonia dryadis  Irmsch.
- Begonia duclouxii  Gagnep.
- Begonia dugandiana  L.B.Sm. & B.G.Schub.
- Begonia duncan-thomasii  Sosef
- Begonia dux  C.B.Clarke

## E
- Begonia eberhardtii  Gagnep.
- Begonia ebolowensis  Engl.
- Begonia echinosepala  Regel
- Begonia eciliata  O.E.Schulz
- Begonia edanoi Merr.
- Begonia edmundoi  Brade
- Begonia edulis  H.Lév.
- Begonia egregia  N.E.Br.
- Begonia eiromischa  Ridl.
- Begonia elaeagnifolia  Hook.f.
- Begonia elastotemmoides  Hook. f.
- Begonia elatostematoides  Merr.
- Begonia elatostemma  Ridl.
- Begonia elatostemmoides  Hook.f.
- Begonia eliassii Warb.
- Begonia elisabethae  Kiew
- Begonia elmeri  Merr.
- Begonia emeiensis  C.M.Hu
- Begonia eminii  Warb.
- Begonia engleri  Gilg

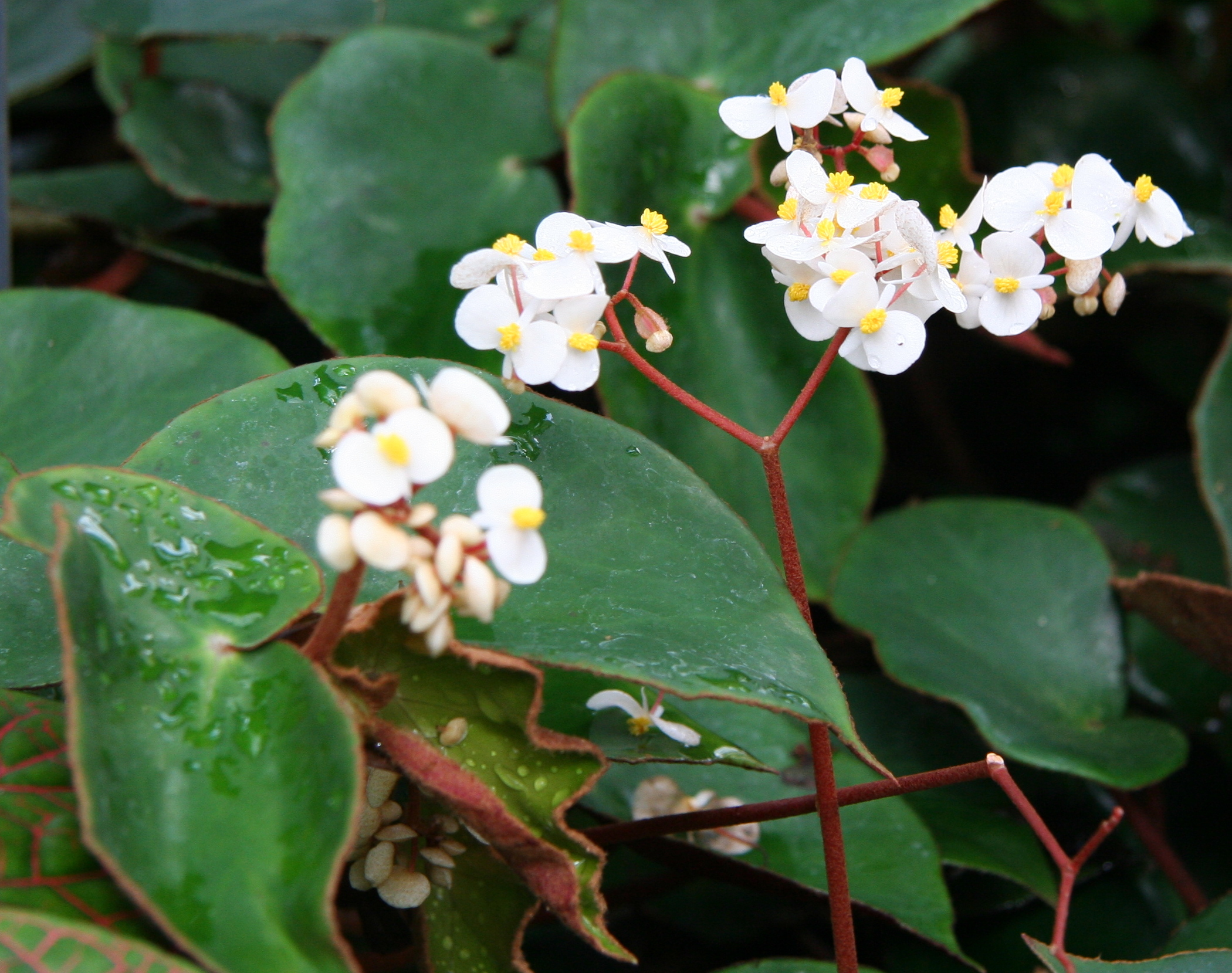
Begonia epipsila

- Begonia epibaterium  Mart. ex A.DC.
- Begonia epipsila  Brade
- Begonia erecta Vell.
- Begonia erectocaulis  Sosef
- Begonia erectotricha  Sosef
- Begonia erminea  L'Hér.
- Begonia erythrocarpa  A.DC.
- Begonia erythrogyna  Sands
- Begonia esculenta  Merr.
- Begonia espiritosantensis  E.L.Jacques & Mamede
- Begonia estrellensis  C.DC.
- Begonia euryphylla  L.B.Sm. ex S.F.Sm. & Wassh.
- Begonia eutricha  Sands
- Begonia everettii  Merr.
- Begonia exalata  C.DC.
- Begonia exigua  Irmsch.
- Begonia exilis  O.E.Schulz
- Begonia extensa  L.B.Sm. & B.G.Schub.
- Begonia extranea  L.B.Sm. & B.G.Schub.

## F

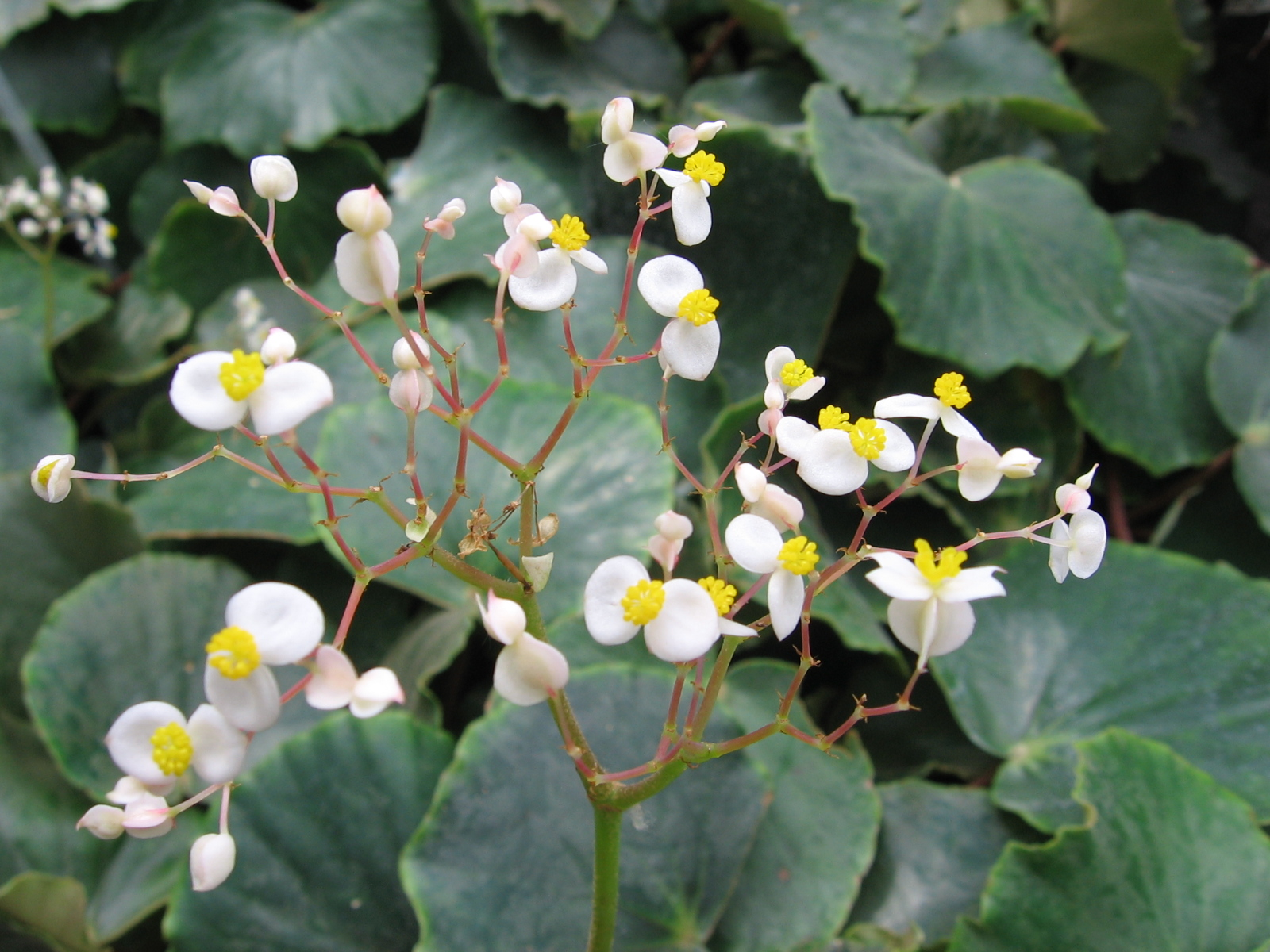
Begonia floccifera

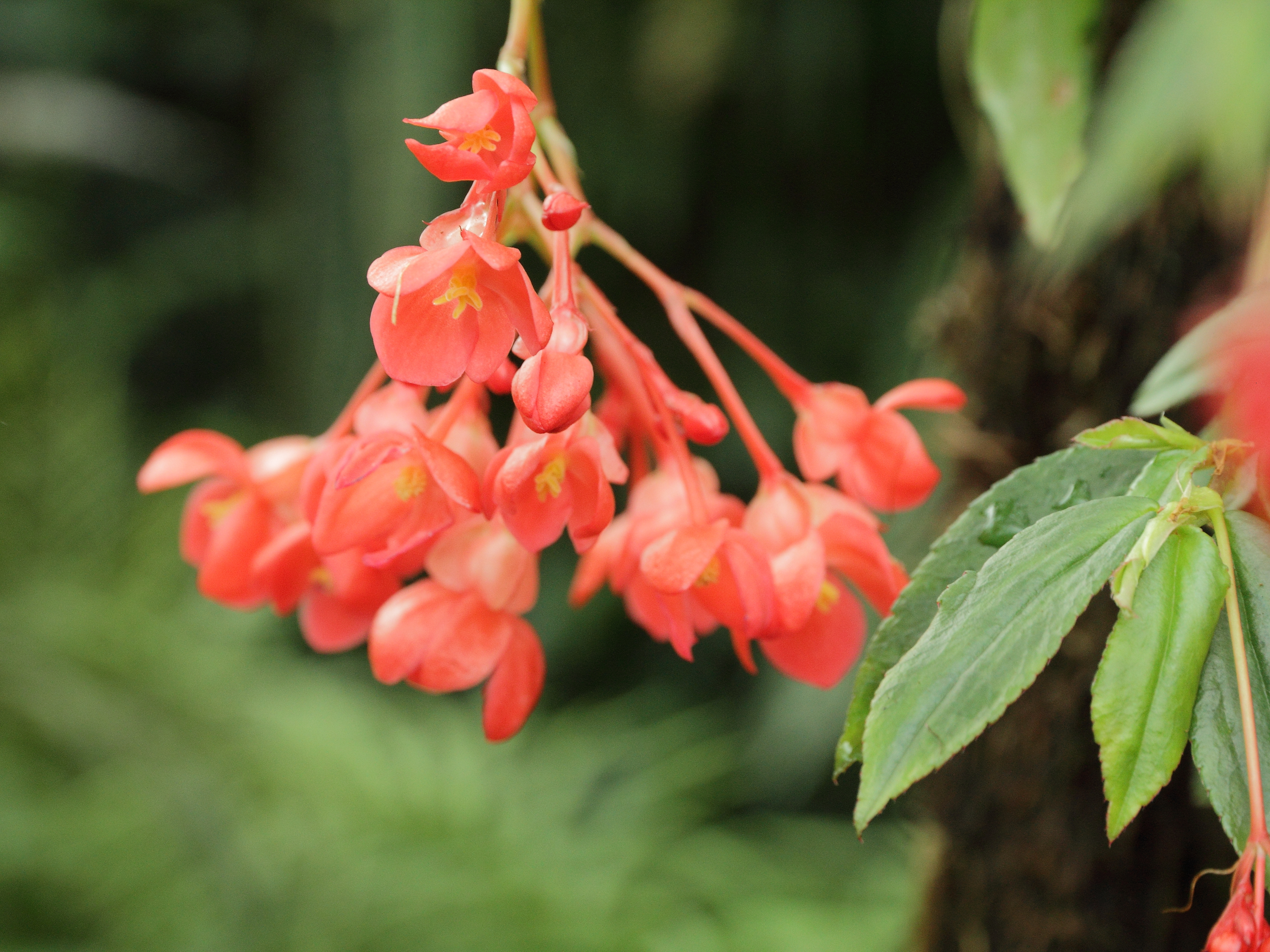
Begonia foliosa

- Begonia fabulosa  L.B.Sm. & Wassh.
- Begonia fagifolia  Fisch.
- Begonia falcifolia  Hook.f.
- Begonia falciloba  Liebm.
- Begonia fangii  Y.M.Shui & C.I Peng
- Begonia fasciculata  Jack
- Begonia fasciculiflora Merr.
- Begonia faustinoi  Burt-Utley & Utley
- Begonia fellereriana  Irmsch.
- Begonia fengii  T.C.Ku
- Begonia fenicis  Merr.
- Begonia fernaldiana  L.B.Sm. & B.G.Schub.
- Begonia fernandoi-costae  Irmsch.
- Begonia ferramica  N.Hallé
- Begonia ferruginea  L.f.
- Begonia festiva  Craib
- Begonia fibrosa  C.B.Clarke
- Begonia fiebrigii  C.DC.
- Begonia filibracteosa  Irmsch.
- Begonia filiformis  Irmsch.
- Begonia fimbriata  Liebm.
- Begonia fimbribracteata  Y.M.Shui & W.H.Chen
- Begonia fimbristipula  Hance
- Begonia fischeri  Schrank
- Begonia fissistyla  Irmsch.
- Begonia flacca  Irmsch.
- Begonia flaccidissima  Kurz
- Begonia flagellaris  H.Hara
- Begonia flaviflora  H.Hara
- Begonia flexicaulis  Ridl.
- Begonia flexula  Ridl.
- Begonia floccifera  Bedd.
- Begonia fluminensis  Brade
- Begonia foliosa  Kunth
- Begonia forbesii  King
- Begonia fordii  Irmsch.
- Begonia forgetiana  Hemsl.
- Begonia formosana  (Hayata) Masam.
- Begonia formosissima  Sandwith
- Begonia forrestii  Irmsch.
- Begonia fortunensis  Burt-Utley & Utley
- Begonia foveolata  Irmsch.
- Begonia foxworthyi  Burkill ex Ridl.
- Begonia francisiae  Ziesenh.
- Begonia francoisii  Guillaumin
- Begonia fraseri  Kiew
- Begonia friburgensis  Brade
- Begonia froebelii  A.DC.
- Begonia fruticella  Ridl.
- Begonia fruticosa  (Klotzsch) A.DC.
- Begonia fuchsiiflora  (A.DC.) A.I.Baranov & F.A.Barkley
- Begonia fuchsioides  Hook.
- Begonia fulvosetulosa  Brade
- Begonia fulvovillosa Warb.
- Begonia furfuracea  Hook.f.
- Begonia fusca  Liebm.
- Begonia fuscisetosa  Sands
- Begonia fuscocaulis  Brade
- Begonia fusialata  Warb.
- Begonia fusibulba  C.DC.
- Begonia fusicarpa  Irmsch.

## G
- Begonia gabonensis   J.J.de Wilde
- Begonia gagnepainiana   Irmsch.

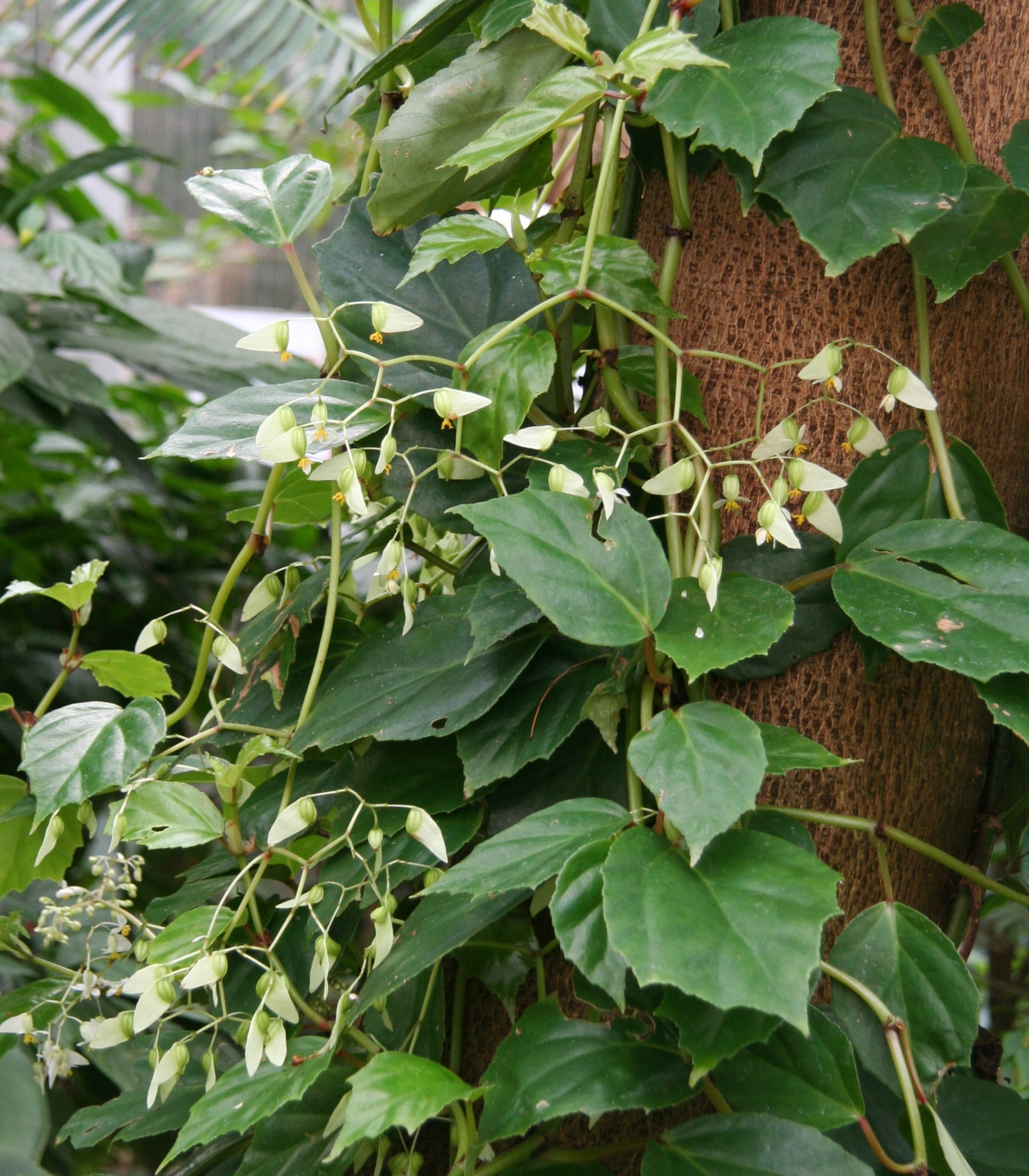
Begonia glabra

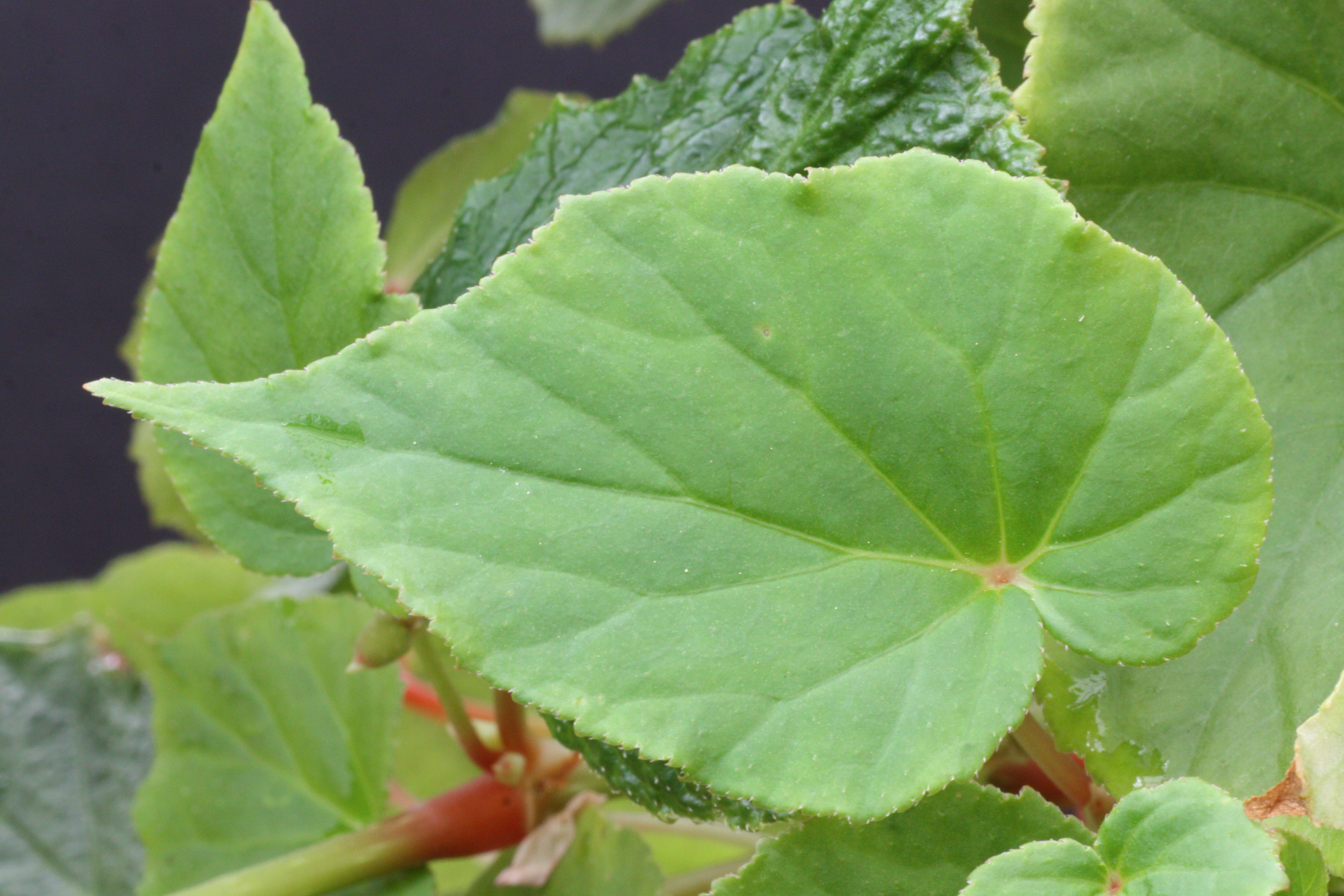
Begonia grandis

- Begonia gamolepis   L.B.Sm. & B.G.Schub.
- Begonia garagarana   C.DC.
- Begonia gardneri   A.DC.
- Begonia garrettii   Craib
- Begonia garuvae   L.B.Sm. & R.C.Sm.
- Begonia gehrtii   Irmsch.
- Begonia gemella  Warb. ex L.B.Sm. & Wassh.
- Begonia geminiflora   L.B.Sm. & Wassh.
- Begonia gemmipara   Hook.f. & Thomson
- Begonia gemmirhiza   H.Lév.
- Begonia gentilii   De Wild.
- Begonia geoffrayi   Gagnep.
- Begonia georgei   Coyle
- Begonia geraniifolia   Hook.
- Begonia geranioides   Hook.f.
- Begonia gesnerioides   L.B.Sm. & B.G.Schub.
- Begonia gibbsiae   Irmsch. ex Sands
- Begonia gigabracteata  Hong Z.Li & H.Ma
- Begonia gigaphylla  Y.M.Shui & W.H.Chen
- Begonia gilgiana  Irmsch.
- Begonia gitingensis  Elmer
- Begonia glaberrima  Urb. & Ekman
- Begonia glabra  Aubl.
- Begonia glabricaulis  Irmsch.
- Begonia glandulifera  Griseb.
- Begonia glandulosa  A.DC. ex Hook.
- Begonia glauca  (Klotzsch) Ruiz & Pav. ex A.DC.
- Begonia glaucoides  Irmsch.
- Begonia glechomifolia  C.M.Hu
- Begonia glutinosa  Kiew
- Begonia goegoensis  N.E.Br.
- Begonia goldingiana  L.Kollmann & A.P.Fontana
- Begonia gomantongensis  Kiew
- Begonia goniotis  C.B.Clarke
- Begonia gorgonea  Tebbitt
- Begonia gossweileri  Irmsch.
- Begonia goudotii  A.DC.
- Begonia gracilicyma  Irmsch. ex M.Hughes
- Begonia gracilior  Burt-Utley & McVaugh
- Begonia gracilipes Merr.
- Begonia gracilis  Kunth
- Begonia gracillima  A.DC.
- Begonia grandipetala  Irmsch.
- Begonia grandis Dryand.
- Begonia grantiana  Craib
- Begonia grata  Geddes
- Begonia griffithiana  (A.DC.) Warb.
- Begonia grisea  A.DC.
- Begonia groenewegensis  K.Koch & Fint.
- Begonia guaduensis  Kunth
- Begonia guangxiensis  C.Y.Wu
- Begonia guaniana  H.Ma & Hong Z.Li
- Begonia guatemalensis  Van Houtte ex Galeotti
- Begonia gueritziana  Gibbs
- Begonia guishanensis  S.H.Huang & Y.M.Shui
- Begonia gulinqingensis  S.H.Huang & Y.M.Shui
- Begonia gungshanensis  C.Y.Wu
- Begonia gunnerifolia  Linden & André
- Begonia gutierrezii  Coyle
- Begonia guttapila  D.C.Thomas & Ardi
- Begonia guttata  Wall. ex A.DC.

## H

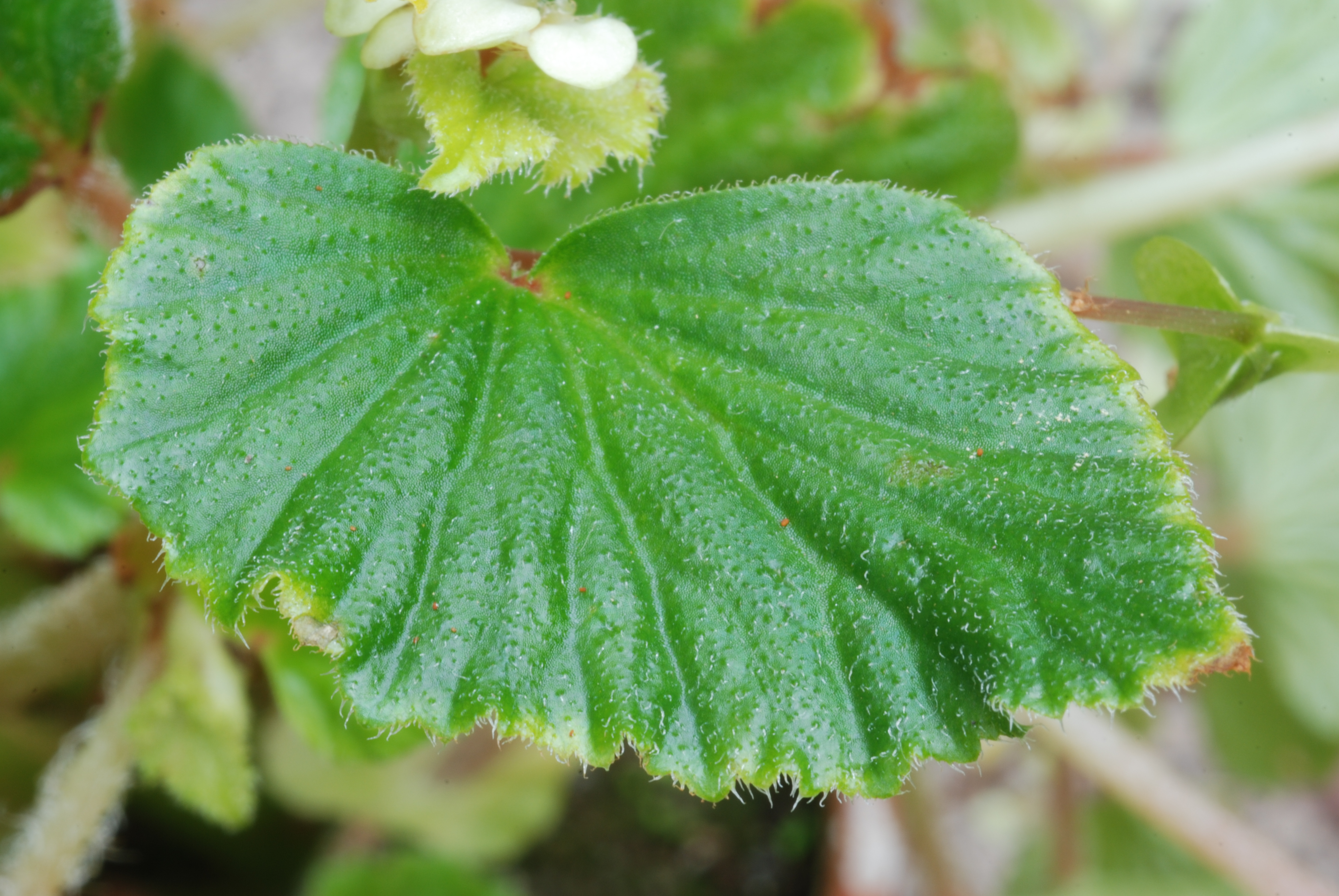
Begonia hirsuta

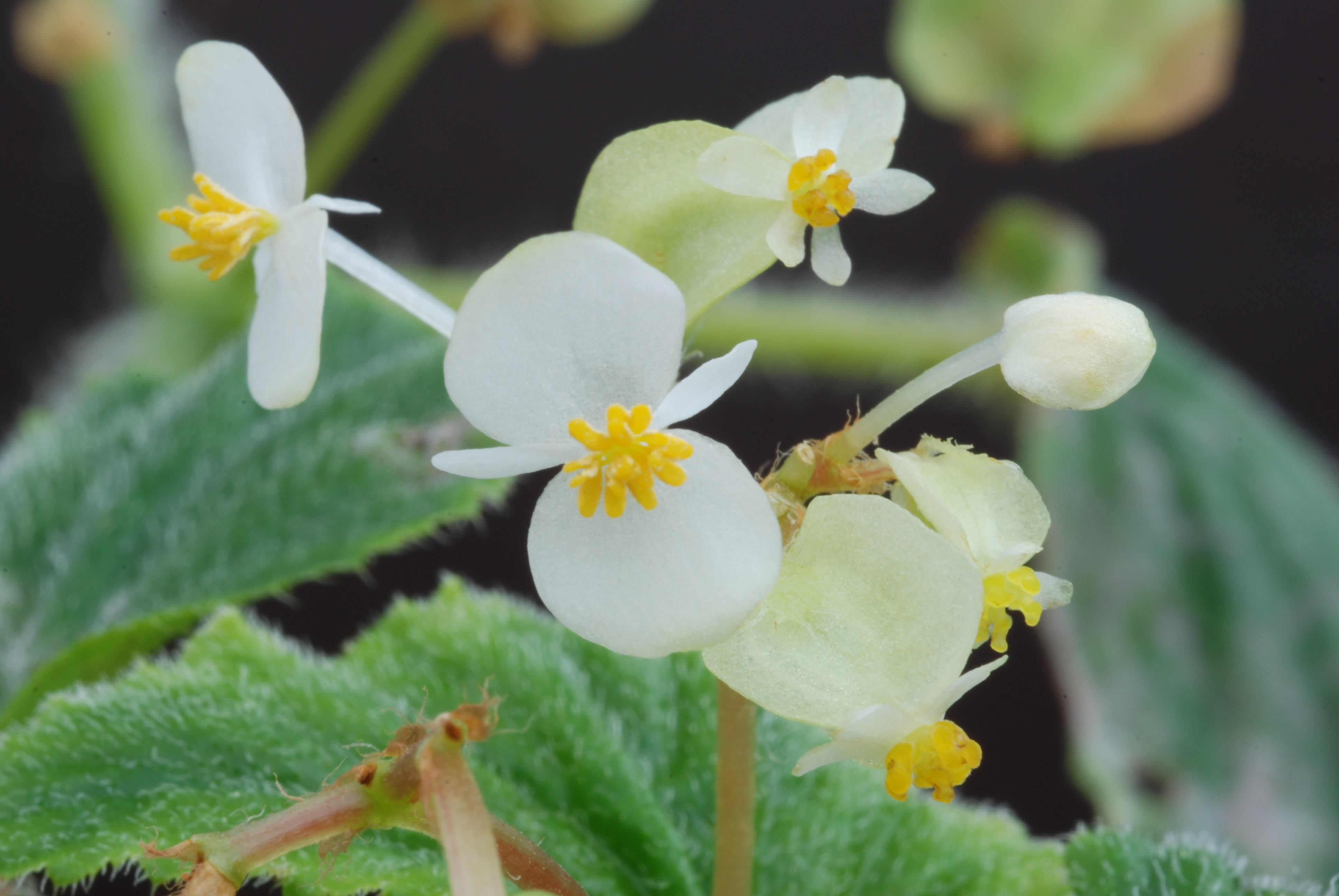
Begonia hirtella

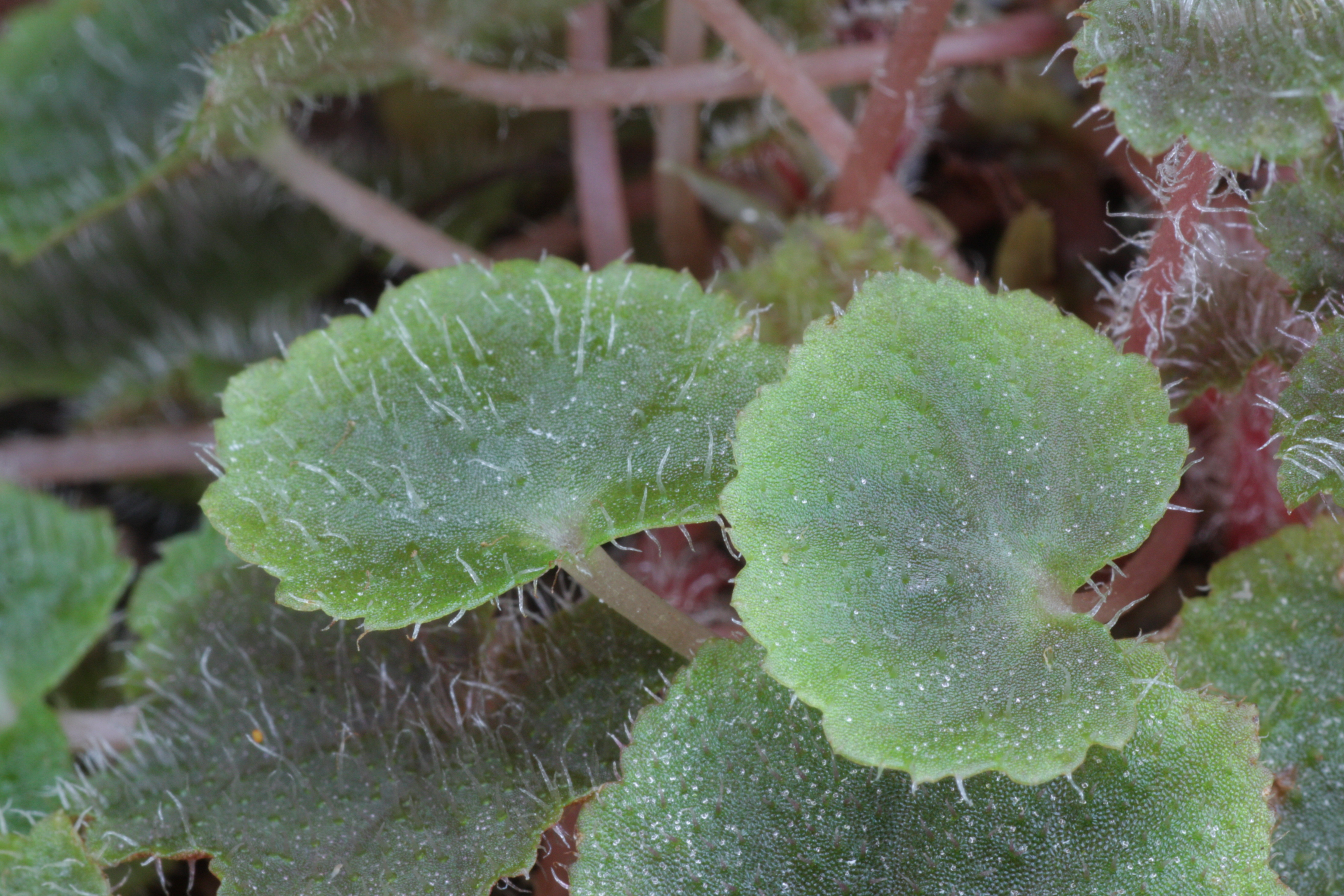
Begonia hoehneana

- Begonia hahiepiana  H.Q.Nguyen & Tebbitt
- Begonia hainanensis  Chun & F.Chun
- Begonia halconensis  Merr.
- Begonia handelii  Irmsch.
- Begonia handroi  Brade
- Begonia haniffii  Burkill
- Begonia harlingii  L.B.Sm. & Wassh.
- Begonia harmandii Gagnep.
- Begonia hasskarliana  (Miq.) Miq. ex A.DC.
- Begonia hassleri  C.DC.
- Begonia hatacoa  Buch.-Ham. ex D.Don
- Begonia havilandii  Ridl.
- Begonia hayamiana  Nob.Tanaka
- Begonia hayatae  Gagnep.
- Begonia hekensis  D.C.Thomas
- Begonia hekouensis  S.H.Huang
- Begonia heliostrophe  Kiew
- Begonia hemsleyana  Hook.f.
- Begonia henryi  Hemsl.
- Begonia heracleifolia  Cham. & Schltdl.
- Begonia herbacea Vell.
- Begonia heringeri  Brade
- Begonia hernandioides  Merr.
- Begonia herrerae  L.B.Sm. & B.G.Schub.
- Begonia herteri  Irmsch.
- Begonia herveyana  King
- Begonia heterochroma  Sosef
- Begonia heteroclinis  Miq. ex Koord.
- Begonia heteropoda  Baker
- Begonia hexandra  Irmsch.
- Begonia hexaptera  Sands
- Begonia heydei  C.DC.
- Begonia hidirii  Tawan, Ipor & Meekiong
- Begonia hilariana  A.DC.
- Begonia hintoniana  L.B.Sm. & B.G.Schub.
- Begonia hirsuta  Aubl.
- Begonia hirsuticaulis  Irmsch.
- Begonia hirsutula  Hook.f.
- Begonia hirta  (Klotzsch) L.B.Sm. & B.G.Schub.
- Begonia hirtella  Link
- Begonia hispida  Schott ex A.DC.
- Begonia hispidissima  Zipp. ex Koord.
- Begonia hispidivillosa  Ziesenh.
- Begonia hitchcockii  Irmsch.
- Begonia hoehneana  Irmsch.
- Begonia holmnielseniana  L.B.Sm. & Wassh.
- Begonia holosericea  Teijsm. & Binn.
- Begonia holtonis  A.DC.
- Begonia holttumii  Irmsch.
- Begonia homonyma  Steud.
- Begonia hondurensis  Burt-Utley & Utley
- Begonia hongkongensis  F.W.Xing
- Begonia hookeriana  Gardner
- Begonia horsfieldii  (Miq.) Miq. ex A.DC.
- Begonia horticola  Irmsch.
- Begonia houttuynioides  T.T.Yu
- Begonia howii  Merr. & Chun
- Begonia huangii  Y.M.Shui & W.H.Chen
- Begonia hubertii  Ziesenh.
- Begonia huegelii  (Klotzsch) A.DC.
- Begonia hullettii  Ridl.
- Begonia humbertii  Keraudren
- Begonia humboldtiana  Gibbs
- Begonia humericola  Sands
- Begonia humilicaulis  Irmsch.
- Begonia humilis  Aiton
- Begonia humillima  L.B.Sm. & Wassh.
- Begonia hydrocotylifolia  Otto ex Hook.
- Begonia hydrophylloides  L.B.Sm. & B.G.Schub.
- Begonia hymenocarpa  C.Y.Wu
- Begonia hymenophylla  Gagnep.
- Begonia hymenophylloides  F.K.Ward ex L.B.Sm. & Wassh.

## I

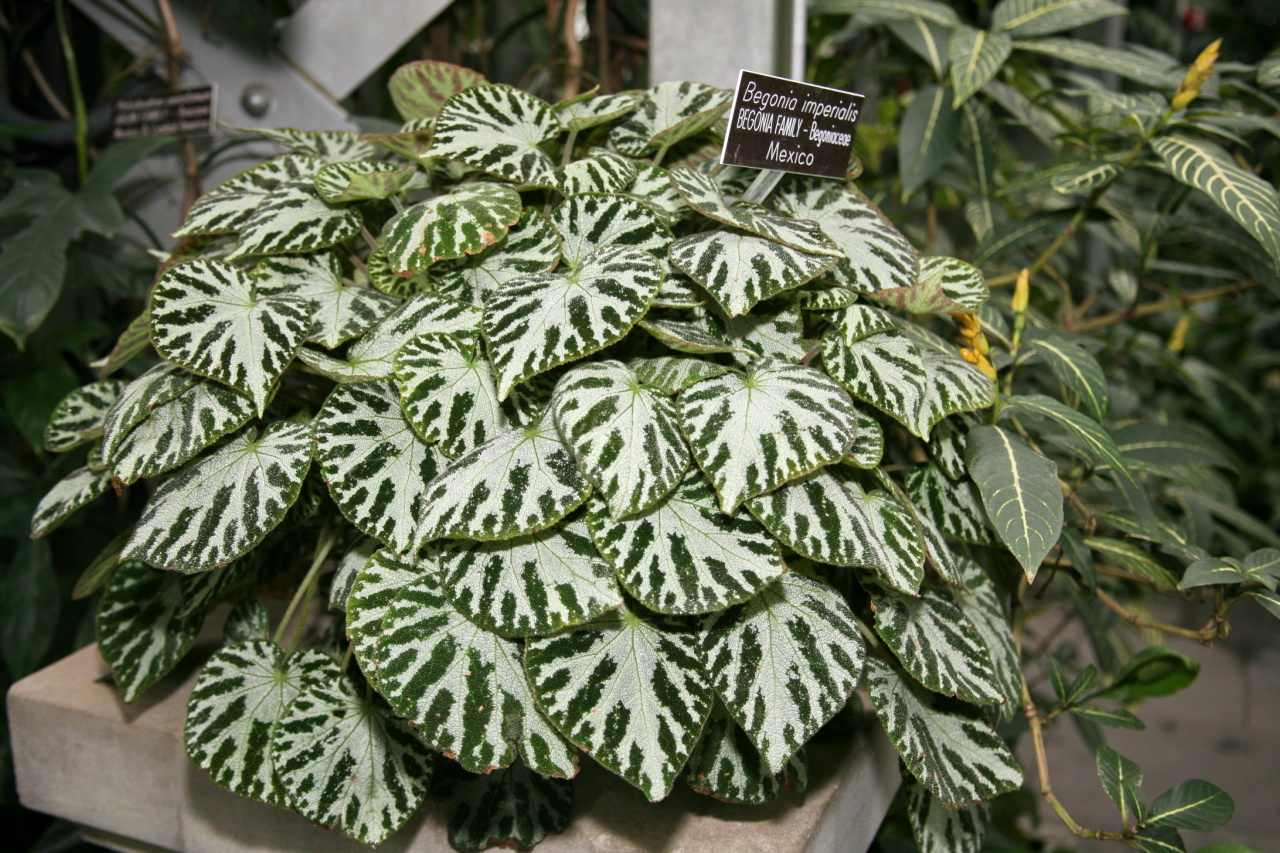
Begonia imperialis.jpg

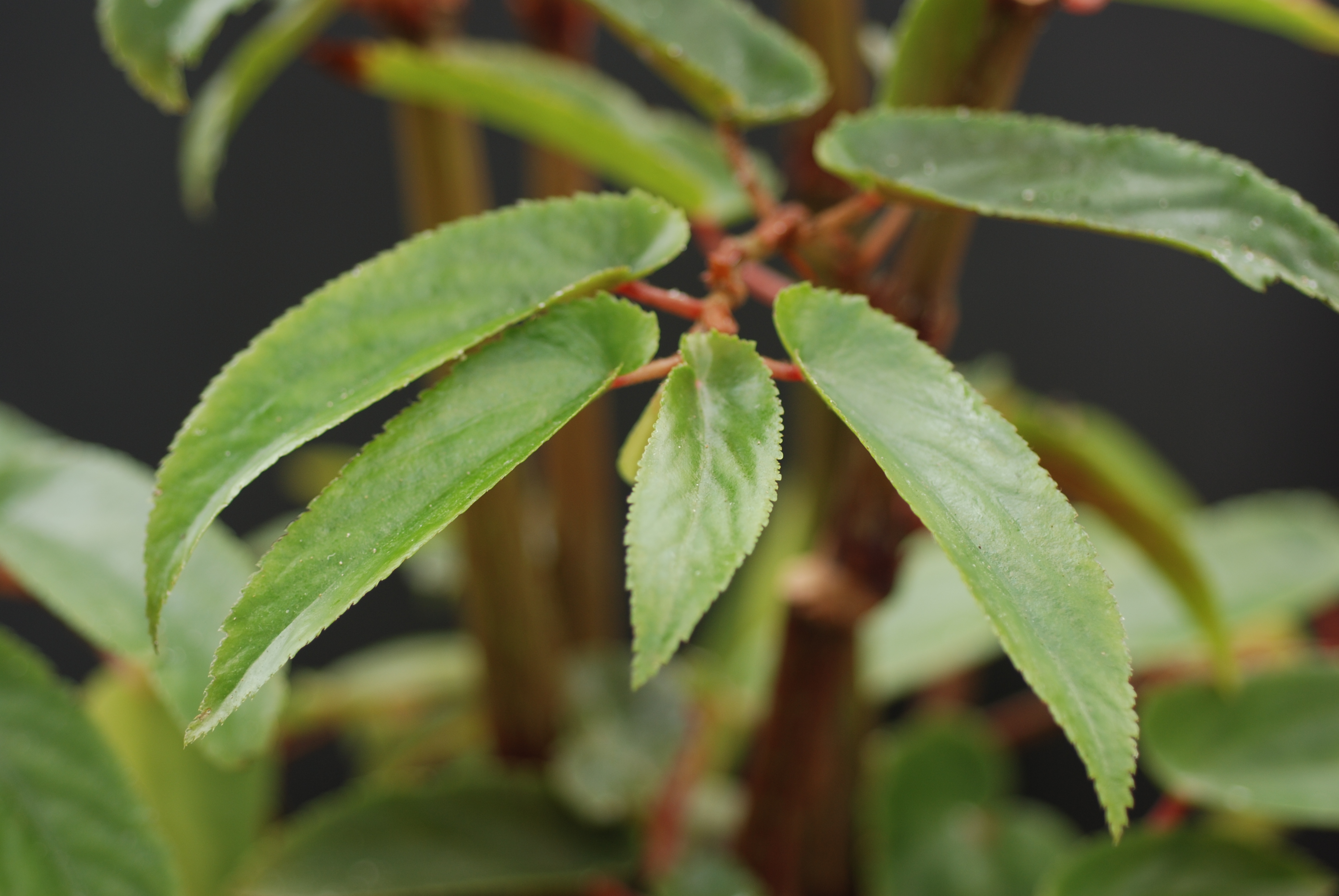
Begonia insularis

- Begonia ibitiocensis  E.L.Jacques & Mamede
- Begonia ignea  (Klotzsch) Warsz. ex A.DC.
- Begonia ignorata  Irmsch.
- Begonia imbricata  Sands
- Begonia imitans  Irmsch.
- Begonia imperfecta  Irmsch.
- Begonia imperialis  Lem.
- Begonia incarnata  Link & Otto
- Begonia incerta  Craib
- Begonia incisa  A.DC.
- Begonia incisoserrata  (Klotzsch) A.DC.
- Begonia incondita  Craib
- Begonia inconspicua  Brade
- Begonia inculta  Irmsch.
- Begonia inostegia  Stapf
- Begonia insueta  D.C.Thomas & Ardi
- Begonia insularis  Brade
- Begonia insularum  Irmsch.
- Begonia integerrima  Spreng.
- Begonia integrifolia  Dalzell
- Begonia intermixta  Irmsch.
- Begonia inversa  Irmsch.
- Begonia involucrata  Liebm.
- Begonia ionophylla  Irmsch.
- Begonia iridescens  Dunn
- Begonia irmscheri  L.B.Sm. & B.G.Schub.
- Begonia isabelensis  Quisumb. & Merr.
- Begonia isalensis Humbert ex Aymonin & Bosser
- Begonia isoptera Dryand. ex Sm.
- Begonia isopterocarpa  Irmsch.
- Begonia isopteroidea  King
- Begonia itaguassuensis  Brade
- Begonia itapavensis  Brade
- Begonia itatiaiensis  Brade
- Begonia itatinensis  Irmsch. ex Brade
- Begonia iucunda  Irmsch.

## J
- Begonia jagorii Warb.
- Begonia jaliscana  Burt-Utley
- Begonia jamaicensis  A.DC.
- Begonia jarmilae  Halda
- Begonia jayaensis  Kiew
- Begonia jenmanii  Tutin
- Begonia jiewhoei  Kiew
- Begonia jingxiensis  D.Fang & Y.G.Wei
- Begonia jocelinoi  Brade
- Begonia johnstonii  Oliv. ex Hook.f.
- Begonia josephi  A.DC.
- Begonia juliana  Loefgr. ex Irmsch.
- Begonia juliasangii  Kiew
- Begonia juninensis  Irmsch.
- Begonia juntasensis  Kuntze
- Begonia jureiensis  S.J.Gomes da Silva & Mamede

## K
- Begonia kachak  K.G.Pearce
- Begonia kachinensis  Nob.Tanaka

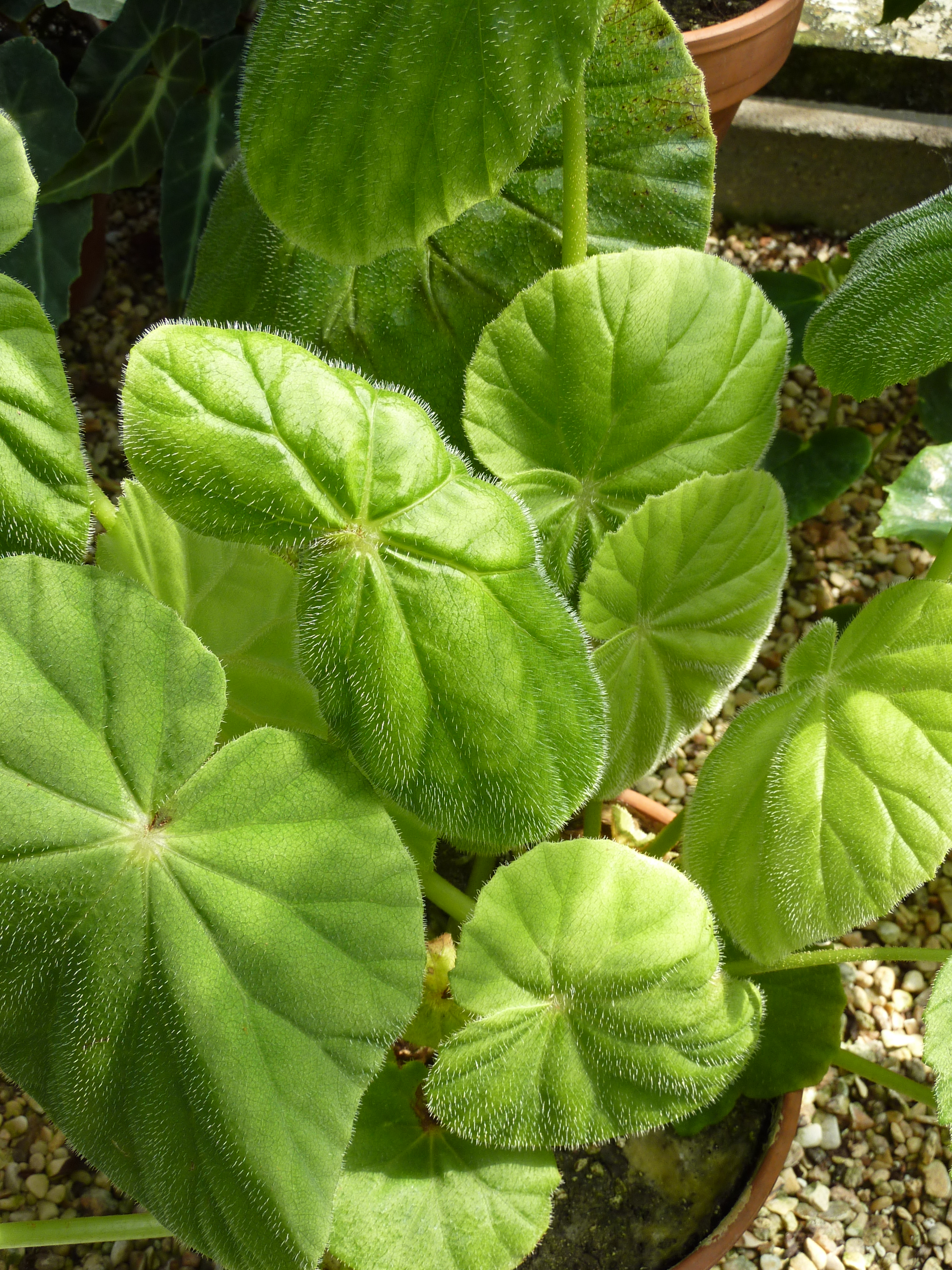
Begonia karwinskyana

- Begonia kalabenonensis Humbert ex Aymonin & Bosser
- Begonia kalbreyeri  (Oliv.) L.B.Sm. & B.G.Schub.
- Begonia kaniensis  Irmsch.
- Begonia karperi  J.C.Arends
- Begonia karwinskyana  A.DC.
- Begonia kasutensis  K.G.Pearce
- Begonia keeana  Kiew
- Begonia keithii  Kiew
- Begonia kelliana  Irmsch.
- Begonia kenworthyae  Ziesenh.
- Begonia keraudreniae  Bosser
- Begonia kerrii  Craib
- Begonia kerstingii  Irmsch.
- Begonia khasiana  C.B.Clarke
- Begonia kiamfeei  Kiew & S.Julia
- Begonia killipiana  L.B.Sm. & B.G.Schub.
- Begonia kinabaluensis  Sands
- Begonia kingdon-wardii  Tebbitt
- Begonia kingiana  Irmsch.
- Begonia kisuluana  Büttner
- Begonia klemmei  Merr.
- Begonia klossii  Ridl.
- Begonia knoopii  Ziesenh.
- Begonia koksunii  Kiew
- Begonia komoensis  Irmsch.
- Begonia konderreisiana  L.B.Sm. & R.C.Sm.
- Begonia koordersii Warb. ex L.B.Sm. & Wassh.
- Begonia kortsiae  Ziesenh.
- Begonia kouytcheouensis  Guillaumin
- Begonia krystofii  Halda
- Begonia kuhlmannii  Brade
- Begonia kui  C.I Peng
- Begonia kunthiana  Walp.
- Begonia kurakura  Tawan, Ipor & Meekiong

## L
- Begonia labordei  H.Lév.
- Begonia laccophora  Sands
- Begonia lacera  Merr.
- Begonia lacerata  Irmsch.
- Begonia lachaoensis  Ziesenh.
- Begonia lacunosa Warb.
- Begonia laevis  Ridl.
- Begonia lagunensis  Elmer
- Begonia lailana  Kiew & Geri
- Begonia lambii  Kiew
- Begonia laminariae  Irmsch.
- Begonia lancangensis  S.H.Huang
- Begonia lanceolata Vell.
- Begonia lancifolia  Merr.
- Begonia lancilimba  Merr.
- Begonia langbianensis  Baker f.

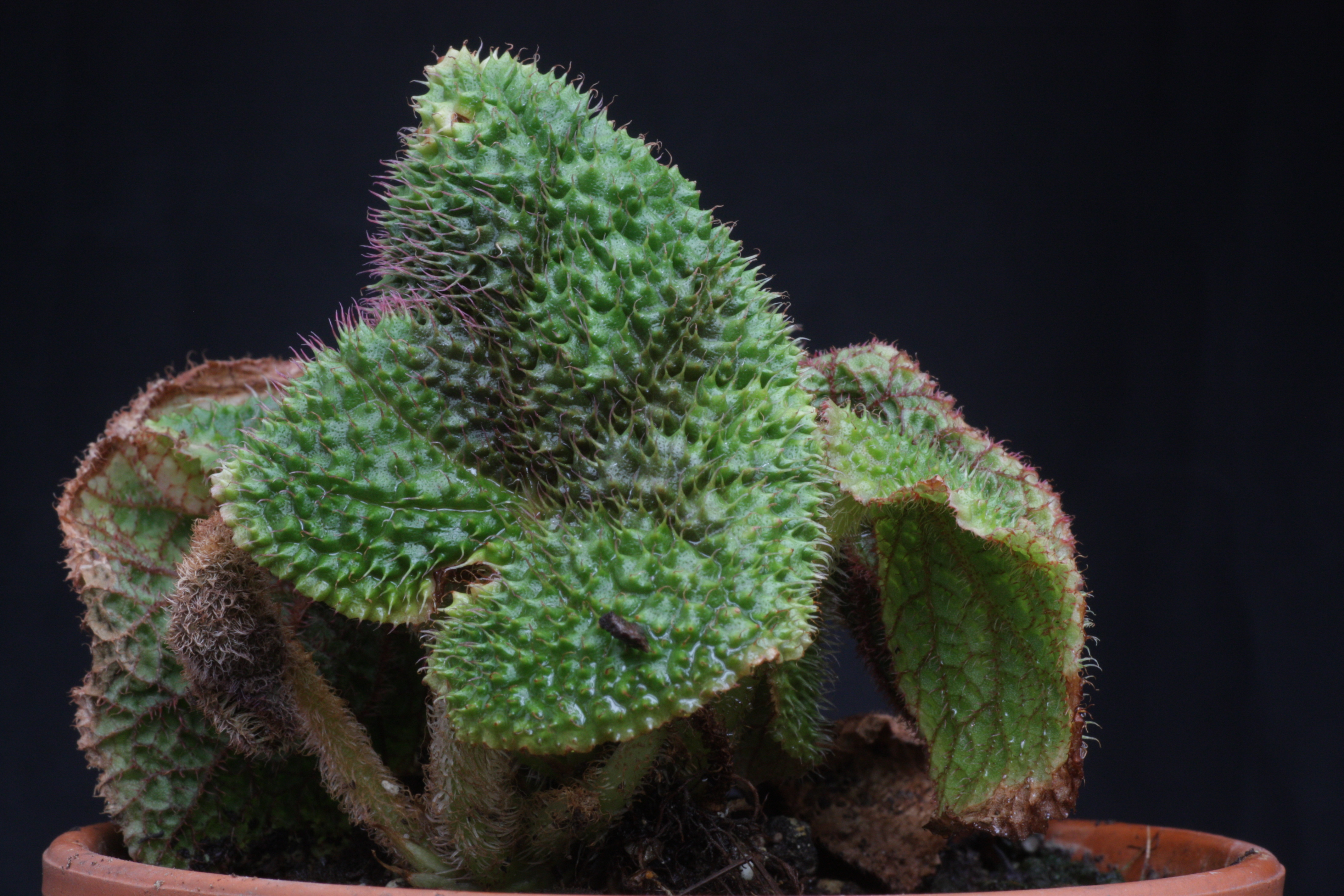
Begonia lacunosa

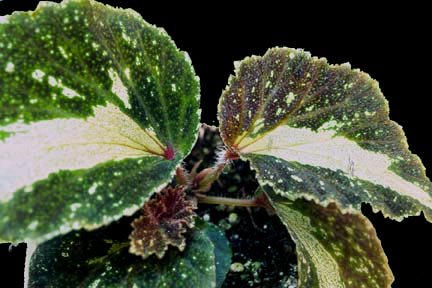
Begonia leathermaniae

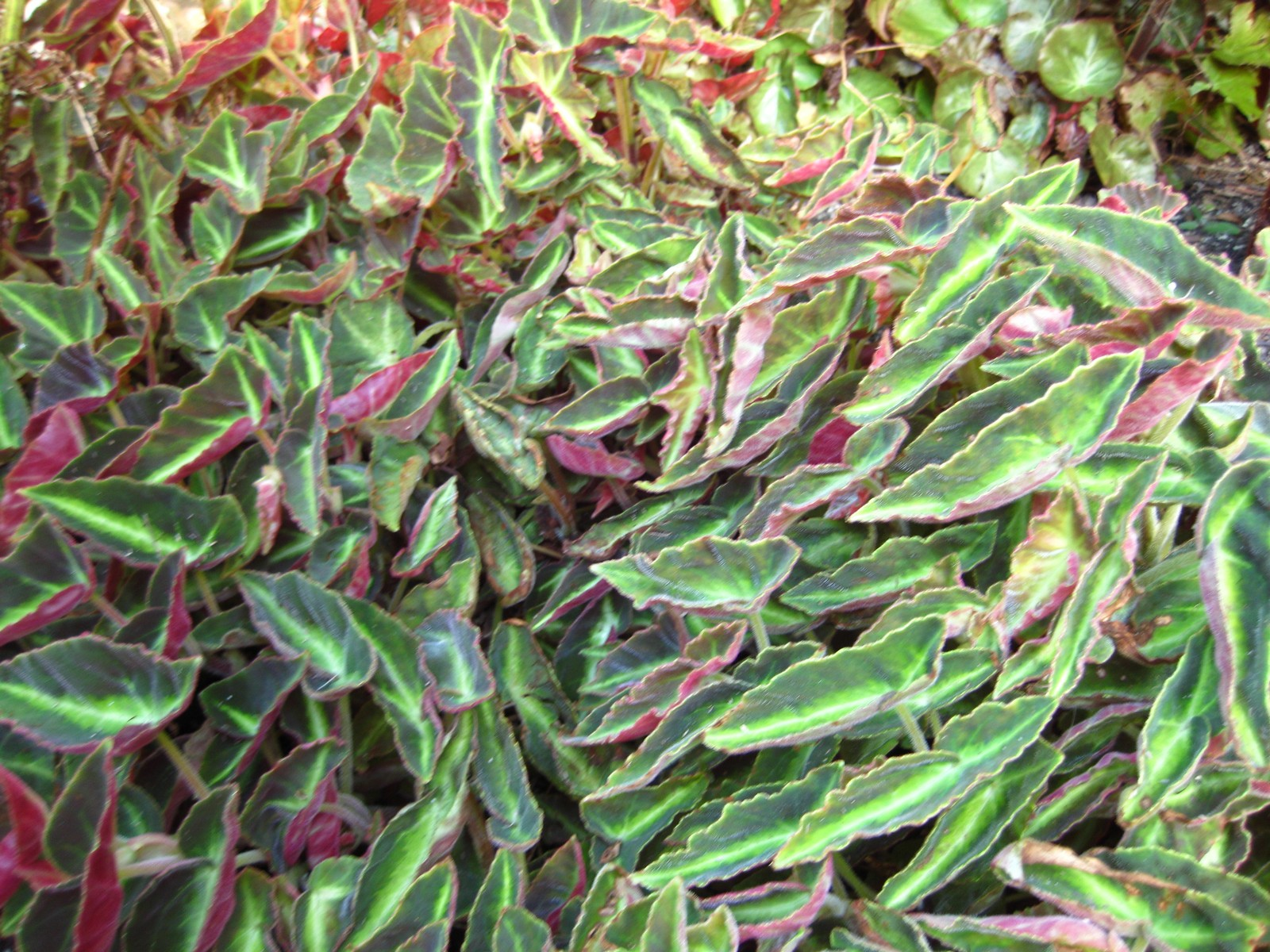
Begonia listada

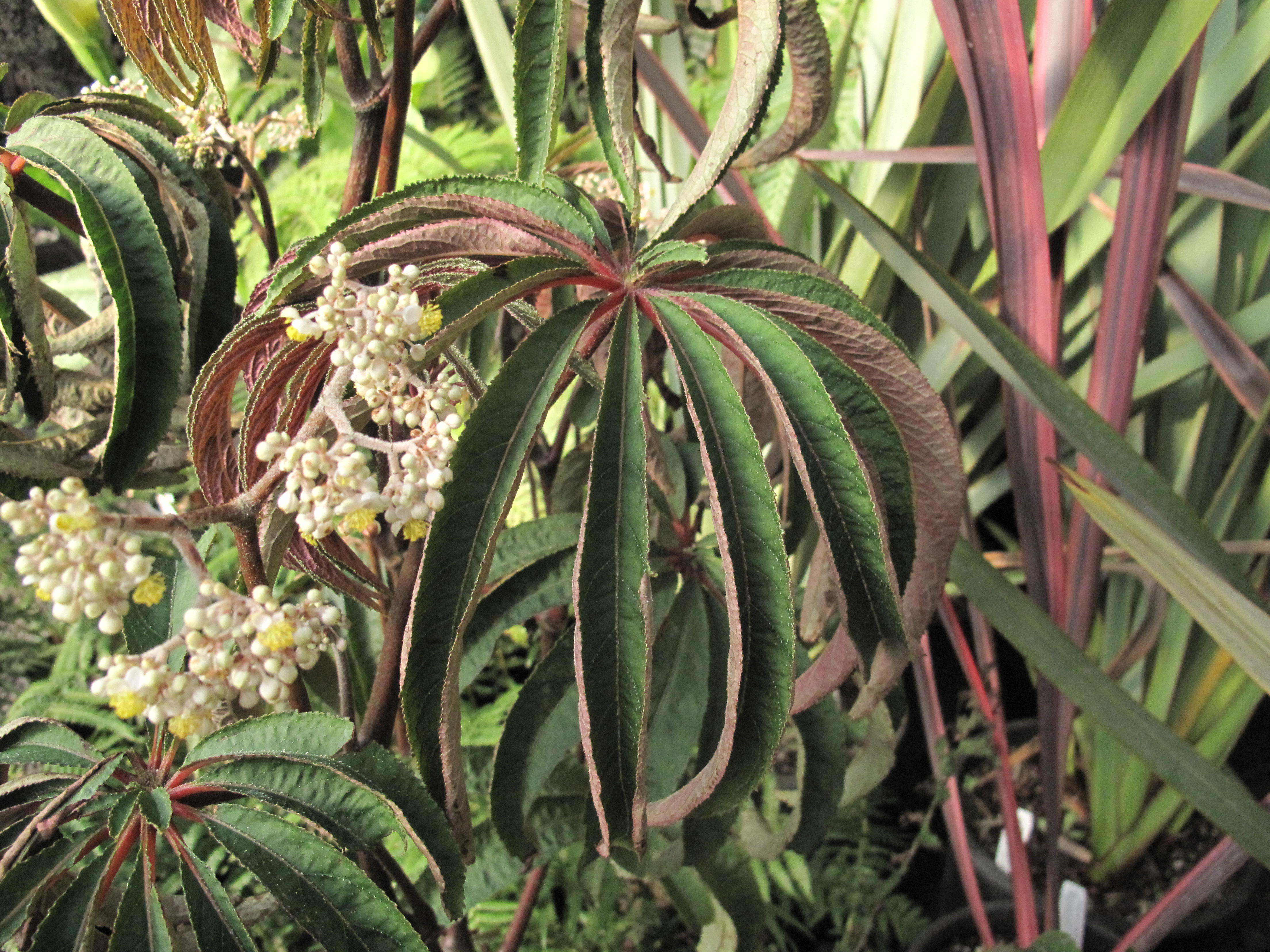
Begonia luxurians

- Begonia lansbergeae L.Linden & Rodigas
- Begonia lanstyakii  Brade
- Begonia lanternaria  Irmsch.
- Begonia laporteifolia  Warb.
- Begonia larorum  L.B.Sm. & Wassh.
- Begonia laruei  M.Hughes
- Begonia lasioura  D.C.Thomas & Ardi
- Begonia latistipula  Merr.
- Begonia lauterbachii  Warb.
- Begonia laxa  L.B.Sm. & B.G.Schub.
- Begonia layang-layang  Kiew
- Begonia lazat  Kiew & Reza Azmi
- Begonia lealii  Brade
- Begonia leandrii Humbert ex Aymonin & Bosser
- Begonia leathermaniae  O'Reilly & Kareg.
- Begonia lecomtei  Gagnep.
- Begonia ledermannii  Irmsch.
- Begonia lehmannii  (Irmsch.) L.B.Sm. & B.G.Schub.
- Begonia leivae  J.Sierra
- Begonia lempuyangensis  Girm.
- Begonia lemurica  Keraudren
- Begonia lengguanii  Kiew
- Begonia leopoldinensis  L.Kollmann
- Begonia lepida  Blume
- Begonia lepidella  Ridl.
- Begonia leprosa  Hance
- Begonia leptantha  C.B.Rob.
- Begonia leptoptera  H.Hara
- Begonia leptostyla  Irmsch.
- Begonia letestui  J.J.de Wilde
- Begonia letouzeyi  Sosef
- Begonia leucantha  Ridl.
- Begonia leucochlora  Sands
- Begonia leuconeura  Urb. & Ekman
- Begonia leucosticta  Warb.
- Begonia leucotricha  Sands
- Begonia libanensis  Urb.
- Begonia libera  (L.B.Sm. & B.G.Schub.) L.B.Sm. & B.G.Schub.
- Begonia lignescens  Morton
- Begonia limprichtii Irmsch.
- Begonia lindleyana  Walp.
- Begonia lindmanii  Brade
- Begonia linearifolia  J.Sierra
- Begonia lineolata  Brade
- Begonia lipingensis  Irmsch.
- Begonia lipolepis  L.B.Sm.
- Begonia listada  L.B.Sm. & Wassh.
- Begonia lithophila  C.Y.Wu
- Begonia littleri  Merr.
- Begonia liuyanii  C.I Peng, S.M.Ku & W.C.Leong
- Begonia lobbii  (Hassk.) A.DC.
- Begonia loheri  Merr.
- Begonia lombokensis  Girm.
- Begonia lomensis  Britton & Wilson
- Begonia longanensis  C.Y.Wu
- Begonia longialata  K.Y.Guan & D.K.Tian
- Begonia longibarbata  Brade
- Begonia longibractea  Merr.
- Begonia longicarpa  K.Y.Guan & D.K.Tian
- Begonia longicaulis  Ridl.
- Begonia longifolia  Blume
- Begonia longimaculata  Irmsch.
- Begonia longinoda  Merr.
- Begonia longipedunculata  Golding & Kareg.
- Begonia longipetiolata  Gilg
- Begonia longirostris  Benth.
- Begonia longiscapa  Warb.
- Begonia longiseta  Irmsch.
- Begonia longistipula  Merr.
- Begonia longistyla Y.M.Shui & W.H.Chen
- Begonia longivillosa  A.DC.
- Begonia lopensis  Sosef & M.E.Leal
- Begonia lophoptera  Rolfe
- Begonia loranthoides  Hook.f.
- Begonia lossiae  L.Kollmann
- Begonia louis-williamsii  Burt-Utley
- Begonia lowiana  King
- Begonia lubbersii  E.Morren
- Begonia lucidissima  Golding & Kareg.
- Begonia lucifuga  Irmsch.
- Begonia ludicra  A.DC.
- Begonia ludwigii  Irmsch.
- Begonia lugonis  L.B.Sm. & Wassh.
- Begonia lukuana  Y.C.Liu & C.H.Ou
- Begonia lunaris  E.L.Jacques
- Begonia lunatistyla  Irmsch.
- Begonia luochengensis  S.M.Ku, C.I Peng & Yan Liu
- Begonia lushaiensis  C.E.C.Fisch.
- Begonia lutea  L.B.Sm. & B.G.Schub.
- Begonia luxurians  Scheidw.
- Begonia luzhaiensis  T.C.Ku
- Begonia luzonensis  Warb.
- Begonia lyallii  A.DC.
- Begonia lyman-smithii  Burt-Utley & Utley
- Begonia lyniceorum  Burt-Utley

## M

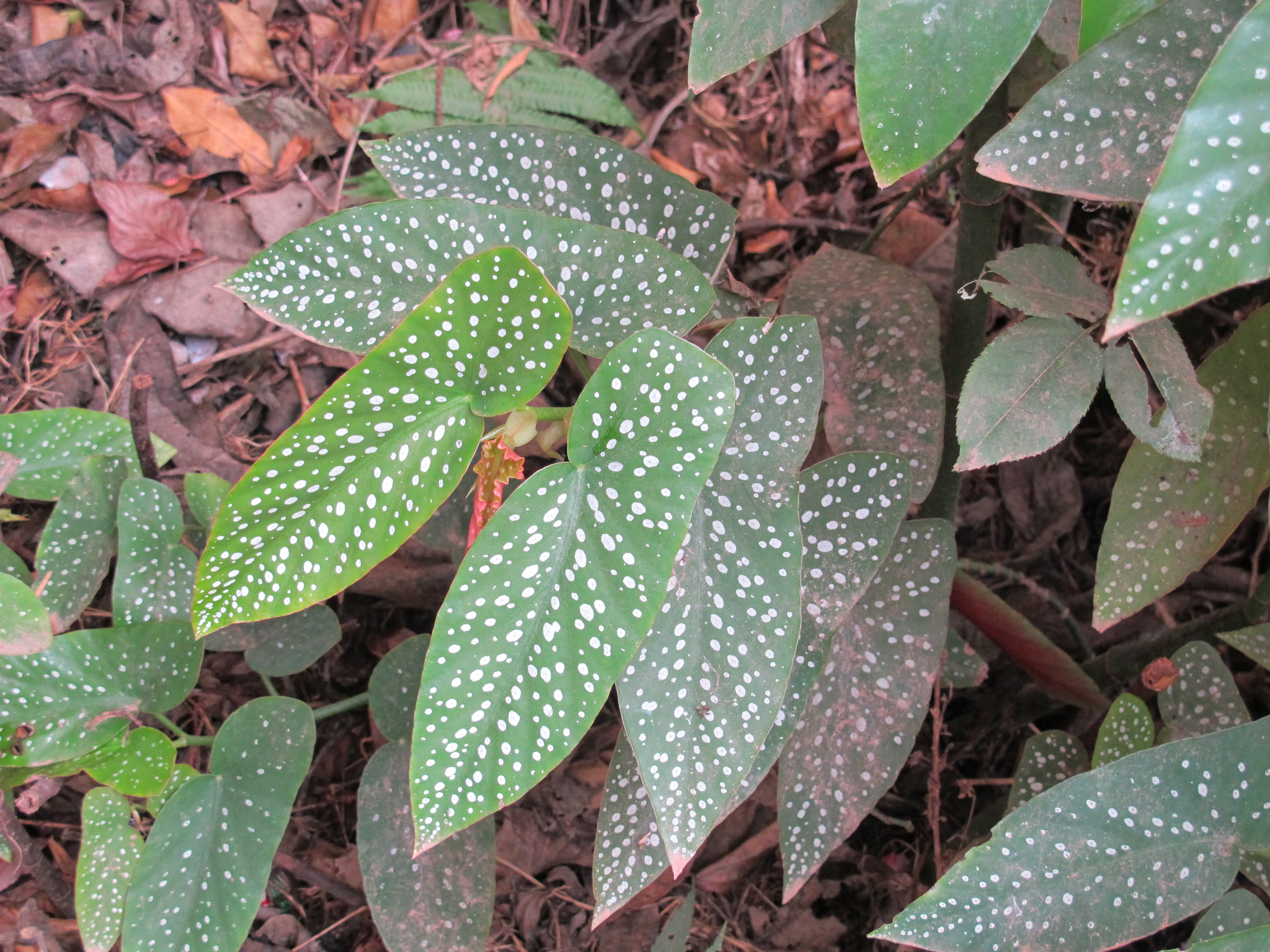
Begonia maculata

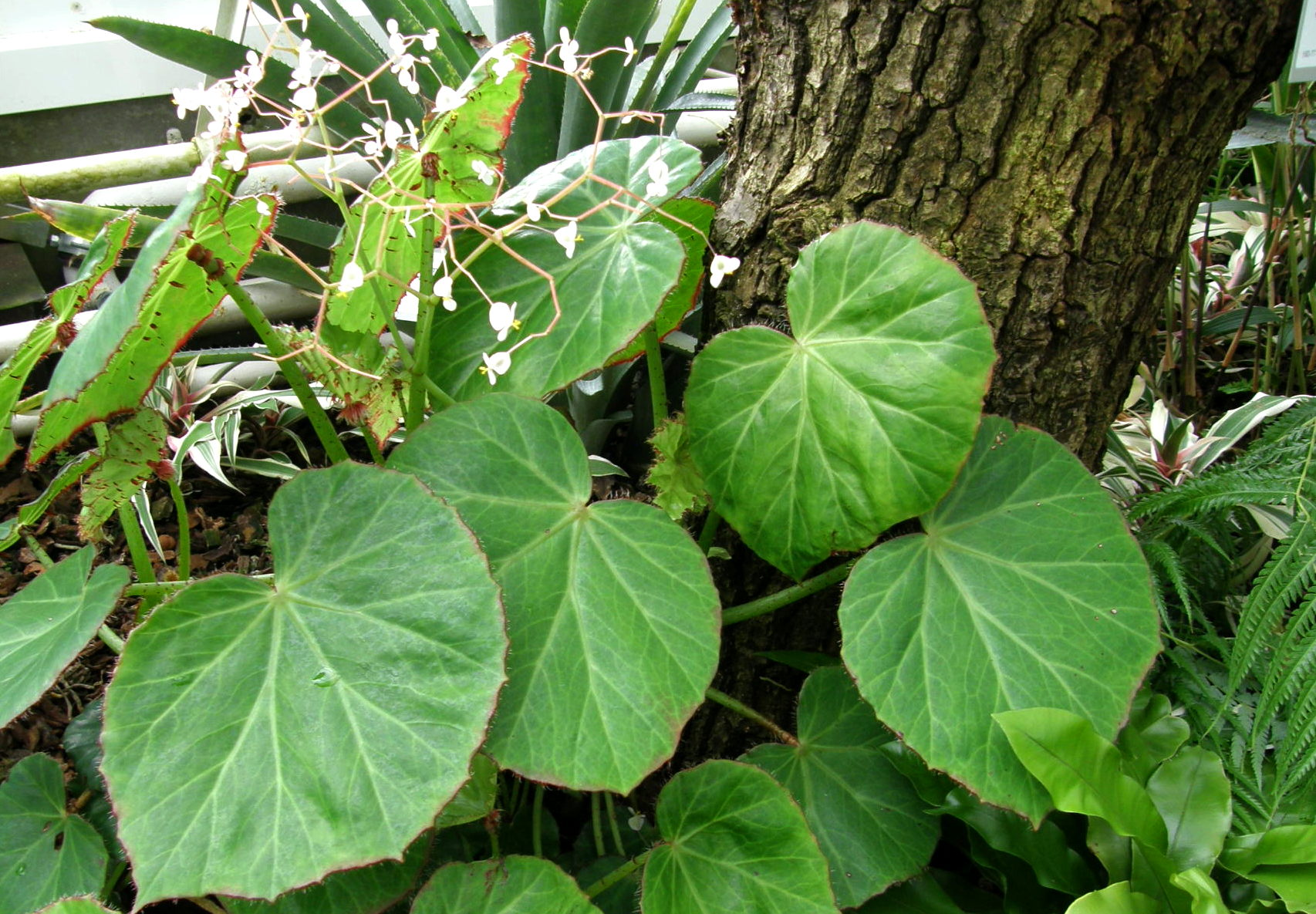
Begonia manicata

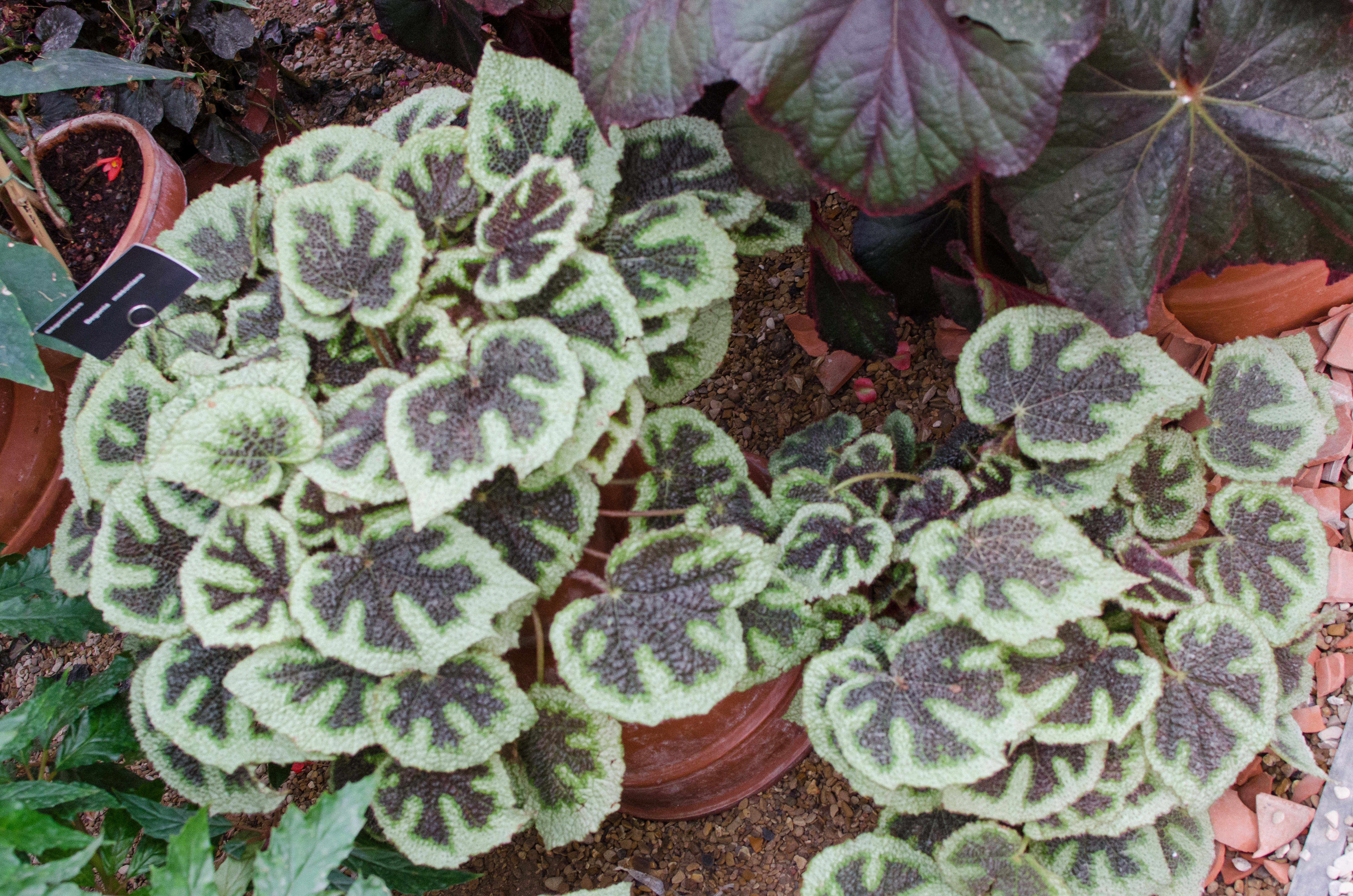
Begonia masoniana

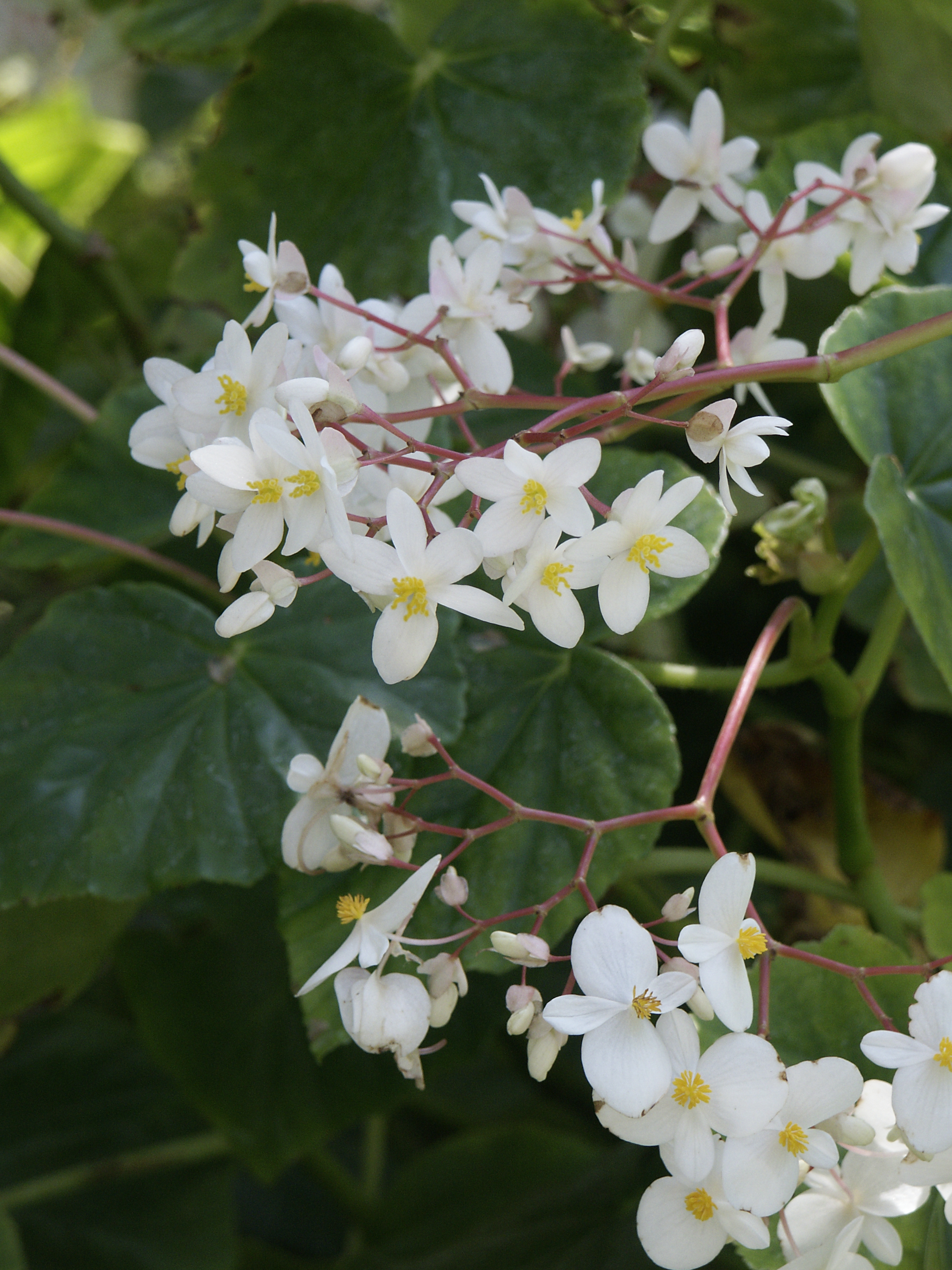
Begonia minor

- Begonia macduffieana  L.B.Sm. & B.G.Schub.
- Begonia macgregorii  Merr.
- Begonia machrisiana  L.B.Sm. & B.G.Schub.
- Begonia macintyreana  M.Hughes
- Begonia macra  A.DC.
- Begonia macrocarpa  Warb.
- Begonia macrotis  Vis.
- Begonia macrotoma  Irmsch.
- Begonia maculata  Raddi
- Begonia madaiensis  Kiew
- Begonia madecassa  Keraudren
- Begonia maestrensis  Urb.
- Begonia magdalenae  L.B.Sm. & B.G.Schub.
- Begonia magdalenensis  Brade
- Begonia majungaensis  Guillaumin
- Begonia makrinii  C.V. Morton ex Burt-Utley & K. Utley
- Begonia malabarica  Lam.
- Begonia malachosticta  Sands
- Begonia malindangensis  Merr.
- Begonia malipoensis  S.H.Huang & Y.M.Shui
- Begonia malmquistiana  Irmsch.
- Begonia mamutensis  Sands
- Begonia mananjebensis  Humbert
- Begonia mangorensis  Humbert
- Begonia manhaoensis  S.H.Huang & Y.M.Shui
- Begonia manicata  Brongn.
- Begonia manillensis  A.DC.
- Begonia mannii  Hook.f.
- Begonia maracayuensis  Parodi
- Begonia mariae  L.B.Sm.
- Begonia mariannensis  Wassh. & McClellan
- Begonia mariti  Burt-Utley
- Begonia marnieri  Keraudren
- Begonia marojejyensis  Humbert
- Begonia martabanica  A.DC.
- Begonia masarangensis  Irmsch.
- Begonia mashanica  D.Fang & D.H.Qin
- Begonia masoalaensis  M.Hughes
- Begonia masoniana  Irmsch. ex Ziesenh.
- Begonia matogrossensis  L.B.Sm. ex S.F.Sm. & Wassh.
- Begonia mattos-silvae  L.B.Sm. ex S.F.Sm. & Wassh.
- Begonia matudae  Burt-Utley & Utley
- Begonia maurandiae  A.DC.
- Begonia maxima  hort. ex Klotzsch
- Begonia maxwelliana  King
- Begonia mayasiana  L.B.Sm. & B.G.Schub.
- Begonia maynensis  A.DC.
- Begonia mazae  Ziesenh.
- Begonia mbangaensis  Sosef
- Begonia mearnsii  Merr.
- Begonia media  Merr. & L.M.Perry
- Begonia medusae  Linden
- Begonia megacarpa  Merr.
- Begonia megalantha  Merr.
- Begonia megalophyllaria  C.Y.Wu
- Begonia megaptera  A.DC.
- Begonia mekonggensis  Girm. & Wiriad.
- Begonia melikopia  Kiew
- Begonia membranacea  A.DC.
- Begonia mendumae  M.Hughes
- Begonia menglianensis  Y.Y.Qian
- Begonia mengtzeana  Irmsch.
- Begonia meridensis  A.DC.
- Begonia meriraiensis  S.Julia & Kiew
- Begonia merrittii  Merr.
- Begonia mexicana  G. Karst. ex Fotsch
- Begonia meyeri-johannis  Engl.
- Begonia meysseliana  Linden
- Begonia michoacana  L.B.Sm. & B.G.Schub.
- Begonia micranthera  Griseb.
- Begonia microcarpa  A.DC.
- Begonia microptera  Hook.f.
- Begonia microsperma  Warb.
- Begonia mildbraedii  Gilg
- Begonia militaris  L.B.Sm. & B.G.Schub.
- Begonia mindanaensis  Warb.
- Begonia mindorensis  Merr.
- Begonia minicarpa  H.Hara
- Begonia minjemensis  Irmsch.
- Begonia minor  Jacq.
- Begonia minuta  Sosef
- Begonia minutiflora  Sands
- Begonia minutifolia  N.Hallé
- Begonia miranda  Irmsch.
- Begonia modestiflora  Kurz
- Begonia molinana  Burt-Utley
- Begonia molleri  (C.DC.) Warb.
- Begonia mollicaulis  Irmsch.
- Begonia mollis  A.DC.
- Begonia monadelpha  (Klotzsch) Ruiz & Pav. ex A.DC.
- Begonia monantha  Warb.
- Begonia monicae  Aymonin & Bosser
- Begonia monophylla  Pav. ex A.DC.
- Begonia montana  (A.DC.) Warb.
- Begonia montis-bismarckii  Warb.
- Begonia montis-elephantis  J.J.de Wilde
- Begonia mooreana  (Irmsch.) L.L.Forrest & Hollingsw.
- Begonia morelii  Irmsch. ex Kareg.
- Begonia morifolia  T.T.Yu
- Begonia morii  Burt-Utley
- Begonia morrisiorum  Rekha Morris & P.D.McMillan
- Begonia morsei  Irmsch.
- Begonia moszkowskii  Irmsch.
- Begonia moysesii  Brade
- Begonia mucronistipula  C.DC.
- Begonia muliensis  T.T.Yu
- Begonia multangula  Blume
- Begonia multibracteata  Girm.
- Begonia multidentata  Warb.
- Begonia multijugata  M.Hughes
- Begonia multinervia  Liebm.
- Begonia multistaminea  Burt-Utley
- Begonia muricata  Blume
- Begonia murina  Craib
- Begonia murudensis  Merr.
- Begonia mystacina  L.B.Sm. & Wassh.
- Begonia mysteriosa  L.Kollmann & A.P.Fontana

## N
- Begonia nagaensis  Kiew & S.Julia
- Begonia nana  L'Hér.

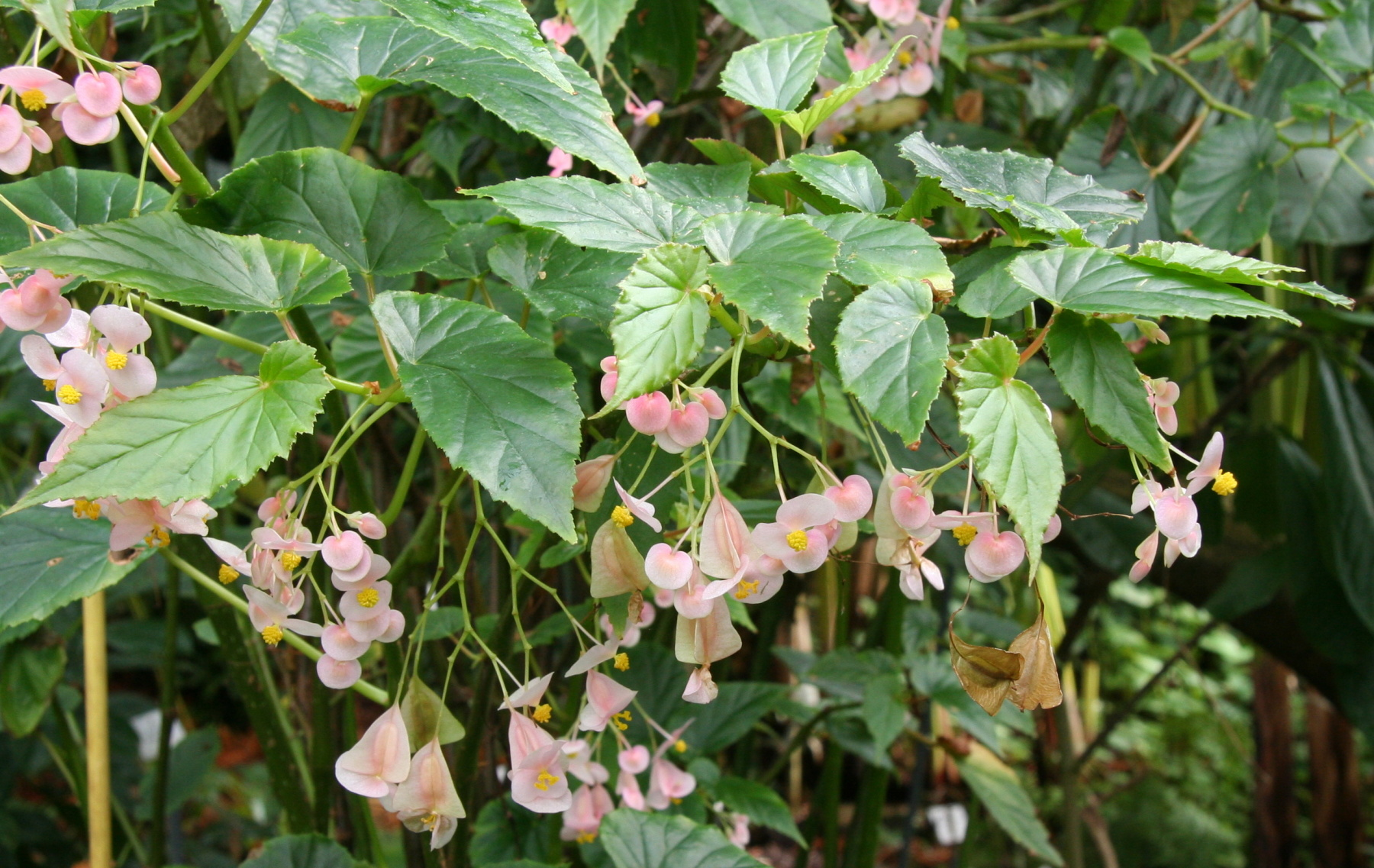
Begonia naumoniensis

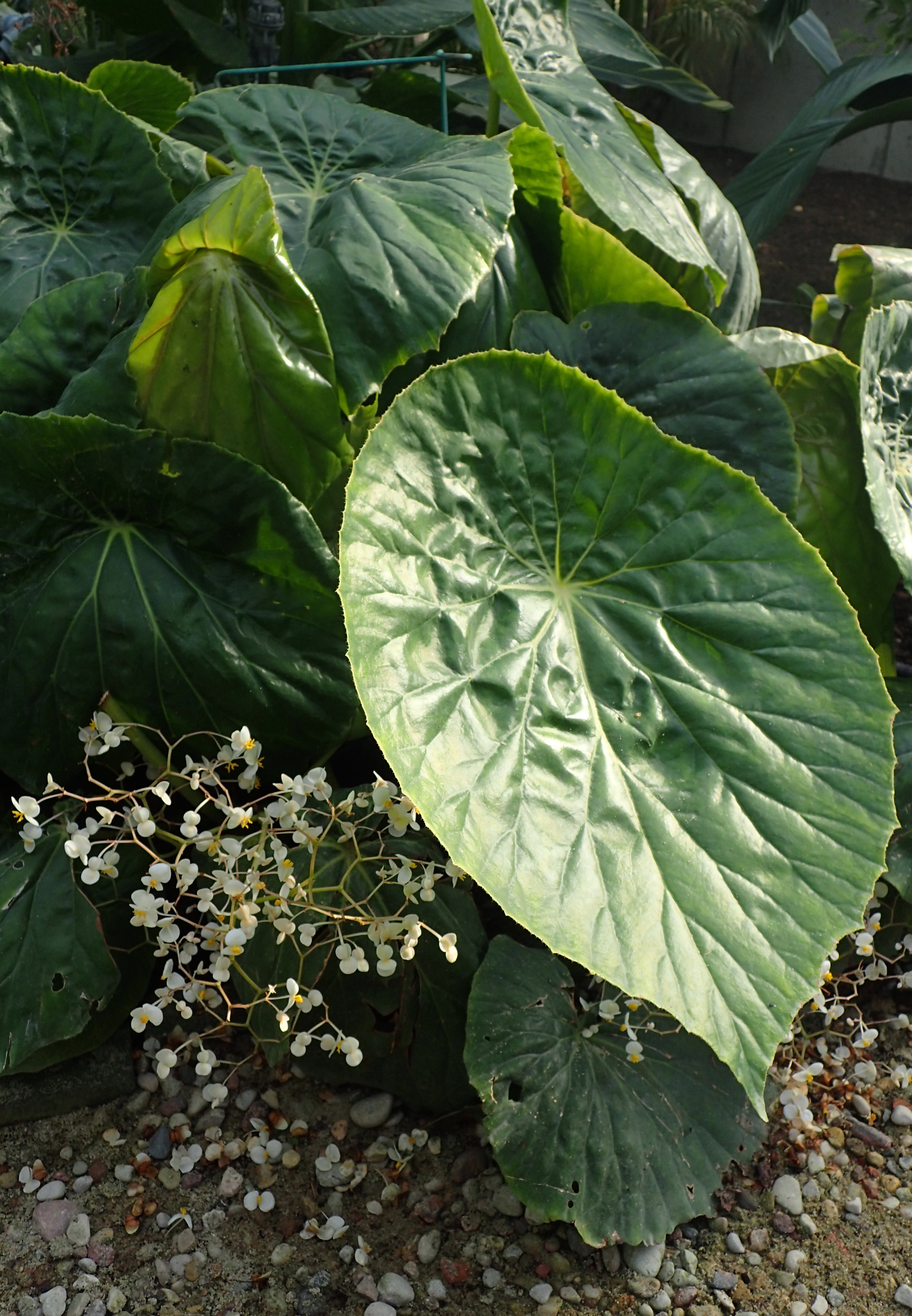
Begonia nelumbiifolia

- Begonia nantoensis  M.J.Lai & N.J.Chung
- Begonia napoensis  L.B.Sm. & Wassh.
- Begonia naumoni ensis Irmsch.
- Begonia neg lecta A.DC.
- Begonia negrosensis  Elmer
- Begonia nelumbiifolia  Cham. & Schltdl.
- Begonia nemoralis  L.B.Sm. & B.G.Schub.
- Begonia neocomensium  A.DC.
- Begonia neoharlingii  L.B.Sm. & Wassh.
- Begonia neoperrieri  Humbert ex Aymonin & Bosser
- Begonia neopurpurea  L.B.Sm. & Wassh.
- Begonia nepalensis  (A.DC.) Warb.
- Begonia nevadensis  Dorr
- Begonia niahensis  K.G.Pearce
- Begonia nigritarum  Steud.
- Begonia ningmingensis  D.Fang, Y.G.Wei & C.I Peng
- Begonia nivea  Parish ex Kurz
- Begonia nobmanniae  D.C.Thomas & Ardi
- Begonia nossibea  A.DC.
- Begonia notata  Craib
- Begonia notiophila  Urb.
- Begonia novalombardiensis  L.Kollmann
- Begonia novogranatae  A.DC.
- Begonia novoguineensis  Merr. & L.M.Perry
- Begonia nubicola  L.B.Sm. & B.G.Schub.
- Begonia nuda  Irmsch.
- Begonia nummulariifolia  Putz.
- Begonia nurii  Irmsch.
- Begonia nuwakotensis  S.Rajbh.
- Begonia nyassensis  Irmsch.
- Begonia nymphaeifolia  T.T.Yu

## O
- Begonia oaxacana  A.DC.
- Begonia oblanceolata  Rusby
- Begonia obliqua  L.

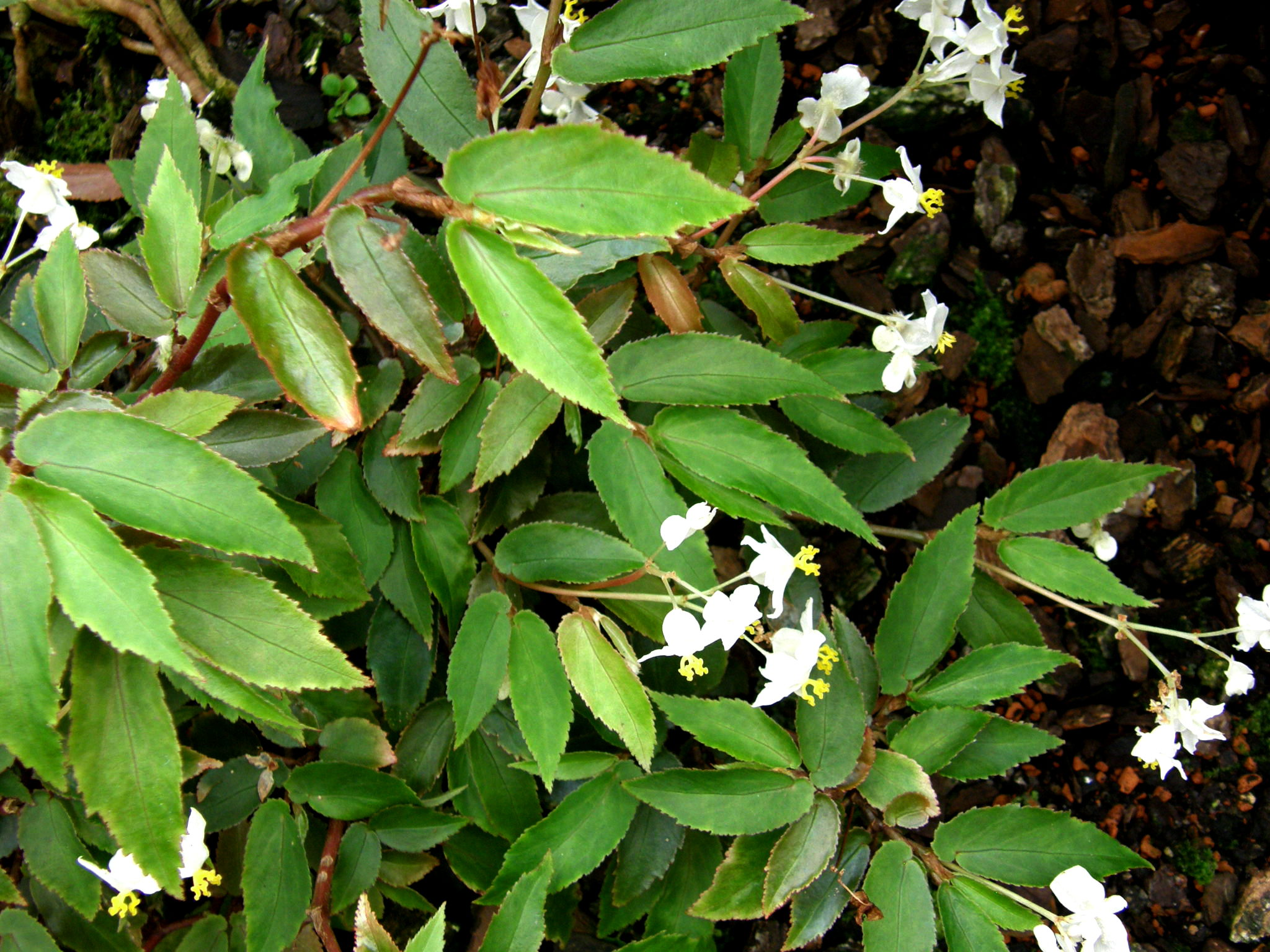
Begonia obscura

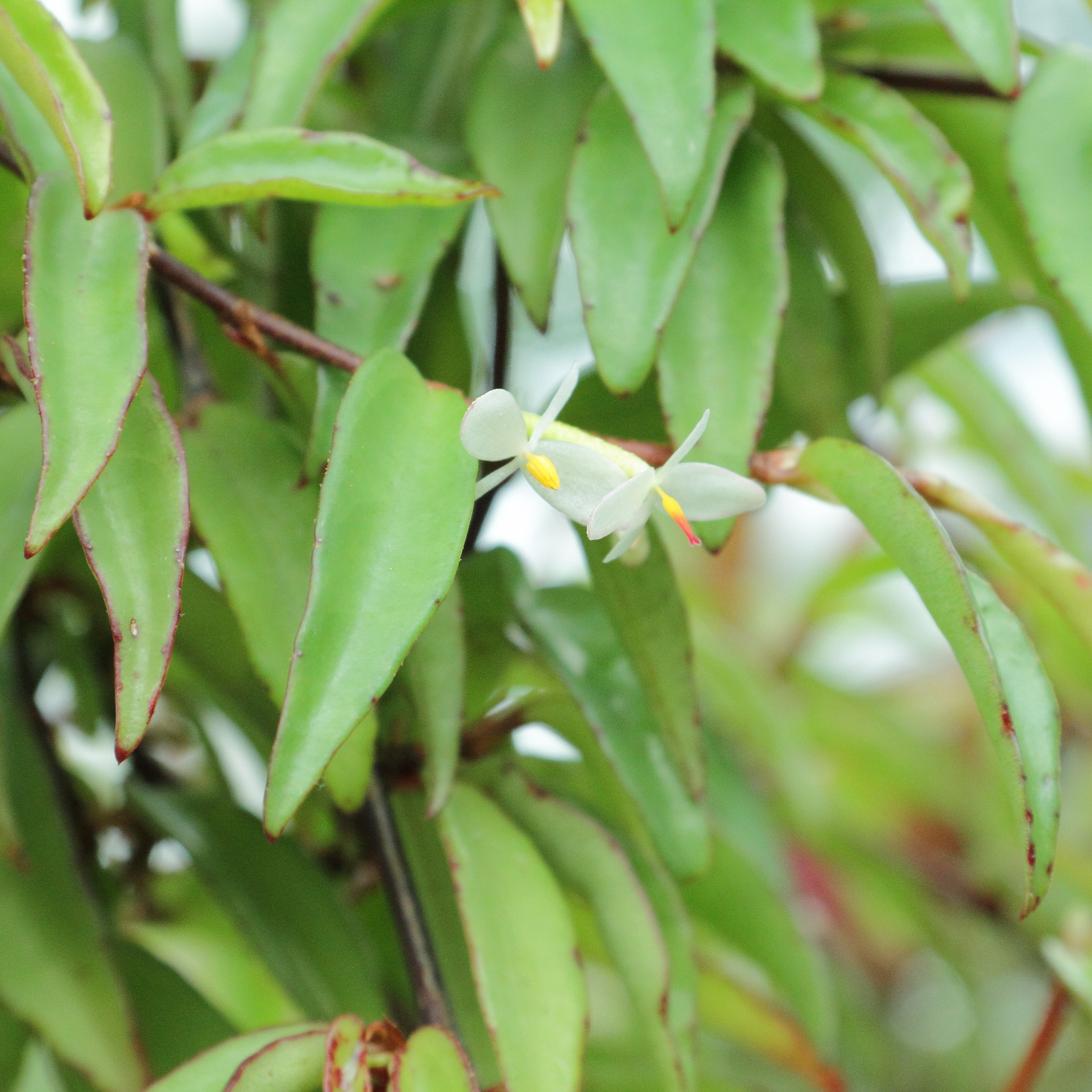
Begonia oxyanthera

- Begonia obliquifolia  S.H.Huang & Y.M.Shui
- Begonia oblongata  Merr.
- Begonia oblongifolia  Stapf
- Begonia obovatistipula  C.DC.
- Begonia obovoidea  Craib
- Begonia obscura  Brade
- Begonia obsolescens  Irmsch.
- Begonia obtecticaulis  Irmsch.
- Begonia obtusifolia  Merr.
- Begonia obversa  C.B.Clarke
- Begonia occhionii  Brade
- Begonia octopetala  L'Hér.
- Begonia odeteiantha  Handro
- Begonia oellgaardii  L.B.Sm. & Wassh.
- Begonia olbia  Kerch.
- Begonia oligandra  Merr. & L.M.Perry
- Begonia oligantha  Merr.
- Begonia oligophylla  Blume ex Miq.
- Begonia oliveri  L.B.Sm. & B.G.Schub.
- Begonia olsoniae  L.B.Sm. & B.G.Schub.
- Begonia ophiogyna  L.B.Sm. & B.G.Schub.
- Begonia opuliflora  Putz.
- Begonia orbiculata  Jack
- Begonia orchidiflora  Griff.
- Begonia oreodoxa  Chun & F.Chun
- Begonia oreophila  Kiew
- Begonia organensis  Brade
- Begonia ornithocarpa  Standl.
- Begonia ornithophylla  Irmsch.
- Begonia otophora  Merr. & L.M.Perry
- Begonia otophylla  L.B.Sm. & B.G.Schub.
- Begonia ovatifolia  A.DC.
- Begonia oxyanthera  Warb.
- Begonia oxyloba  Welw. ex Hook.f.
- Begonia oxysperma  A.DC.
- Begonia oxyura  Merr. & L.M.Perry
- Begonia ozotothrix  D.C.Thomas

## P

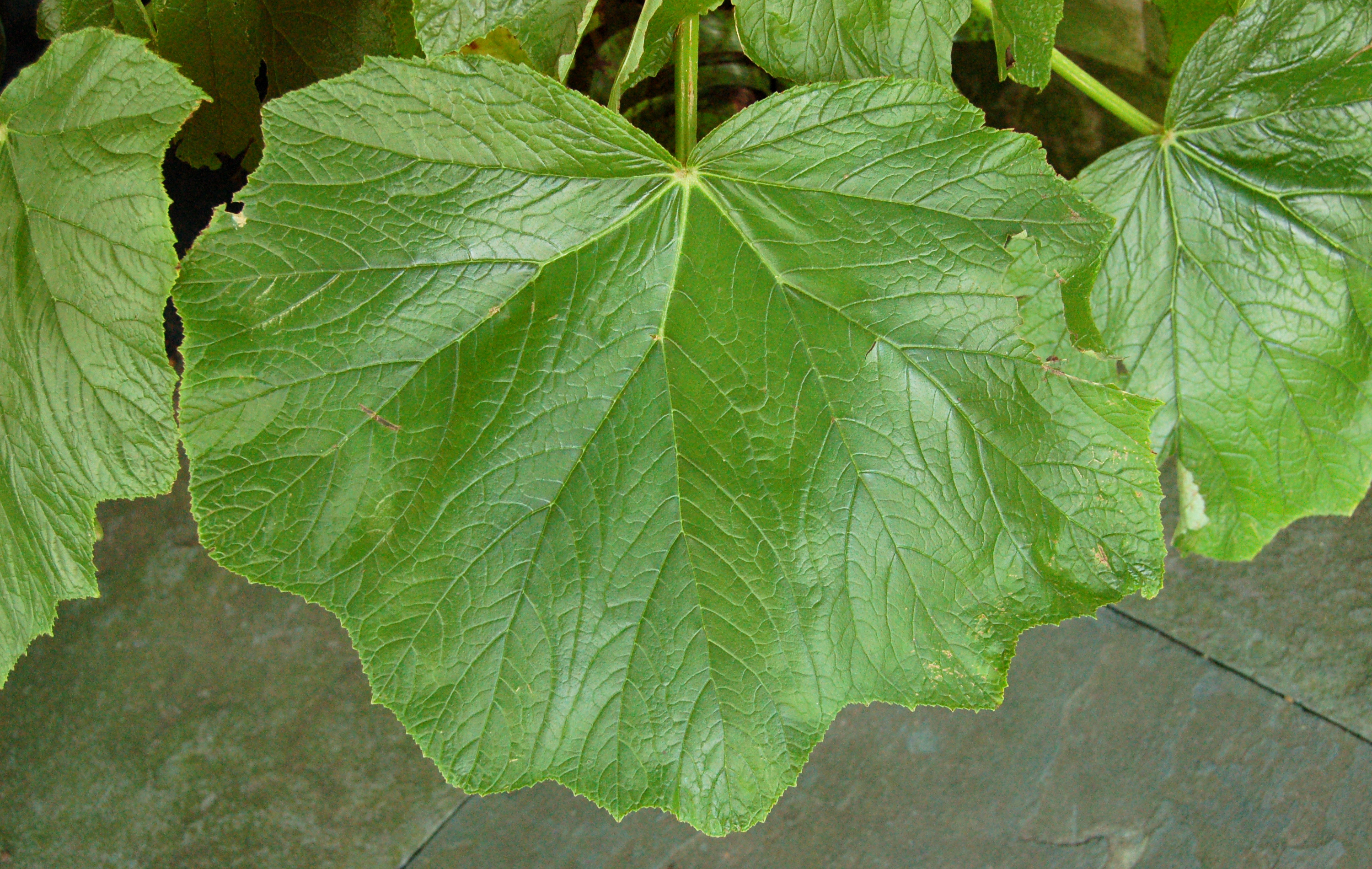
Begonia parviflora

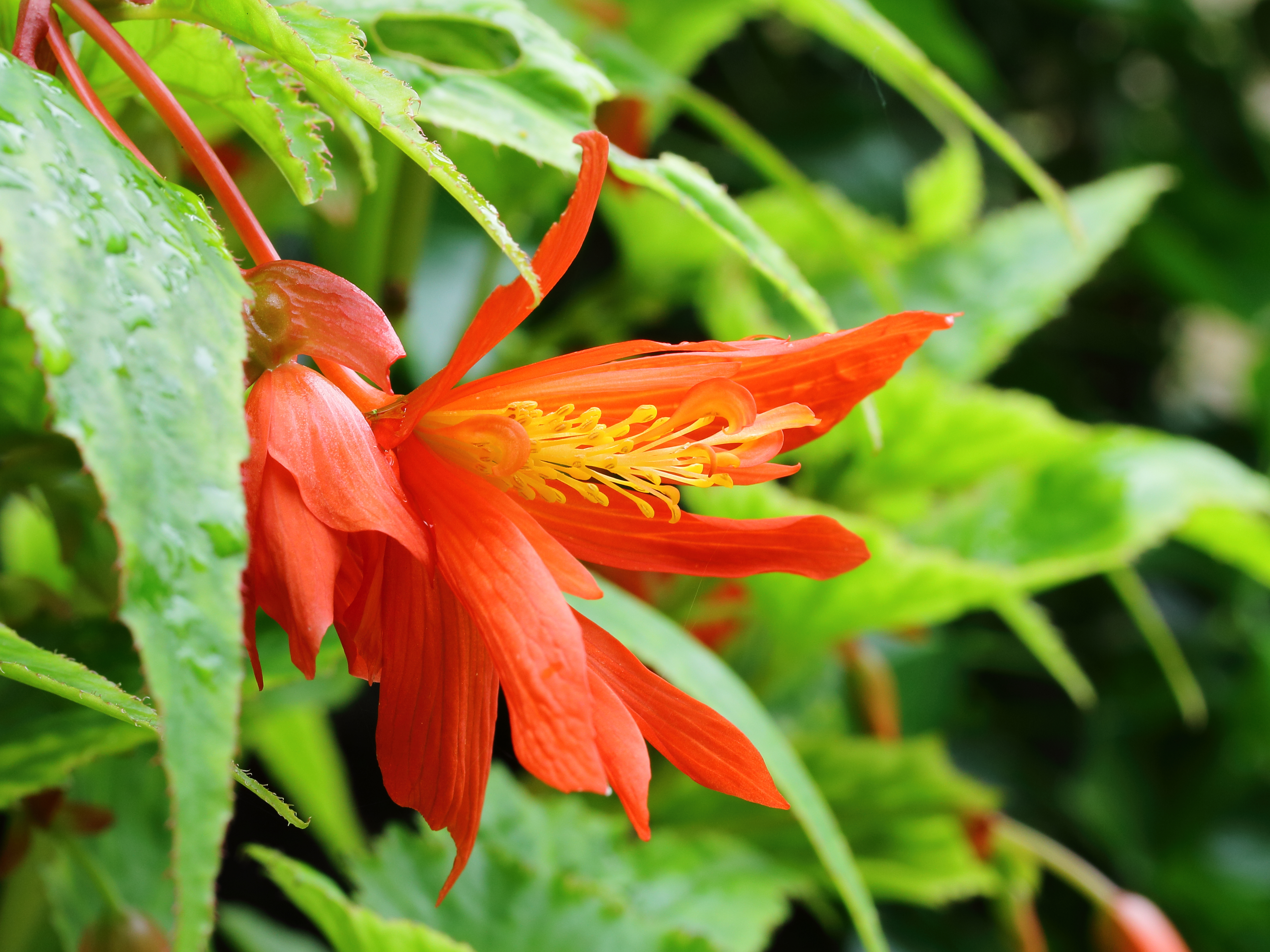
Begonia pendula

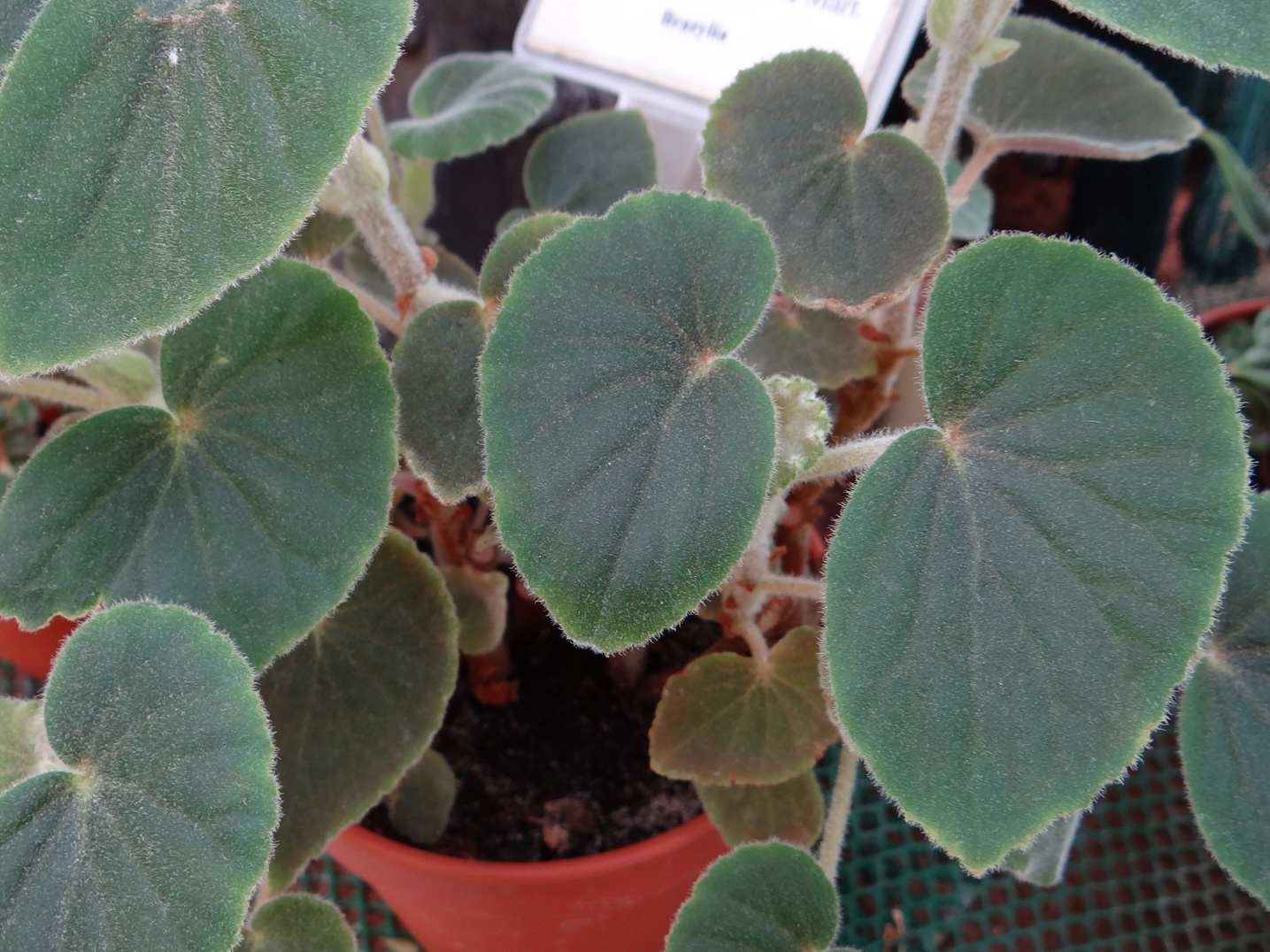
Begonia phyllomaniaca

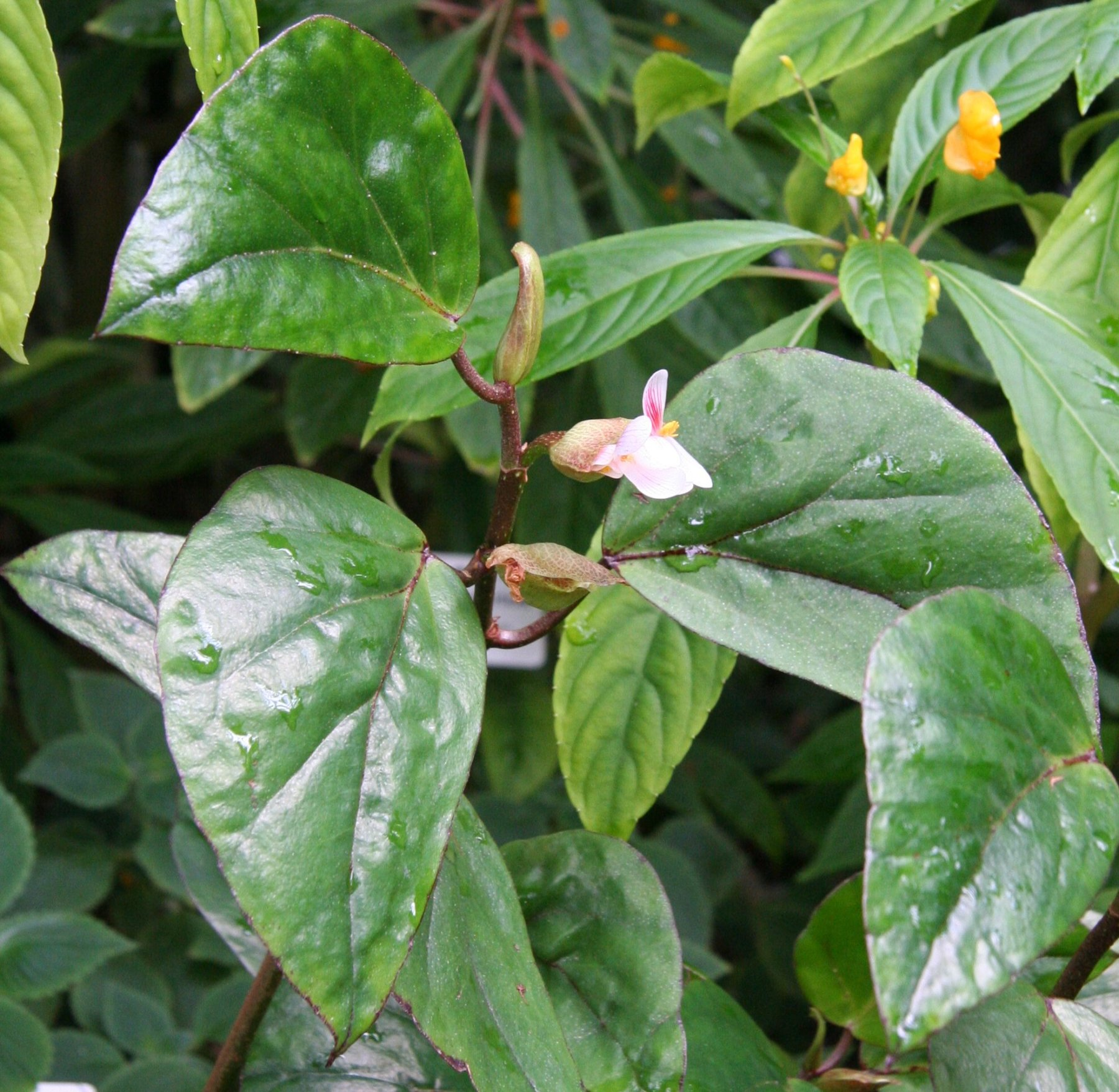
Begonia poculifera

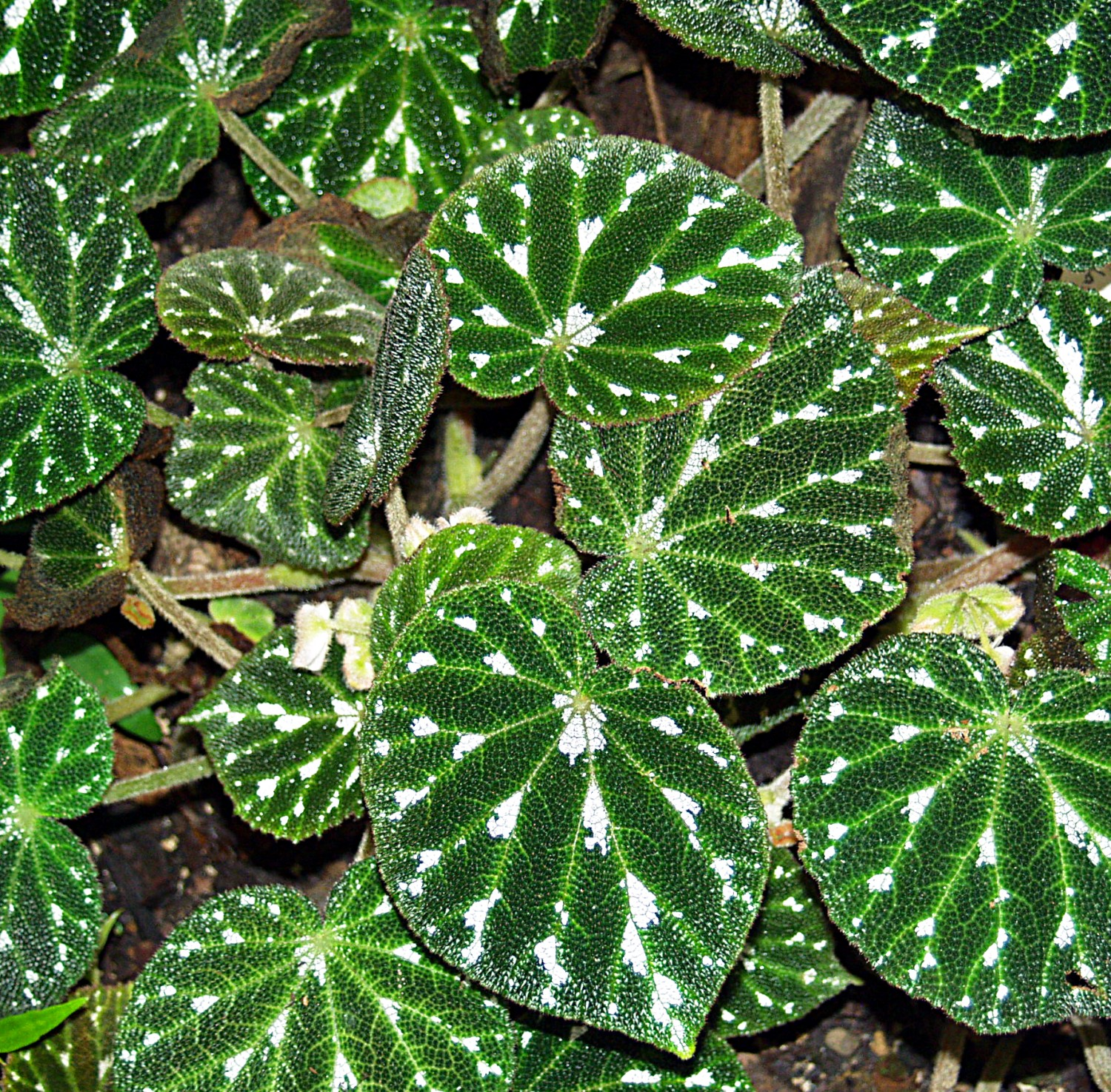
Begonia pustulata

- Begonia pachyrhachis  L.B.Sm. & Wassh.
- Begonia padangensis  Irmsch.
- Begonia palawanensis  Merr.
- Begonia paleacea  Kurz
- Begonia paleata  A.DC.
- Begonia palmata  D.Don
- Begonia palmeri  S.Watson
- Begonia panayensis  Merr.
- Begonia panchtharensis  S.Rajbh.
- Begonia paniculata  Parodi
- Begonia pantherina  Putz. ex Linden
- Begonia paoana  Kiew & S.Julia
- Begonia papuana  Warb.
- Begonia papyraptera  Sands
- Begonia paraguayensis  Parodi
- Begonia paranaensis  Brade
- Begonia parcifolia  C.DC.
- Begonia parilis  Irmsch.
- Begonia parishii  C.B.Clarke
- Begonia parodiana  L.B.Sm. & B.G.Schub.
- Begonia parva  Merr.
- Begonia parviflora  Poepp. & Endl.
- Begonia parvifolia  Schott
- Begonia parvilimba  Merr.
- Begonia parvistipulata  Irmsch.
- Begonia parvula  H.Lév. & Vaniot
- Begonia parvuliflora  A.DC.
- Begonia pasamanensis  M.Hughes
- Begonia pastoensis  A.DC.
- Begonia paucilobata  C.Y.Wu
- Begonia paulensis  A.DC.
- Begonia paupercula  King
- Begonia pavonina  Ridl.
- Begonia payung  S.Julia & Kiew
- Begonia pearcei  Hook.f.
- Begonia pectennervia  L.B.Sm. & Wassh.
- Begonia pedata  Liebm.
- Begonia pedatifida  H.Lév.
- Begonia pediophylla  Merr. & L.M.Perry
- Begonia pedunculosa  Wall.
- Begonia peekelii  Irmsch.
- Begonia peii  C.Y.Wu
- Begonia pelargoniiflora  J.J.de Wilde & J.C.Arends
- Begonia peltata  Otto & Dietr.
- Begonia peltatifolia  Li
- Begonia peltifolia  Schott
- Begonia peltigera  Irmsch.
- Begonia pendula  Ridl.
- Begonia pengii  S.M.Ku & Yan Liu
- Begonia pennellii  L.B.Sm. & B.G.Schub.
- Begonia penrissenensis  Kiew & S.Julia
- Begonia pensilis  L.B.Sm. & Wassh.
- Begonia pentaphragmifolia  Ridl.
- Begonia pentaphylla  Walp.
- Begonia peperomioides  Hook.f.
- Begonia perakensis  King
- Begonia per-dusenii  Brade
- Begonia peristegia  Stapf
- Begonia pernambucensis  Brade
- Begonia perpusilla  A.DC.
- Begonia perrieri  Bois
- Begonia perryae  L.B.Sm. & Wassh.
- Begonia peruibensis  Handro
- Begonia peruviana  A.DC.
- Begonia petasitifolia  Brade
- Begonia phamiana  Kiew
- Begonia philodendroides  Ziesenh.
- Begonia phoeniogramma  Ridl.
- Begonia phrixophylla  Blatt. & McCann
- Begonia phuthoensis  H.Q.Nguyen
- Begonia phyllomaniaca  Mart.
- Begonia physandra  Merr. & L.M.Perry
- Begonia pickelii  Irmsch.
- Begonia picta  Sm.
- Begonia picturata  Yan Liu, S.M.Ku & C.I Peng
- Begonia pierrei  Gagnep.
- Begonia pilgeriana  Irmsch.
- Begonia pilosa  Jack
- Begonia pilosella  Irmsch.
- Begonia pinetorum  A.DC.
- Begonia pinglinensis  C.I Peng
- Begonia pinheironis  L.B.Sm. ex S.F.Sm. & Wassh.
- Begonia pinnatifida  Merr. & L.M.Perry
- Begonia piresiana  Handro
- Begonia piring  Kiew & S.Julia
- Begonia piurensis  L.B.Sm. & B.G.Schub.
- Begonia plantaginea  L.B.Sm. & B.G.Schub.
- Begonia platanifolia  Schott
- Begonia platycarpa  Y.M.Shui & W.H.Chen
- Begonia platyphylla  Merr.
- Begonia platyptera  Urb.
- Begonia plebeja  Liebm.
- Begonia pleioclada  Irmsch.
- Begonia pleiopetala  A.DC.
- Begonia plumieri  Kunth
- Begonia pluvialis  L.B.Sm. ex S.F.Sm. & Wassh.
- Begonia poculifera  Hook.f.
- Begonia poilanei  Kiew
- Begonia polilloensis  Tebbitt
- Begonia polyandra  Irmsch.
- Begonia polygonata  Liebm.
- Begonia polygonifolia  A.DC.
- Begonia polygonoides  Hook.f.
- Begonia polypetala  A.DC.
- Begonia polytricha  C.Y.Wu
- Begonia popenoei  Standl.
- Begonia porteana  Van Geert
- Begonia porteri  H.Lév. & Vaniot
- Begonia portillana  S.Watson
- Begonia postarii  Kiew
- Begonia potamophila  Gilg
- Begonia praerupta  Irmsch.
- Begonia praetermissa  Kiew
- Begonia preussii  Warb.
- Begonia prieurii  A.DC.
- Begonia princeae  Gilg
- Begonia princeps  (Klotzsch) A.DC.
- Begonia pringlei  S.Watson
- Begonia prionophylla  Irmsch.
- Begonia prionota  D.C.Thomas & Ardi
- Begonia prismatocarpa  Hook.
- Begonia procridifolia  Wall. ex A.DC.
- Begonia prolifera  A.DC.
- Begonia prolixa  Craib
- Begonia promethea  Ridl.
- Begonia propinqua  Ridl.
- Begonia pruinata  (Klotzsch) A.DC.
- Begonia pryeriana  Ridl.
- Begonia pseudodaedalea  P.D.McMillan & Rekha Morris
- Begonia pseudodaxinensis  S.M.Ku, Yan Liu & C.I Peng
- Begonia pseudodryadis  C.Y.Wu
- Begonia pseudoglauca  Irmsch.
- Begonia pseudolateralis  Warb.
- Begonia pseudoleprosa  C.I Peng, Yan Liu & S.M.Ku
- Begonia pseudolubbersii  Brade
- Begonia pseudomuricata  Girm.
- Begonia pseudoviola  Gilg
- Begonia psilophylla  Irmsch.
- Begonia pteridiformis  Phutthai
- Begonia pubescens  Ridl.
- Begonia pudica  L.B.Sm. & B.G.Schub.
- Begonia pulchella  Raddi
- Begonia pulcherrima  Sosef
- Begonia pulchra  (Ridl.) L.L.Forrest & Hollingsw.
- Begonia pululahuana  C.DC.
- Begonia pulvinifera  C.I Peng & Yan Liu
- Begonia pumila  Craib
- Begonia pumilio  Irmsch.
- Begonia punbatuensis  Kiew
- Begonia punchak  Kiew & S.Julia
- Begonia purdieana  A.DC.
- Begonia purpureofolia  S.H.Huang & Y.M.Shui
- Begonia purpusii  Houghton ex Ziesenh.
- Begonia puspitae  Ardi
- Begonia pustulata  Liebm.
- Begonia puttii  Craib
- Begonia pycnantha  Urb. & Ekman
- Begonia pygmaea  Irmsch.
- Begonia pyrrha  Ridl.

## Q
- Begonia quadrialata  Warb.
- Begonia quaternata  L.B.Sm. & B.G.Schub.
- Begonia quercifolia  A.DC.

## R
- Begonia rabilii  Craib

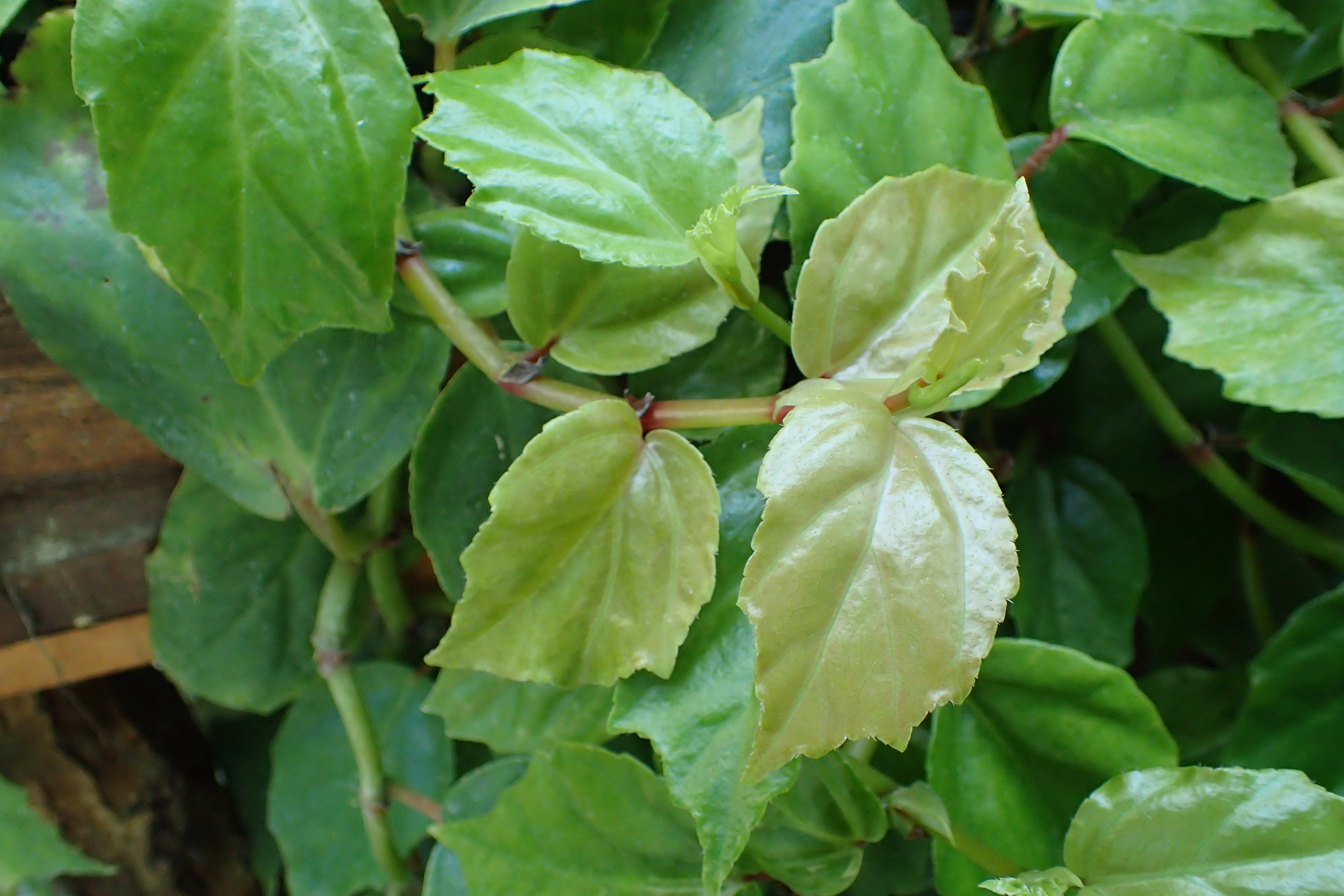
Begonia radicans

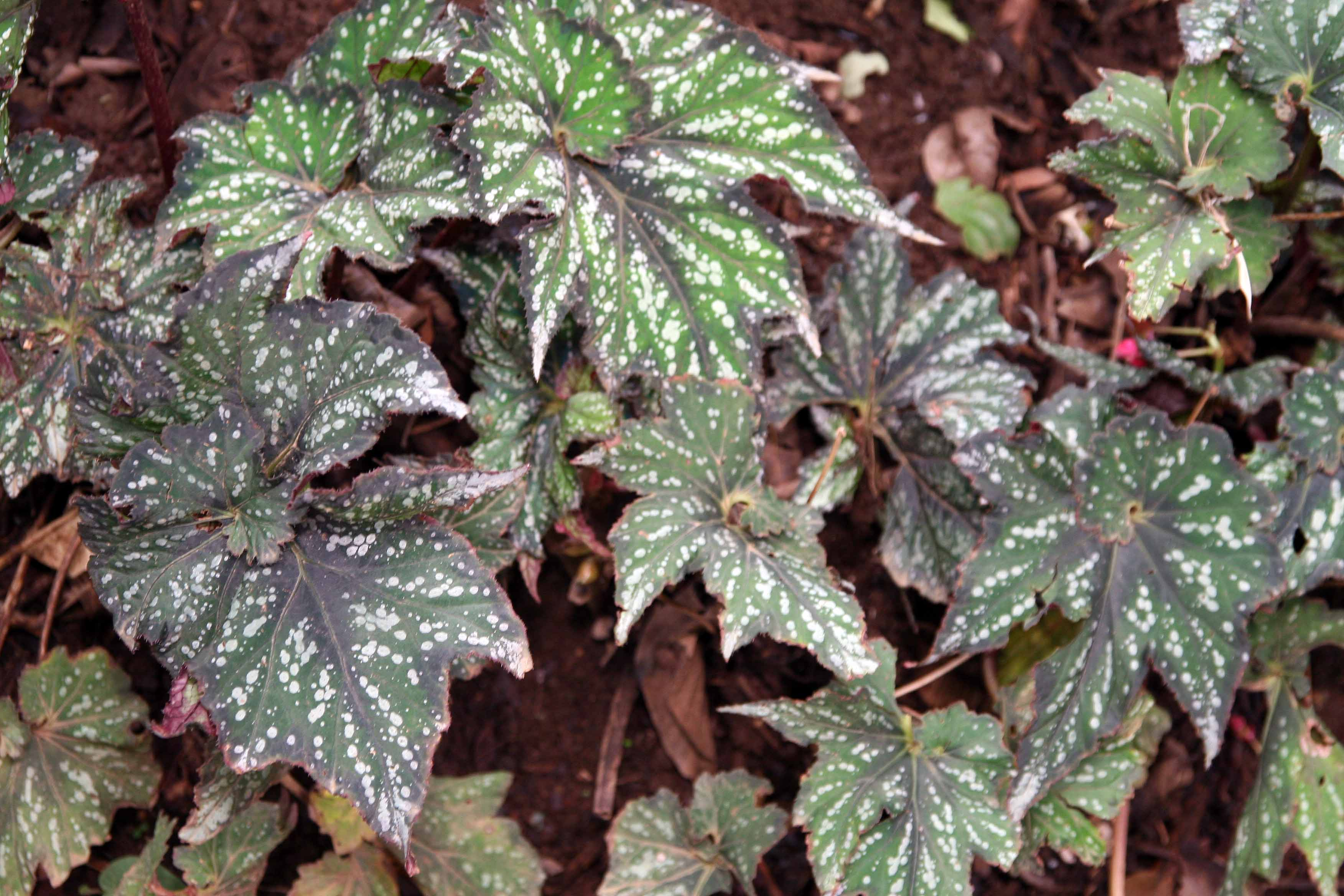
Begonia rex

- Begonia racemiflora  Ortgies ex C.Chev.
- Begonia racemosa  Jack
- Begonia rachmatii  Tebbitt
- Begonia radicans  Vell.
- Begonia rafael-torresii  Burt-Utley
- Begonia raimondii  Irmsch.
- Begonia rajah  Ridl.
- Begonia ramentacea  Paxton
- Begonia ramosii  Merr.
- Begonia randiana  Merr. & L.M.Perry
- Begonia rantemarioensis  D.C.Thomas & Ardi
- Begonia ravenii  C.I.Peng & Y.K.Chen
- Begonia razafinjohanyi  Aymonin & Bosser
- Begonia reflexisquamosa  C.Y.Wu
- Begonia reginula  Kiew
- Begonia relicta  L.B.Sm. & B.G.Schub.
- Begonia renifolia  Irmsch.
- Begonia reniformis  Dryand.
- Begonia repens  Lam.
- Begonia repenticaulis  Irmsch.
- Begonia retinervia  D.Fang, D.H.Qin & C.I Peng
- Begonia retusa  O.E.Schulz
- Begonia rex  Putz.
- Begonia rheifolia  Irmsch.
- Begonia rhizocaulis  (Klotzsch) A.DC.
- Begonia rhodantha  Ridl.
- Begonia rhodochaeta  S.Julia & Kiew
- Begonia rhodochlamys  L.B.Sm. & B.G.Schub.
- Begonia rhodophylla  C.Y.Wu
- Begonia rhoephila  Ridl.
- Begonia rhyacophila  Kiew
- Begonia rhynchocarpa  Y.M.Shui & W.H.Chen
- Begonia rieckei  Warb.
- Begonia riedelii  A.DC.
- Begonia rigida  (Klotzsch) Regel ex A.DC.
- Begonia rimarum  Craib
- Begonia riparia  Irmsch.
- Begonia rizalensis  Merr.
- Begonia robinsonii  Ridl.
- Begonia robusta  Blume
- Begonia rockii  Irmsch.
- Begonia roezlii  Regel
- Begonia rongjiangensis  T.C.Ku
- Begonia rosacea  Putz.
- Begonia roseibractea  Ziesenh.
- Begonia rossmanniae  A.DC.
- Begonia rostrata  Welw. ex Hook.f.
- Begonia rotunda  Vell.
- Begonia rotundifolia  Lam.
- Begonia rotundilimba  S.H.Huang & Y.M.Shui
- Begonia roxburghii  A.DC.
- Begonia rubella  Buch.-Ham. ex D.Don
- Begonia rubellina  L.H. Bailey
- Begonia rubida  Ridl.
- Begonia rubiginosipes  Irmsch.
- Begonia rubinea  Hong Z.Li & H.Ma
- Begonia rubiteae  M.Hughes
- Begonia ruboides  C.M.Hu
- Begonia rubricaulis  Hook.
- Begonia rubriflora  L.Kollmann
- Begonia rubrifolia  Merr.
- Begonia rubromarginata  Gilg
- Begonia rubronervata  De Wild.
- Begonia rubropilosa  A.DC.
- Begonia rubropunctata  S.H.Huang & Y.M.Shui
- Begonia rubrotincta  L.B.Sm. & B.G.Schub.
- Begonia rufa  Thunb.
- Begonia rufipila  Merr.
- Begonia rufosericea  Toledo
- Begonia ruhlandiana  Irmsch.
- Begonia rumpiensis  Kupicha
- Begonia rupium  Irmsch.
- Begonia ruschii  L.Kollmann
- Begonia russelliana  L.B.Sm. ex S.F.Sm. & Wassh.
- Begonia rutilans  (Klotzsch) A.DC.
- Begonia rwandensis  J.C.Arends

## S

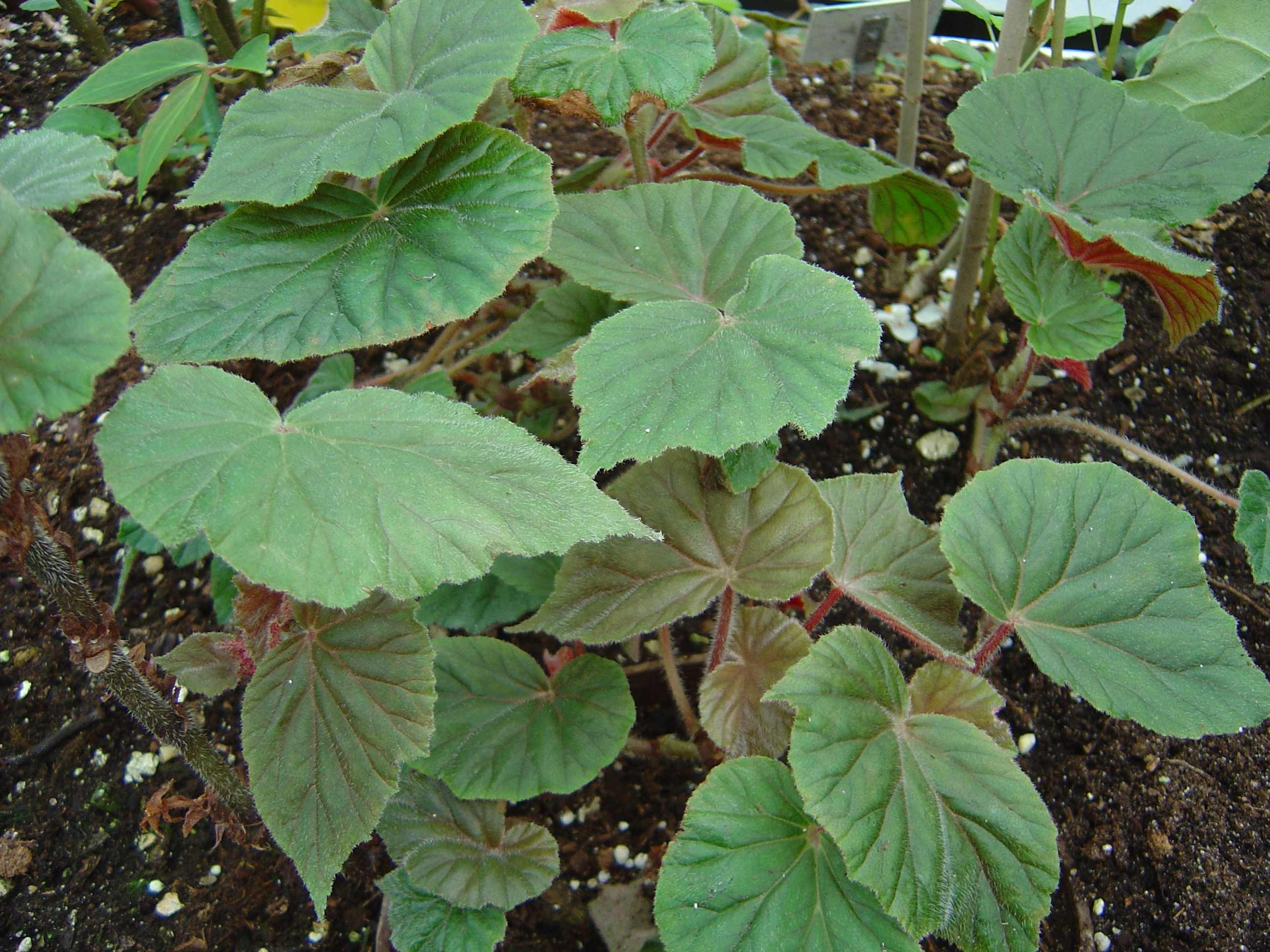
Begonia scharffii

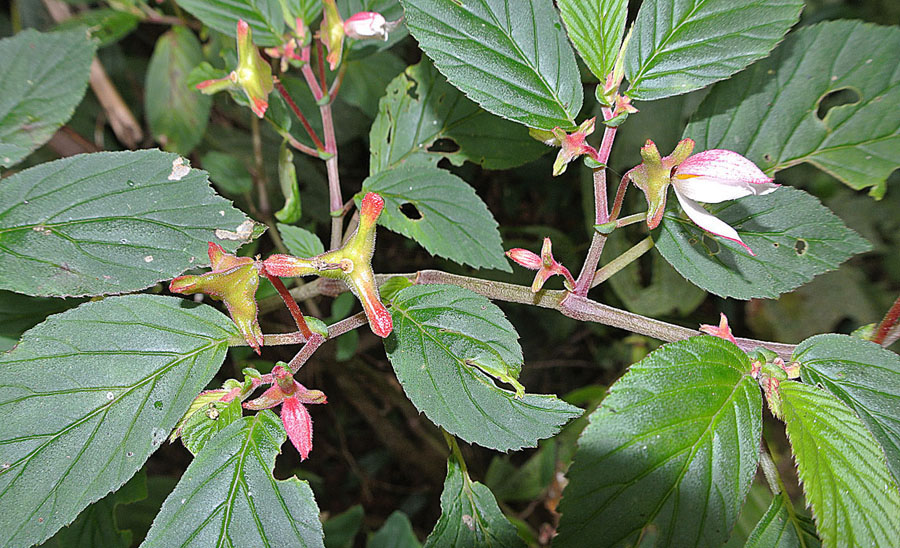
Begonia semiovata

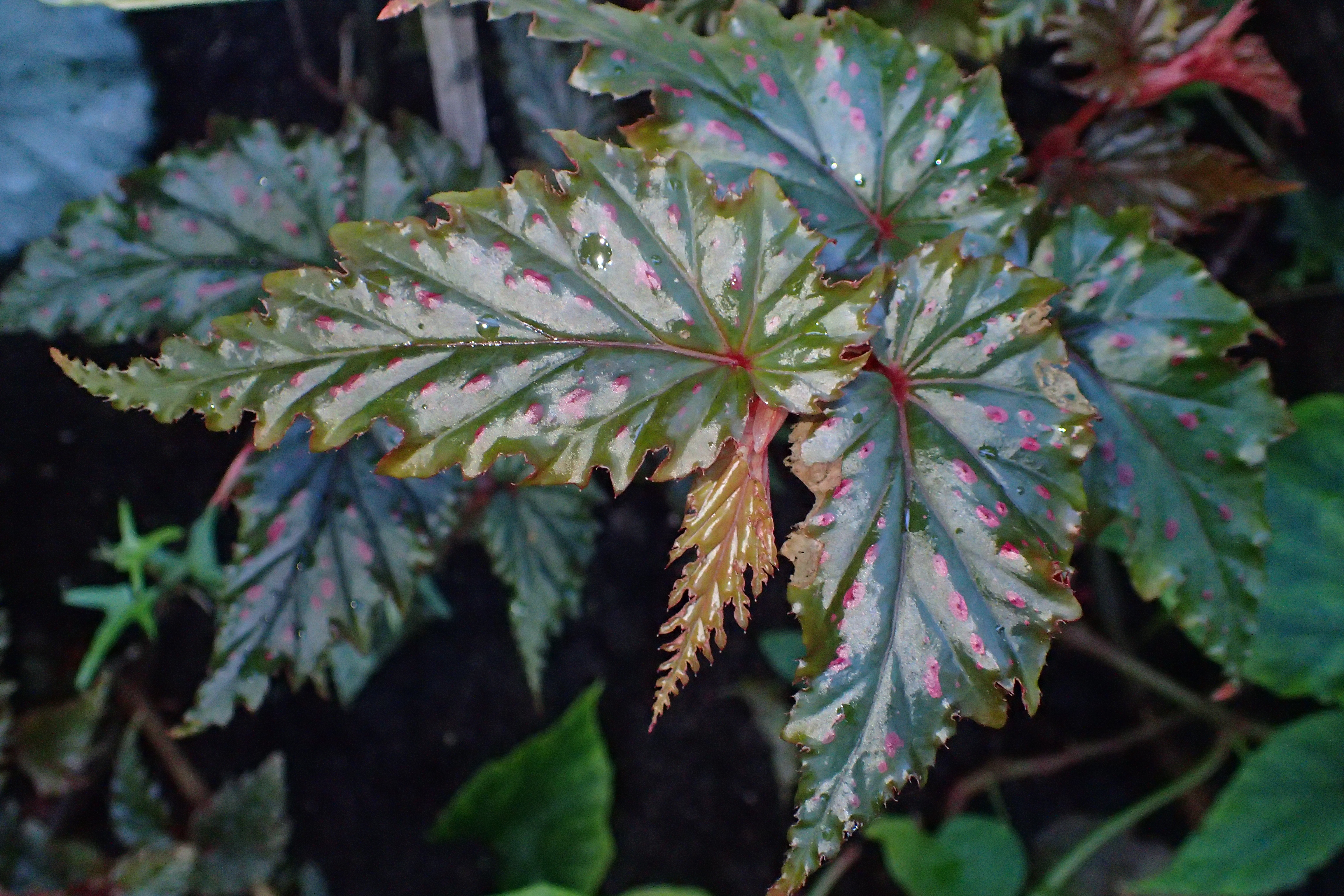
Begonia serratipetala

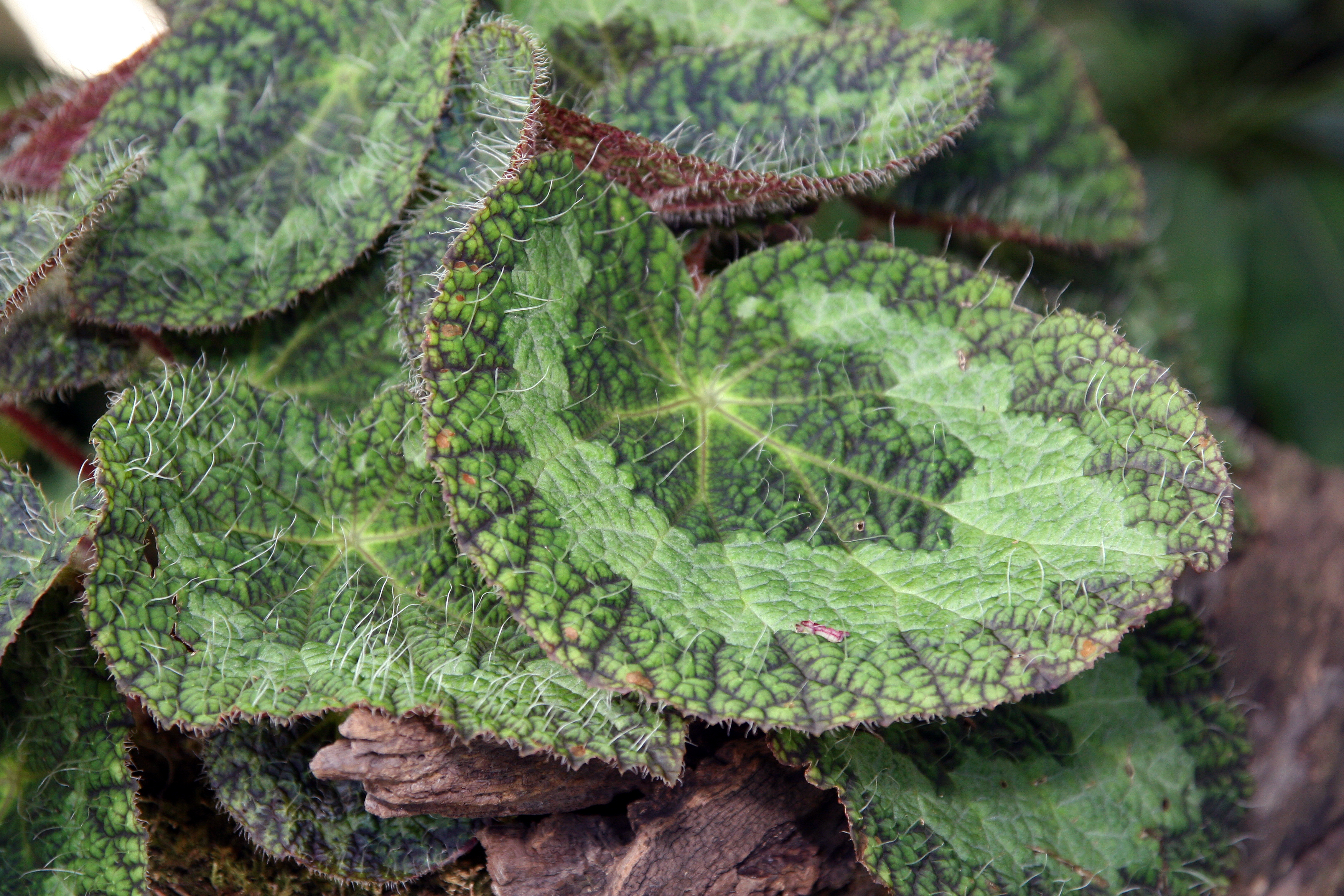
Begonia sizemoreae

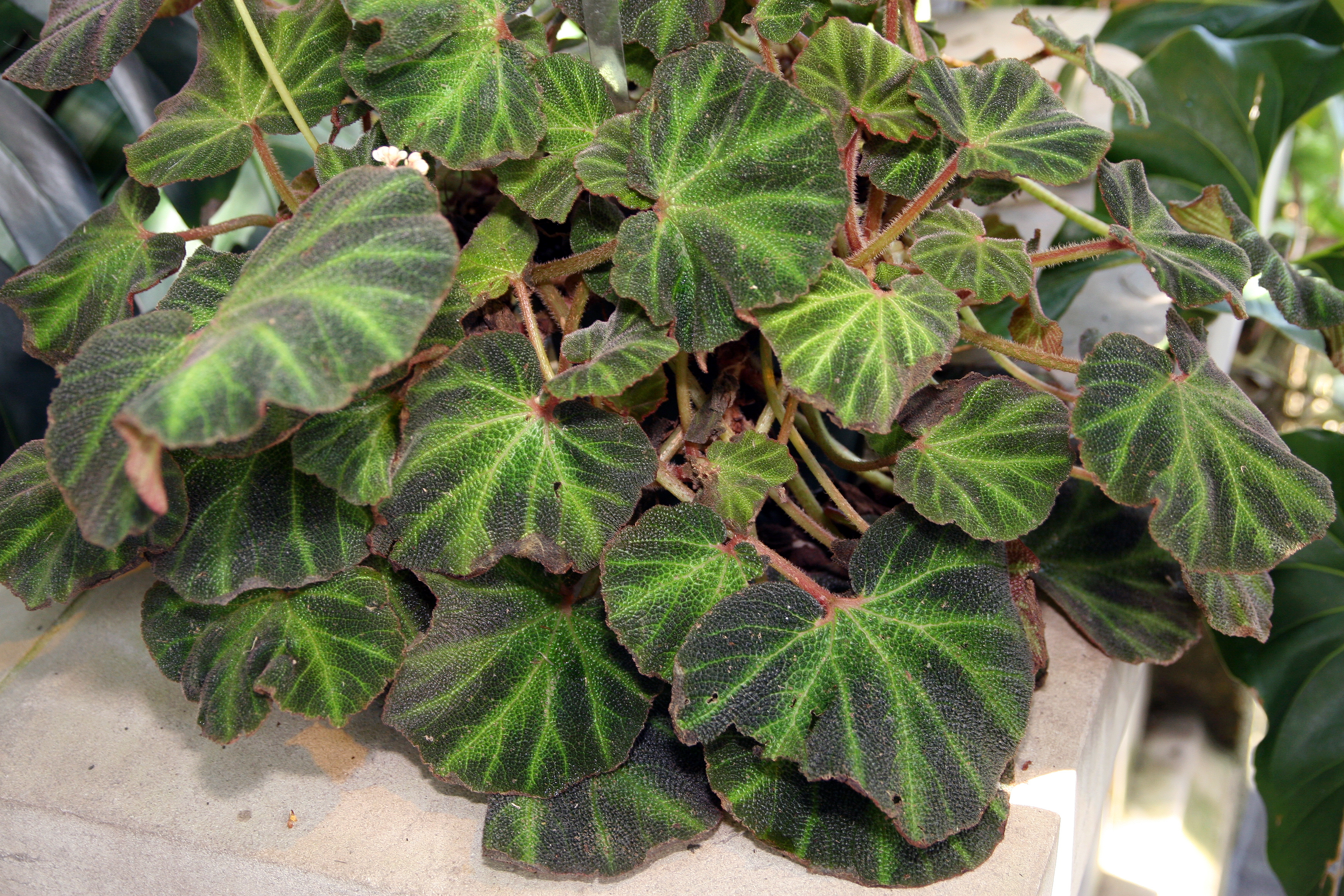
Begonia solimutata

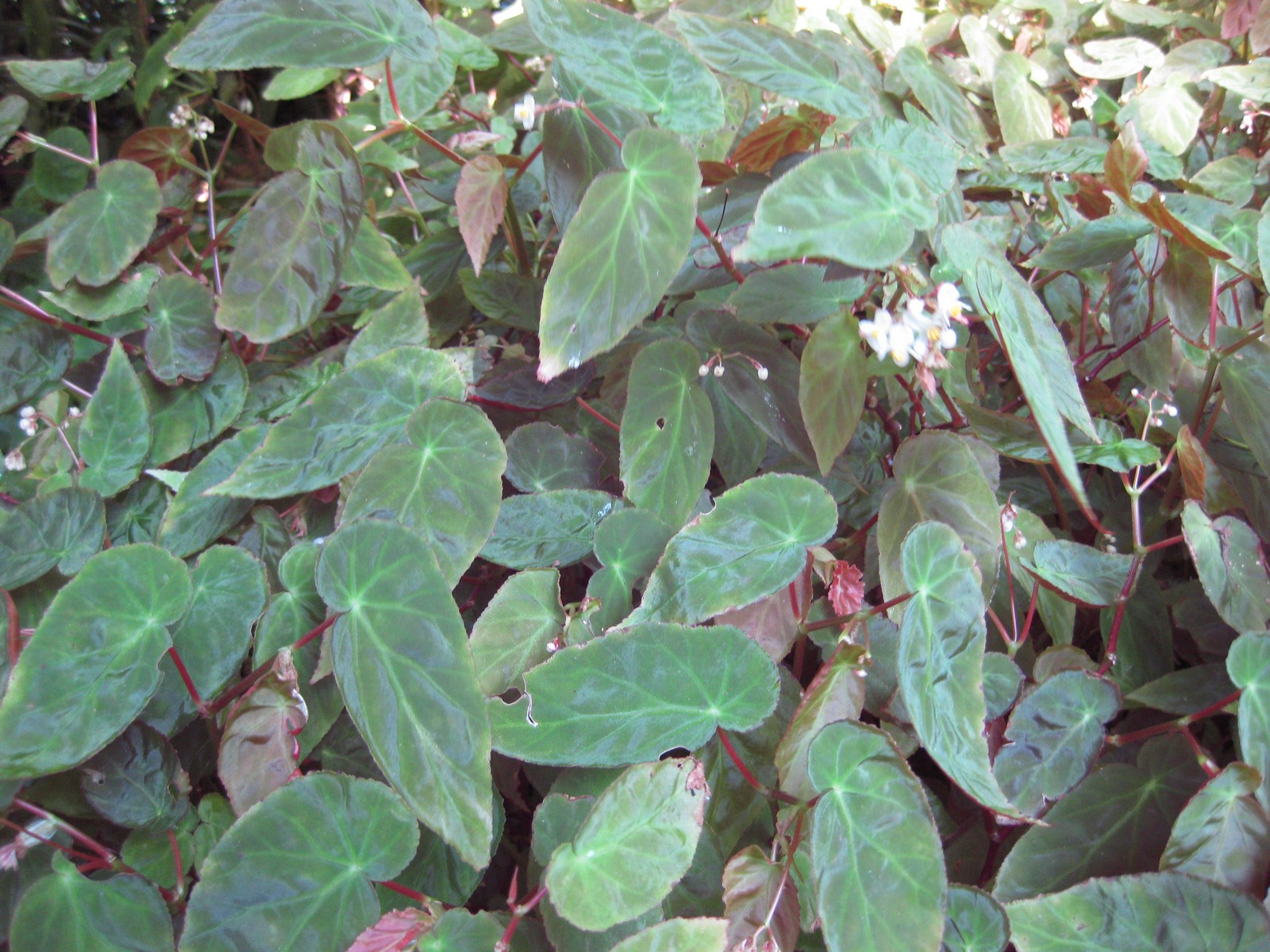
Begonia sychnantha

- Begonia sabahensis  Kiew & J.H.Tan
- Begonia salaziensis  (Gaudich.) Warb.
- Begonia salesopolensis  S.J.Gomes da Silva & Mamede
- Begonia salisburyana  Irmsch.
- Begonia salomonensis  Merr. & L.M.Perry
- Begonia samarensis  Merr.
- Begonia sambiranensis  Humbert ex Aymonin & Bosser
- Begonia samhaensis  M.Hughes & A.G.Mill.
- Begonia sandalifolia  C.B.Clarke
- Begonia sandtii  Houghton ex Ziesenh.
- Begonia sanguinea  Raddi
- Begonia sanguineopilosa  D.C.Thomas & Ardi
- Begonia santarosensis  Kuntze
- Begonia santos-limae  Brade
- Begonia sarangica  Kiew & S.Julia
- Begonia sarasinorum  Irmsch.
- Begonia sarawakensis  Ridl.
- Begonia sarcocarpa  Ridl.
- Begonia sarmentosa  L.B.Sm. & Wassh.
- Begonia sartorii  Liebm.
- Begonia satrapis  C.B.Clarke
- Begonia saxicola  A.DC.
- Begonia saxifraga  A.DC.
- Begonia saxifragifolia  Craib
- Begonia scabrida  A.DC.
- Begonia scapigera  Hook.f.
- Begonia schaeferi  Engl.
- Begonia scharffii  Hook.f.
- Begonia schliebenii  Irmsch.
- Begonia schlumbergeriana  Lem.
- Begonia schulziana  Urb. & Ekman
- Begonia sciadiophora  L.B.Sm. & B.G.Schub.
- Begonia sciaphila  Gilg ex Engl.
- Begonia scintillans  Dunn
- Begonia scitifolia  Irmsch.
- Begonia scortechinii  King
- Begonia scottii  Tebbitt
- Begonia scutifolia  Hook.f.
- Begonia scutulum  Hook.f.
- Begonia secunda  L.B.Sm. & Wassh.
- Begonia seemanniana  A.DC.
- Begonia segregata  L.B.Sm. & B.G.Schub.
- Begonia semidigitata  Brade
- Begonia semiovata  Liebm.
- Begonia semiparietalis  Yan Liu, S.M.Ku & C.I Peng
- Begonia serapatensis  Kiew & S.Julia
- Begonia sericoneura  Liebm.
- Begonia serotina  A.DC.
- Begonia serpens  Merr.
- Begonia serranegrae  L.B.Sm. ex S.F.Sm. & Wassh.
- Begonia serraticauda  Merr. & L.M.Perry
- Begonia serratipetala  Irmsch.
- Begonia sessilifolia  Hook.f.
- Begonia setifolia  Irmsch.
- Begonia setulosa  Bertol.
- Begonia setulosopeltata  C.Y.Wu
- Begonia seychellensis  Hemsl.
- Begonia sharpeana  F.Muell.
- Begonia siamensis  Gagnep.
- Begonia sibthorpioides  Ridl.
- Begonia sibutensis  Sands
- Begonia siccacaudata  J.Door.
- Begonia sikkimensis  A.DC.
- Begonia silhetensis  (A.DC.) C.B.Clarke
- Begonia simulans  Merr. & L.M.Perry
- Begonia sinobrevicaulis  T.C.Ku
- Begonia sinofloribunda  Dorr
- Begonia sinovietnamica  C.Y.Wu
- Begonia sinuata  Wall. ex Meisn.
- Begonia sizemoreae  Kiew
- Begonia sleumeri  L.B.Sm. & B.G.Schub.
- Begonia smilacina  A.DC.
- Begonia smithiae  Geddes
- Begonia smithiana  T.T.Yu ex Irmsch.
- Begonia socia  Craib
- Begonia socotrana  Hook.f.
- Begonia sodiroi  C.DC.
- Begonia sogerensis  Ridl.
- Begonia solananthera  A.DC.
- Begonia solimutata  L.B.Sm. & Wassh.
- Begonia solitudinis  Brade
- Begonia soluta  Craib
- Begonia somervillei  Hemsl.
- Begonia sonderiana  Irmsch.
- Begonia soror  Irmsch.
- Begonia sorsogonensis  Elmer ex Merr.
- Begonia sosefiana  J.J.de Wilde & Valk.
- Begonia sousae  Burt-Utley
- Begonia spadiciflora  L.B.Sm. & B.G.Schub.
- Begonia sparreana  L.B.Sm. & Wassh.
- Begonia sparsipila  Baker
- Begonia speluncae  Ridl.
- Begonia sphenocarpa  Irmsch.
- Begonia spilotophylla  F.Muell.
- Begonia spinibarbis  Irmsch.
- Begonia squamipes  Irmsch.
- Begonia squamulosa  Hook.f.
- Begonia squarrosa  Liebm.
- Begonia staudtii  Gilg
- Begonia stellata  Sosef
- Begonia stenocardia  L.B.Sm. & B.G.Schub.
- Begonia stenogyna  Sands
- Begonia stenolepis  L.B.Sm. & R.C.Sm.
- Begonia stenophylla  A.DC.
- Begonia stenotepala  L.B.Sm. & B.G.Schub.
- Begonia stevei  M.Hughes
- Begonia steyermarkii  L.B.Sm. & B.G.Schub.
- Begonia stichochaete  K.G.Pearce
- Begonia stictopoda  (Miq.) Miq. ex A.DC.
- Begonia stigmosa  Lindl.
- Begonia stilandra  Merr. & L.M.Perry
- Begonia stipulacea  Willd.
- Begonia stolzii  Irmsch.
- Begonia strachwitzii  Warb. ex Irmsch.
- Begonia strictinervis  Irmsch.
- Begonia strictipetiolaris  Irmsch.
- Begonia strigillosa  A.Dietr.
- Begonia strigosa  (Warb.) L.L.Forrest & Hollingsw.
- Begonia strigulosa  (Hassk.) A.DC.
- Begonia subacida  Irmsch.
- Begonia subalpestris  A.Chev.
- Begonia subcaudata  Rusby ex L.B.Sm. & Schub.
- Begonia subciliata  A.DC.
- Begonia subcoriacea  C.I Peng, Yan Liu & S.M.Ku
- Begonia subcostata  Rusby
- Begonia subcyclophylla  Irmsch.
- Begonia subelliptica  Merr. & L.M.Perry
- Begonia subhowii  S.H.Huang
- Begonia subisensis  K.G.Pearce
- Begonia sublobata  Jack
- Begonia sublongipes  Y.M.Shui
- Begonia subnummularifolia  Merr.
- Begonia suboblata  D.Fang & D.H.Qin
- Begonia suborbiculata  Merr.
- Begonia subpeltata  Wight
- Begonia subperfoliata  Parish ex Kurz
- Begonia subprostrata  Merr.
- Begonia subscutata  De Wild.
- Begonia subspinulosa  Irmsch.
- Begonia subtruncata  Merr.
- Begonia subvillosa  Klotzsch
- Begonia subviridis  Craib
- Begonia sudjanae  C.-A.Jansson
- Begonia suffrutescens  Merr. & L.M.Perry
- Begonia summoglabra  T.T.Yu
- Begonia sunorchis  C.Chev.
- Begonia suprafastigiata  Irmsch.
- Begonia surculigera  Kurz
- Begonia susaniae  Sosef
- Begonia sutherlandii  Hook.f.
- Begonia sychnantha  L.B.Sm. & Wassh.
- Begonia sylvatica  A.DC.
- Begonia sylvestris  A.DC.
- Begonia symbeccarii  L.L.Forrest & Hollingsw.
- Begonia symbracteosa  L.L.Forrest & Hollingsw.
- Begonia symgeraniifolia  L.L.Forrest & Hollingsw.
- Begonia symhirta  L.L.Forrest & Hollingsw.
- Begonia sympapuana  L.L.Forrest & Hollingsw.
- Begonia symparvifolia  L.L.Forrest & Hollingsw.
- Begonia sympodialis  Irmsch.
- Begonia symsanguinea  L.L.Forrest & Hollingsw.

## T
- Begonia tacana  Ziesenh.

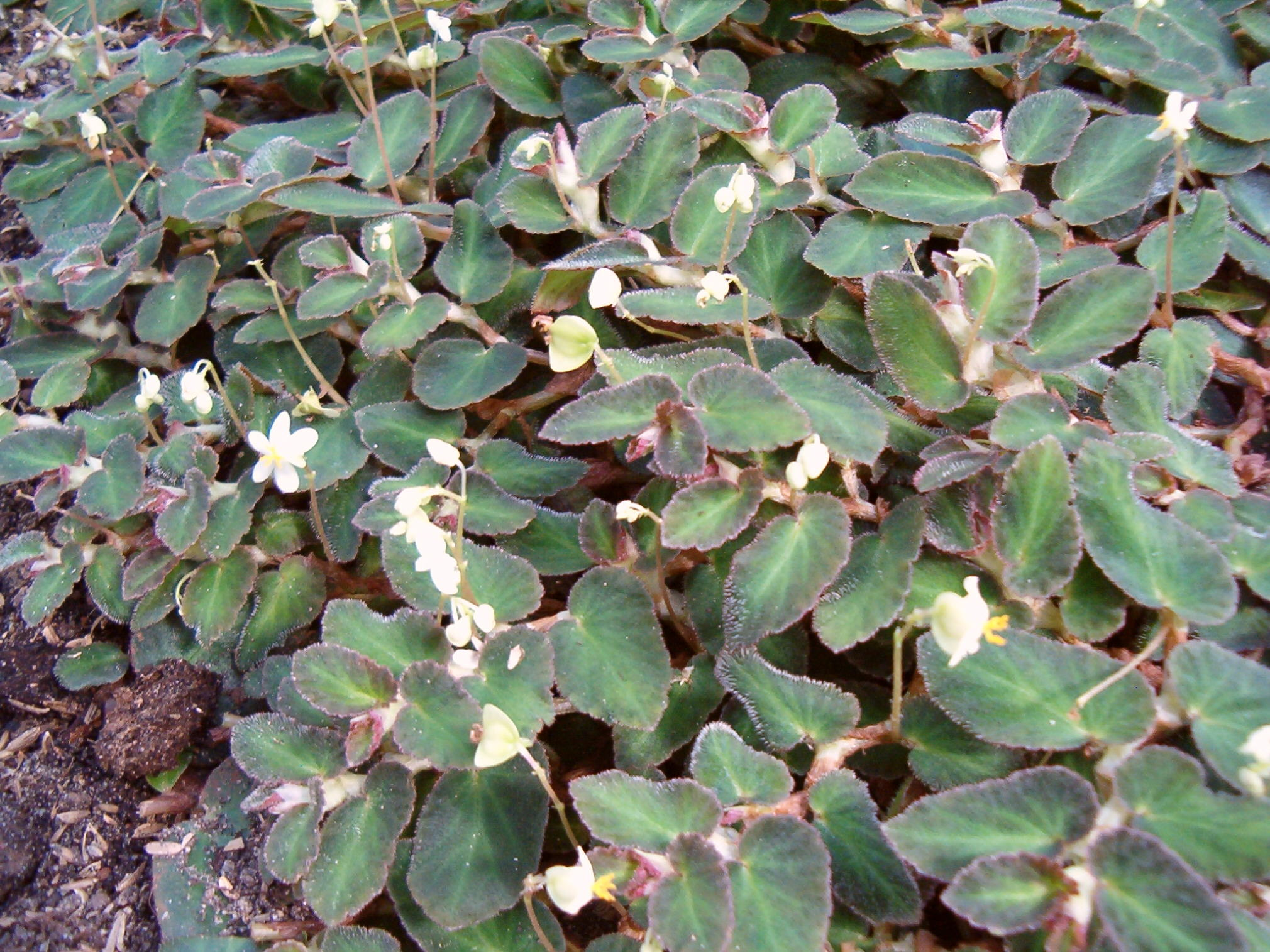
Begonia thelmae

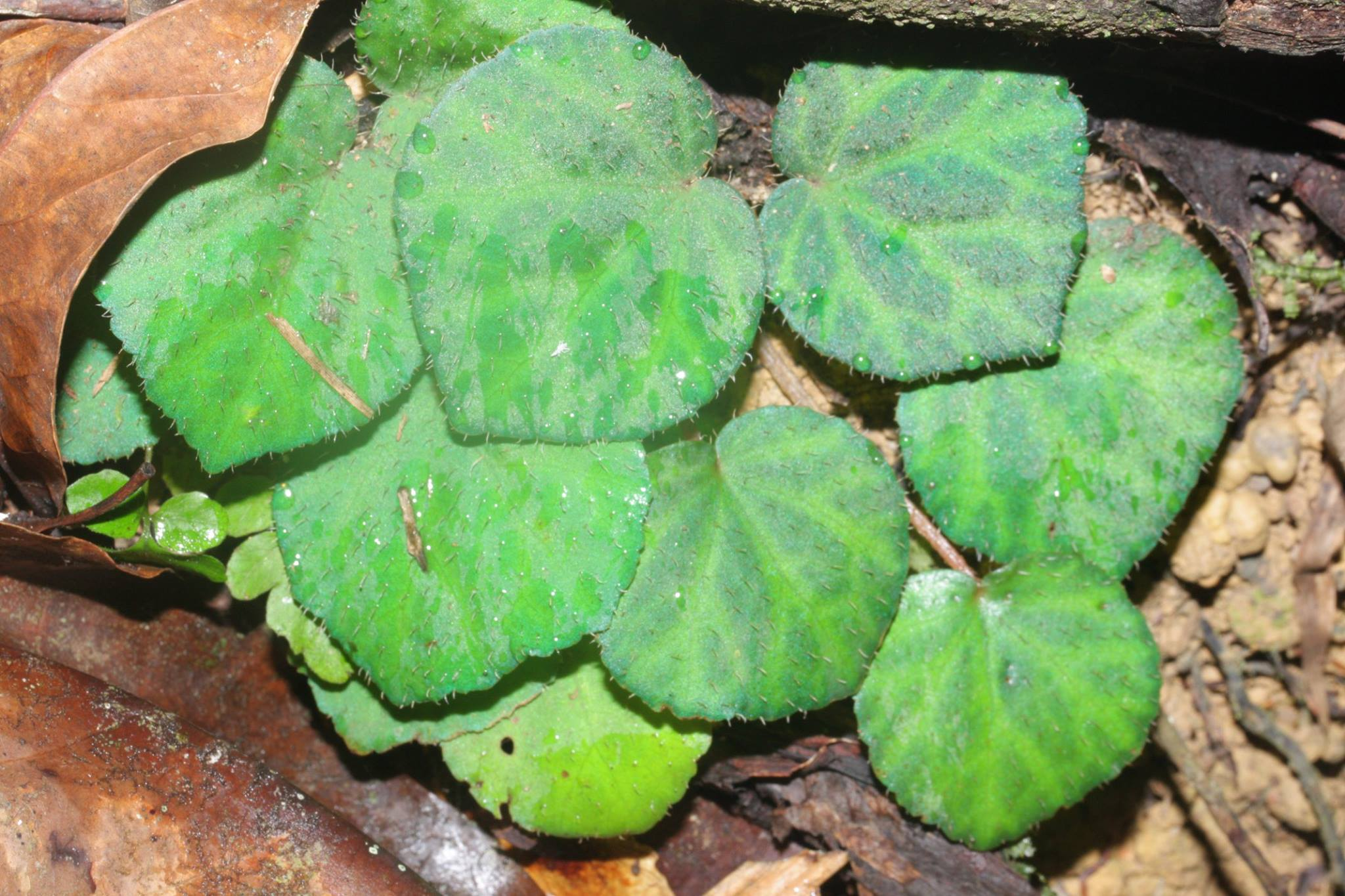
Begonia Tagbanua

- Begonia tafaensis  Merr. & L.M.Perry
- Begonia tafiensis  Lillo
- Begonia taiwaniana  Hayata
- Begonia taliensis  Gagnep.
- Begonia taligera  S.Rajbh.
- Begonia tambelanensis  (Irmsch.) Kiew
- Begonia tampinica  Burkill ex Irmsch.
- Begonia tanala  Humbert
- Begonia tapatia  Burt-Utley & McVaugh
- Begonia tarokoensis  M.J.Lai
- Begonia tatoniana  R.Wilczek
- Begonia tawaensis  Merr.
- Begonia tayabensis  Merr.
- Begonia tayloriana  Irmsch.
- Begonia temburongensis  Sands
- Begonia tenera  Dryand.
- Begonia tenericaulis  Ridl.
- Begonia tengchiana  C.I Peng & Y.K.Chen
- Begonia tenuicaulis  A.DC.
- Begonia tenuifolia  Dryand.
- Begonia tessaricarpa  C.B.Clarke
- Begonia tetralobata  Y.M.Shui
- Begonia tetrandra  Irmsch.
- Begonia teuscheri  Linden ex André
- Begonia teysmanniana  (Miq.) Miq. ex B.D.Jacks.
- Begonia thaspingensis  King
- Begonia thelmae  L.B.Sm. & Wassh.
- Begonia thiemei  C.DC.
- Begonia thomeana  C.DC.
- Begonia thomsonii  A.DC.
- Begonia thyrsoidea  Irmsch.
- Begonia tigrina  Kiew
- Begonia tiliifolia  C.DC.
- Begonia timorensis  (Miq.) Golding & Kareg.
- Begonia tiomanensis  Ridl.
- Begonia toledana  L.B.Sm. & B.G.Schub.
- Begonia toledoana  Handro
- Begonia tomentosa  Schott
- Begonia tominana  Golding
- Begonia tonduzii  C.DC. ex T.Durand & Pittier
- Begonia tonkinensis  Gagnep.
- Begonia torajana  D.C.Thomas & Ardi
- Begonia torricellensis  Warb.
- Begonia trianae  (A.DC.) Warb.
- Begonia tribenensis  C.R.Rao
- Begonia tribracteata  Irmsch.
- Begonia trichocarpa  Dalzell
- Begonia trichochila  Warb.
- Begonia trichopoda  (Miq.) Miq.
- Begonia trichosepala  C.DC. ex Donn.Sm.
- Begonia tricuspidata  C.B.Clarke
- Begonia trigonocarpa  Ridl.
- Begonia triradiata  C.B.Clarke
- Begonia triramosa  Irmsch.
- Begonia trispathulata  (A.DC.) Warb.
- Begonia tropaeolifolia  A.DC.
- Begonia trujillensis  L.B.Sm.
- Begonia trullifolia  Guillaumin
- Begonia truncatiloba  Irmsch.
- Begonia truncicola  Sodiro ex C.DC.
- Begonia tsaii  Irmsch.
- Begonia tsaratananensis  Aymonin & Bosser
- Begonia tsimihety  Humbert
- Begonia tsoongii  C.Y.Wu
- Begonia tuberculosa  Girm.
- Begonia tumbezensis  Irmsch.
- Begonia turbinata  Ridl.
- Begonia turrialbae  Burt-Utley & Utley

## U
- Begonia udisilvestris  C.DC.
- Begonia ulmifoliav  Willd.
- Begonia umbellata  Kunth
- Begonia umbraculifera  Hook.f.

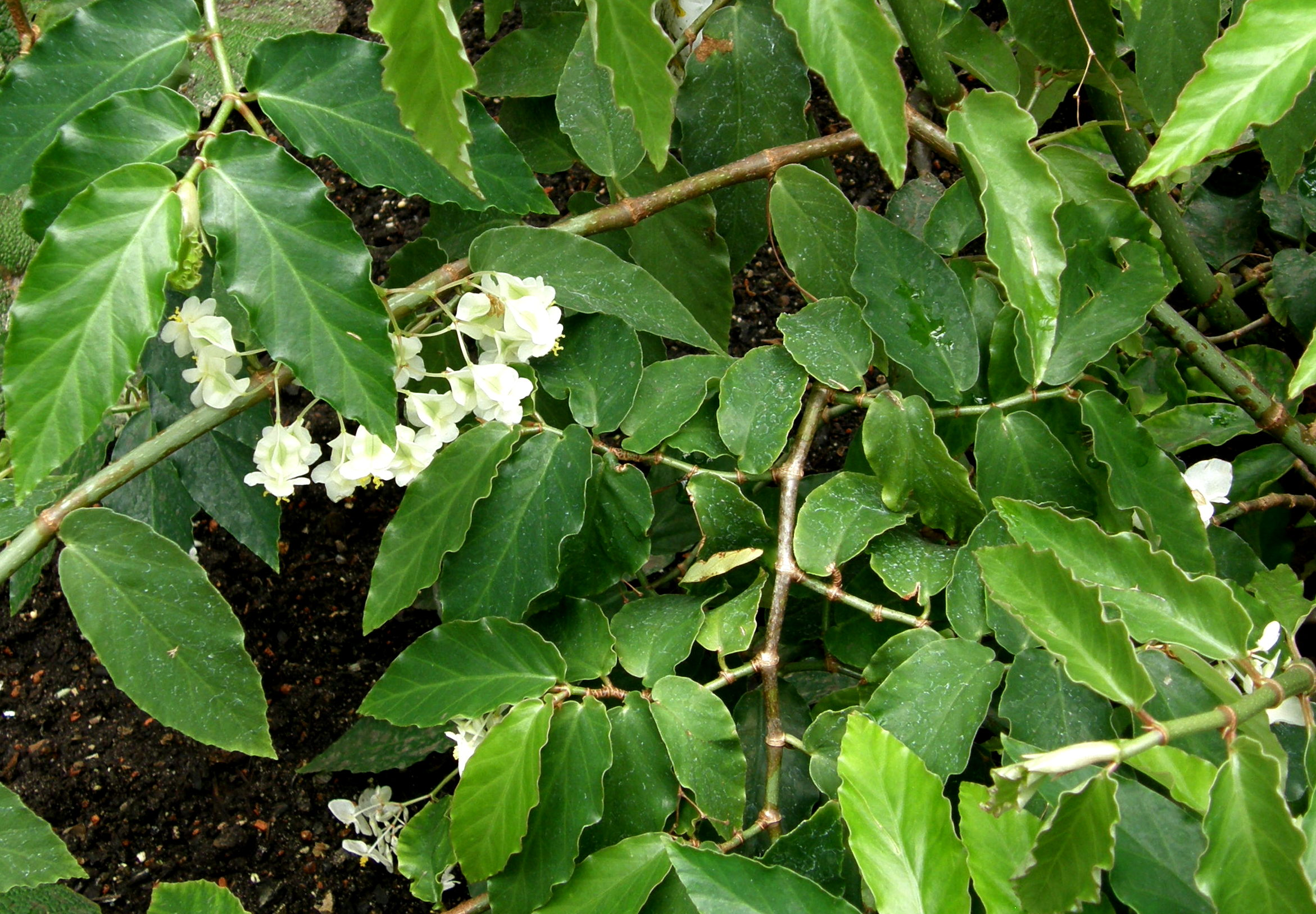
Begonia undulata

- Begonia umbraculifolia  Y.Wan & B.N.Chang
- Begonia unduavensis  Rusby
- Begonia undulata  Schott
- Begonia uniflora  S.Watson
- Begonia unilateralia  Rusby
- Begonia urdanetensis  Elmer
- Begonia urophylla  Hook.
- Begonia ursina  L.B.Sm. & B.G.Schub.
- Begonia urticae  L.f.
- Begonia uruapensis  Sessé & Moc.
- Begonia urunensis  Kiew

## V
- Begonia vaccinioides  Sands
- Begonia vagans  Craib
- Begonia valdensium  A.DC.
- Begonia valida  Goebel
- Begonia vallicola  Kiew
- Begonia valvata  L.B.Sm. & B.G.Schub.
- Begonia vanderckhovenii  De Wild.
- Begonia vanderichoveni  De Wild.
- Begonia vandewateri  Ridl.
- Begonia vanoverberghii  Merr.
- Begonia vareschii  Irmsch.
- Begonia variabilis  Ridl.
- Begonia variegata  Y.M.Shui & W.H.Chen
- Begonia variifolia  Y.M.Shui & W.H.Chen
- Begonia varipeltata  D.C.Thomas
- Begonia varistyle  Irmsch.
- Begonia veitchii  Hook.f.
- Begonia velata  L.B.Sm. & B.G.Schub.
- Begonia vellozoana  Walp.
- Begonia venosa  Skan ex Hook.f.
- Begonia venusta  King
- Begonia verecunda  M.Hughes
- Begonia vermeulenii  D.C.Thomas
- Begonia verruculosa  L.B.Sm.
- Begonia versicolor  Irmsch.
- Begonia vestita  C.DC.
- Begonia vicina  Irmsch.
- Begonia vietnamensis  H.Q.Nguyen & C.I Peng
- Begonia villifolia  Irmsch.
- Begonia vincentina  O.E.Schulz
- Begonia violifolia  A.DC.
- Begonia viridiflora  A.DC.
- Begonia viscida  Ziesenh.
- Begonia vitiensis  A.C.Sm.
- Begonia vittariifolia  N.Hallé

## W
- Begonia wadei  Merr. & Quisumb.
- Begonia wageneriana  (Klotzsch) Hook.
- Begonia wakefieldii  Gilg ex Engl.
- Begonia wallichiana  Lehm.
- Begonia walteriana  Irmsch.
- Begonia wangii  T.T.Yu
- Begonia warburgii  K.Schum. & Lauterb.
- Begonia wariana  Irmsch.
- Begonia wattii  C.B.Clarke
- Begonia watuwilensis  Girm.
- Begonia weberbaueri  Irmsch.
- Begonia weberi  Merr.
- Begonia weberlingii  Irmsch. ex Weberling
- Begonia weddeliana  A.DC.
- Begonia weigallii  Hemsl.
- Begonia wengeri  C.E.C.Fisch.
- Begonia wenshanensis  C.M.Hu
- Begonia wilkiei  Coyle
- Begonia wilksii  Sosef
- Begonia wilsonii  Gagnep.
- Begonia windischii  L.B.Sm. ex S.F.Sm. & Wassh.
- Begonia wollastonii  Baker f.
- Begonia wollnyi  Herzog
- Begonia woodii  Merr.
- Begonia wrayi  Hemsl.
- Begonia wrightiana  A.DC.
- Begonia wurdackii  L.B.Sm. & B.G.Schub.
- Begonia wutaiana  C.I Peng & Y.K.Chen
- Begonia wyepingiana  Kiew

| - Begonia xanthina Hook. - Begonia xerophyta L.B.Sm. & Wassh. - Begonia xilitlensis Burt-Utley - Begonia xingyiensis T.C.Ku - Begonia xiphophylla Irmsch. - Begonia xishuiensis T.C.Ku - Begonia xylopoda L.B.Sm. & B.G.Schub. | - Begonia yappii Ridl. - Begonia yingjiangensis S.H.Huang - Begonia yishanensis T.C.Ku - Begonia ynesiae L.B.Sm. & Wassh. - Begonia yui Irmsch. - Begonia yunckeri Standl. | - Begonia zairensis Sosef - Begonia zamboangensis Merr. - Begonia zenkeriana L.B.Sm. & Wassh. - Begonia zhangii D.Fang & D.H.Qin - Begonia zhengyiana Y.M.Shui - Begonia zimmermannii Peter ex Irmsch. - Begonia zollingeriana (Klotzsch) A.DC. |